# Geschichte Tunesiens
Die Geschichte Tunesiens umfasst die Entwicklungen auf dem Gebiet der Tunesischen Republik von der Urgeschichte bis zur Gegenwart. Sie lässt sich anhand der ältesten menschlichen Spuren etwa eine Million Jahre zurückverfolgen, knapp hinter der Grenze nach Algerien fanden sich sogar knapp 1,8 Millionen Jahre alte Artefakte. Dabei ähneln die nachfolgenden steinzeitlichen Kulturen denen in Europa und um 6000 v. Chr. setzten sich auch hier Hirten- und Agrargesellschaften gegen die zuvor dominierende Lebensweise der Jäger und Sammler durch.
Eine Kontinuität der heutigen Berber wird bis in die Zeit um 4000 v. Chr. angenommen, wobei die Austrocknung der zuvor fruchtbaren Wüste Sahara eine entscheidende Rolle spielte. Die Phönizier, die um 1000 v. Chr. erste Siedlungen gründeten, verdrängten in einem langwierigen Prozess die Berberherrschaften von den Küsten. Um 600 v. Chr. dominierte die Handelsmetropole Karthago die Entwicklung und sicherte sich ein weiträumiges Hinterland. Dabei geriet sie spätestens um 580 v. Chr. mit den griechischen Kolonisten auf Sizilien in immer wieder aufflackernde Konflikte, die sich an den karthagisch-phönizischen Kolonien im Westen und an der Handelskonkurrenz entzündeten. Ab 264 v. Chr. bekämpften Rom und Karthago einander in drei Kriegen, an deren Ende die afrikanische Stadt 146 v. Chr. vollkommen zerstört wurde.

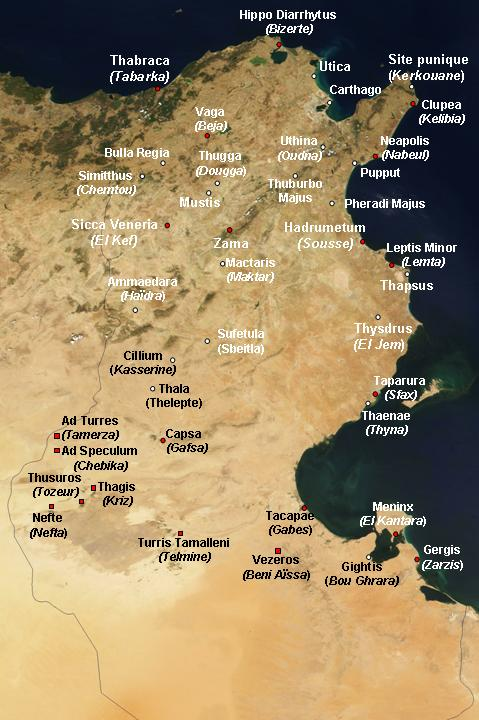
Wichtige römische und punische Fundstätten

Gut ein Jahrhundert später wurde die Stadt wieder aufgebaut und bald Hauptstadt der römischen Provinz Africa. Zugleich wurde die Provinz zu einem der wichtigsten Lieferanten für Weizen und Olivenöl nach Rom. Für das Ende des 2. Jahrhunderts lassen sich erstmals christliche Gemeinden nachweisen; die afrikanische Kirche brachte wichtige Kirchenväter hervor, darunter Augustinus von Hippo. In der Spätantike erschienen neben der Sklaverei und den freien Bauern auf dem Land Formen der Bindung an den Boden, wie den Kolonat, wenngleich noch um 500 zwischen freien und unfreien Kolonen unterschieden wurde (Kolonenedikt des Anastasius). Dabei verschärften sich das Kolonat und soziale Konflikte, die mit Kirchenspaltungen einhergingen.
Ab 429 bzw. 439 beherrschten die arianischen Vandalen Nordafrika ein Jahrhundert lang, bis Ostrom die Region ab 533 zurückeroberte. Ende des 6. Jahrhunderts wurde Karthago Hauptstadt eines Exarchats. Um 670 fassten die muslimischen Araber Fuß und setzten sich bis 701 im gesamten tunesischen Gebiet durch. Die Berber bekannten sich zwar nach langen Kämpfen zum Islam, doch zu einer stärker egalitären Auslegung. Im Jahr 800 machte sich die Region unter den Aghlabiden erstmals unabhängig vom arabischen Großreich. Die Berber wurden dennoch zunehmend arabisiert.
Den Aghlabiden folgten, zunächst gestützt auf berberische Gruppen, die schiitischen Fatimiden ab 909, doch verlagerten sie im Zuge der Ostexpansion ihren Reichsschwerpunkt nach Ägypten, so dass sich die Region Tunesien unter den berberischen Ziriden erneut unabhängig machte. Auch das von den Aghlabiden ab 827 eroberte Sizilien machte sich weitgehend selbstständig. Es wurde ab 1061 von den Normannen erobert. 1155 kam Tunesien an die berbischen Großreiche der Almohaden und der Almoraviden, deren Herrschaft jedoch 1236 durch die der berberischen Hafsiden abgelöst wurde. 1535 bis 1574 beherrschte Spanien die Hauptstadt und die Hafsiden waren von Madrid abhängig. 1574 übernahm das dominierende Großreich der Osmanen die Herrschaft, doch löste sich diese nach und nach auf, so dass die sogenannte Herrschaft der Beys (1705 bis 1957) sich etablierte, die erst durch Frankreich als Kolonialmacht, wenn auch nicht formal, 1881 abgelöst wurde. Frankreich errichtete dann in Tunesien ein Protektorat.
Frankreichs Kolonialherrschaft endete 1956, die der Beys 1957, doch übernahm bald der autoritär regierende Bourguiba, dem 1987 Ben Ali folgte, die Macht in Tunesien. Als Letzterer 2011 gestürzt worden war, fanden in Tunesien erstmals freie, demokratische Wahlen statt, um eine verfassunggebende Versammlung zu bilden. Seither ist Tunesien eine der wenigen parlamentarischen Demokratien in der Region, wird aber immer wieder von Terroranschlägen erschüttert und leidet unter einer stagnierenden Wirtschaft.

## Urgeschichte
Mit 2,2 Millionen Jahren, so wurde lange angenommen, stammen die ältesten Funde aus Oued Boucherit (auch Ain Boucherit genannt), südlich von Ain el-Hanech (oft kurz Ain Hanech) im Nordosten Algeriens, etwa 12 km nordnordwestlich von El Eulma (von 1862 bis 1962 Saint-Arnaud). Erste Untersuchungen fanden dort bereits 1931 statt.
Auf etwa 1,75 Millionen Jahre werden Artefakte in Aïn el-Hanech selbst datiert. Neben Überresten typischer Jagdbeute wie Nashörner und Elefanten fand man vor allem solche von Equus tabeti, einer Pferdeart. Es fanden sich Schlagsteine (cobbles), ganze Splitter (flakes), verschiedene Bruchstücke und retuschierte Werkstücke.
Im heutigen Tunesien wurden bisher keine Überreste aus dieser frühen Ausbreitungsphase des Menschen entdeckt. Die frühe Fauna ist in Aïn Brimba belegt. Bei einigen Tierarten ließen sich Wanderungen zwischen Südeuropa und Nordafrika nachweisen, doch liegen sie zeitlich vor den frühesten menschlichen Spuren. Daher lässt sich bisher nicht entscheiden, ob frühe Menschenformen, die Afrika Richtung Europa verließen, ausschließlich über Westasien oder auch über das Mittelmeer zogen.
Erst auf etwa eine Million Jahre wird als für Tunesien älteste Fundstätte Sidi Zin datiert. Dort fanden sich zwei Faustkeile, eine Reihe von Schabern und Feuersteinen. Auch im Süden des Landes fanden sich Artefakte aus dieser frühen Phase, wie etwa in Sidi Mansur bei Monastir.
Etwa 700.000 Jahre alt sind die ältesten Überreste des Homo erectus in Nordafrika, die 1954 etwa 20 km östlich von Muaskar im nordwestlichen Algerien gefunden wurden. Die Anwesenheit von Homo erectus zumindest vor 200.000 Jahren belegen die Funde von Sidi Abd el-Rahmane.

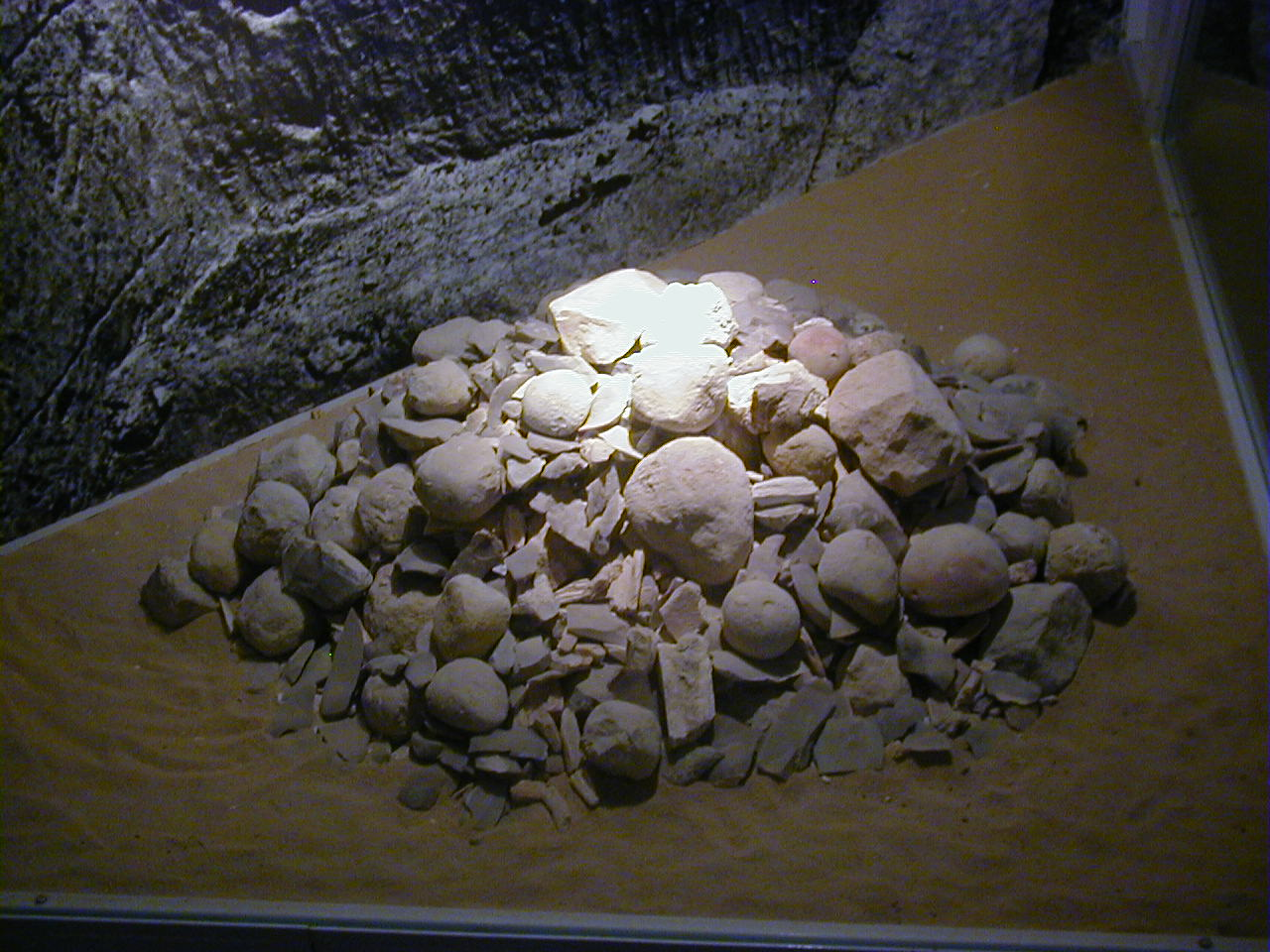
‚Hermaion‘ von El Guettar

Vor 100.000 Jahren befand sich im Becken der Schotts im Süden Tunesiens ein See mit einer Fläche von 30.000 km². Die Wüste war zeitweise sehr viel feuchter, zeitweise trockener. In die Zeit des späten Moustérien oder des Atérien (ca. 40.000 Jahre) wird ein in den 1950er Jahren nahe einer seit langem versiegten Quelle entdeckter pyramidal angelegter Haufen aus runden Steinen und Tierknochen aus der Gegend von Aïn El Guettar datiert; er gilt einigen Forschern als älteste Kultstätte der Welt.

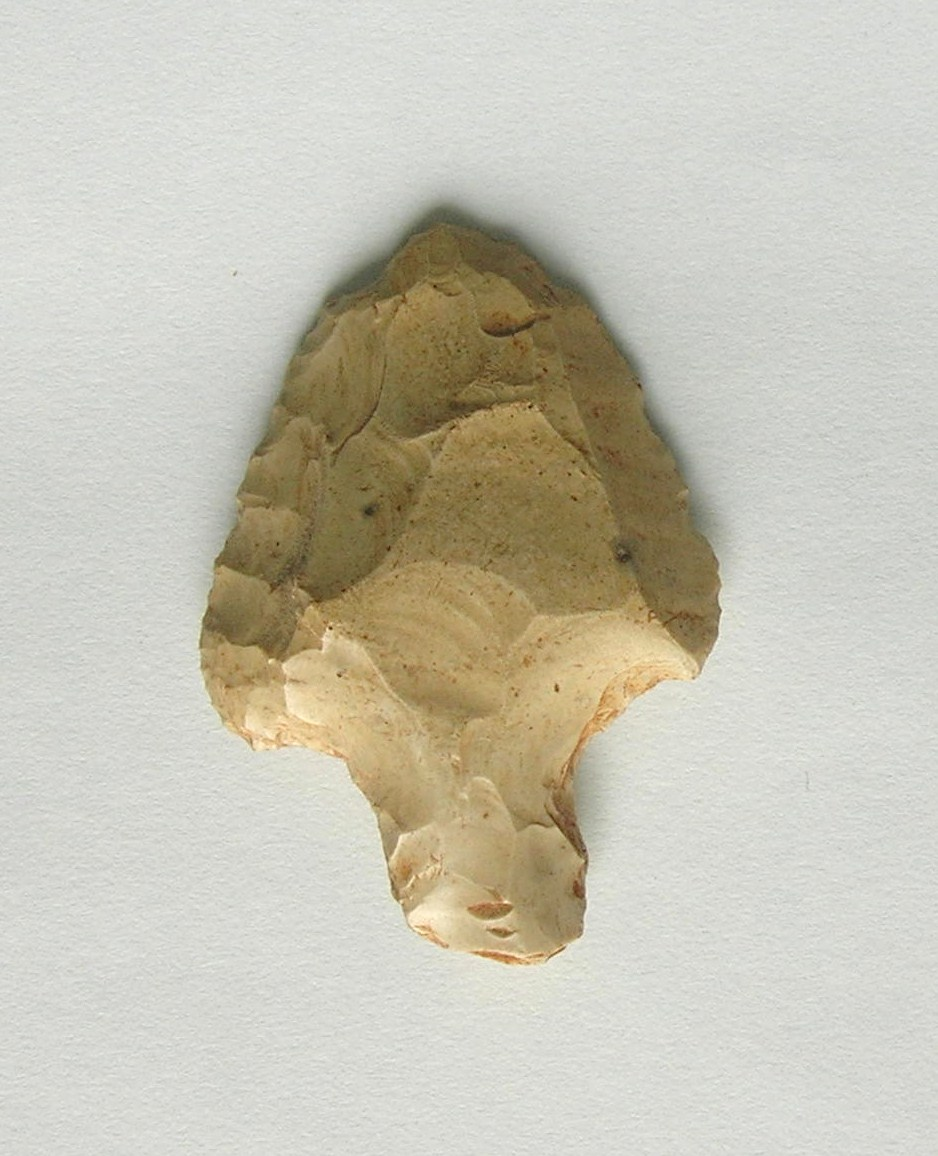
Atérien-Spitze

In Nordafrika folgten auf späte Faustkeilkomplexe die Abschlagtechnik, die den südeuropäischen und vorderasiatischen stark gleichen. Auch Blattspitzen, die der späteren Atérien-Tradition angehören, finden sich. Sie gilt als Kultur nomadischer Wüstenjäger und endete vor etwa 32.000 Jahren. Dieses Atérien, benannt nach der algerischen Fundstätte Bi'r al-'Atir, galt lange als Teil des Moustérien, ist jedoch inzwischen als eigenständige nordafrikanische Kulturepoche anerkannt. Der sehr hohe Bearbeitungsstand der Steinwerkzeuge ist für diese Zeit charakteristisch. Die Jäger entwickelten einen Griff für Werkzeuge, verbanden also erstmals verschiedene Werkstoffe zu Kompositwerkzeugen.

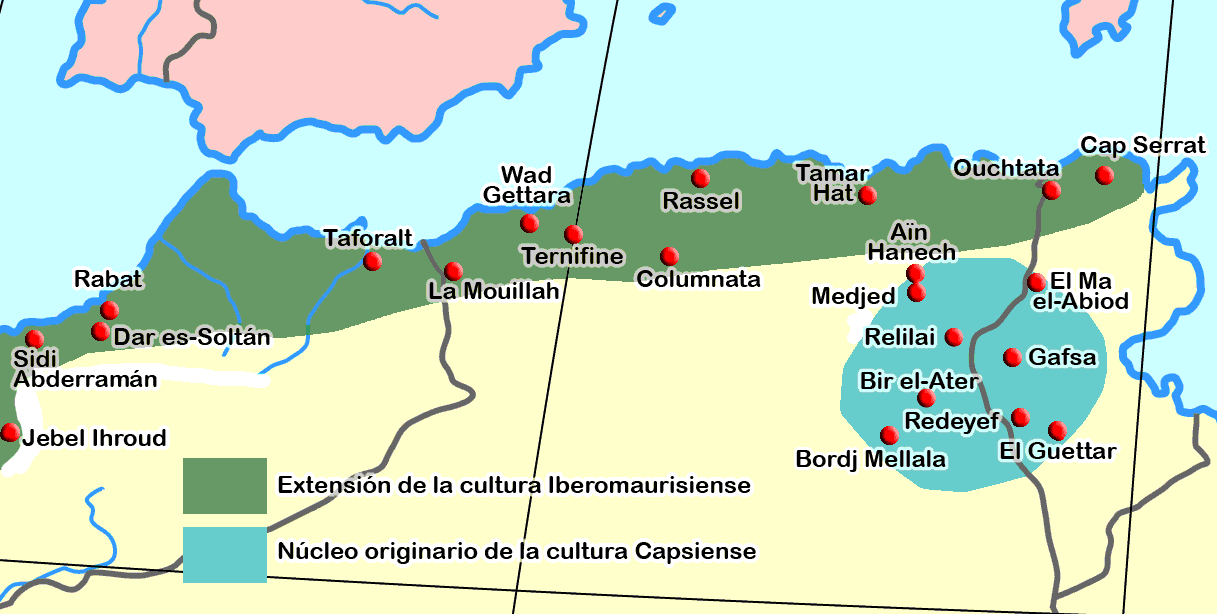
Fundstätten der iberomaurusischen und der Capsien-Kultur in Nordafrika

Zwischen 15.000 und 10.000 v. Chr. breitete sich das Ibéromaurusien (Hauptfundstätte Mouilla bei Oran) vom Westen her an der gesamten maghrebinischen Küste und bis in die Cyrenaika aus.
Es folgte zwischen 10.000 und 6000 v. Chr. das Capsien, benannt nach der Fundstätte bei Gafsa. Im Süden ist die bedeutendste Stätte Jabal al-Maqta (El-Mekta) 20 km östlich von Gafsa im Süden Tunesiens. Zwischen 9000 und 5000 v. Chr. dehnte sich die Kultur nordwärts zu Lasten des Ibéromaurusien aus. Die Träger dieser Kulturen sind wahrscheinlich bereits die „Libyer“ der historischen Quellen.

## Bauern und Hirten (ab etwa 6000 v. Chr.)
Im 6. und 5. Jahrtausend v. Chr. setzte sich die Bodenbearbeitung gegenüber der Wildbeuterei durch. Ob die Träger dieser Kulturen Zuwanderer waren oder ob es sich um Prozesse kultureller Übernahmen handelt, ist unklar. Dieses Capsien-Neolithikum dauerte bis ins erste vorchristliche Jahrtausend an.

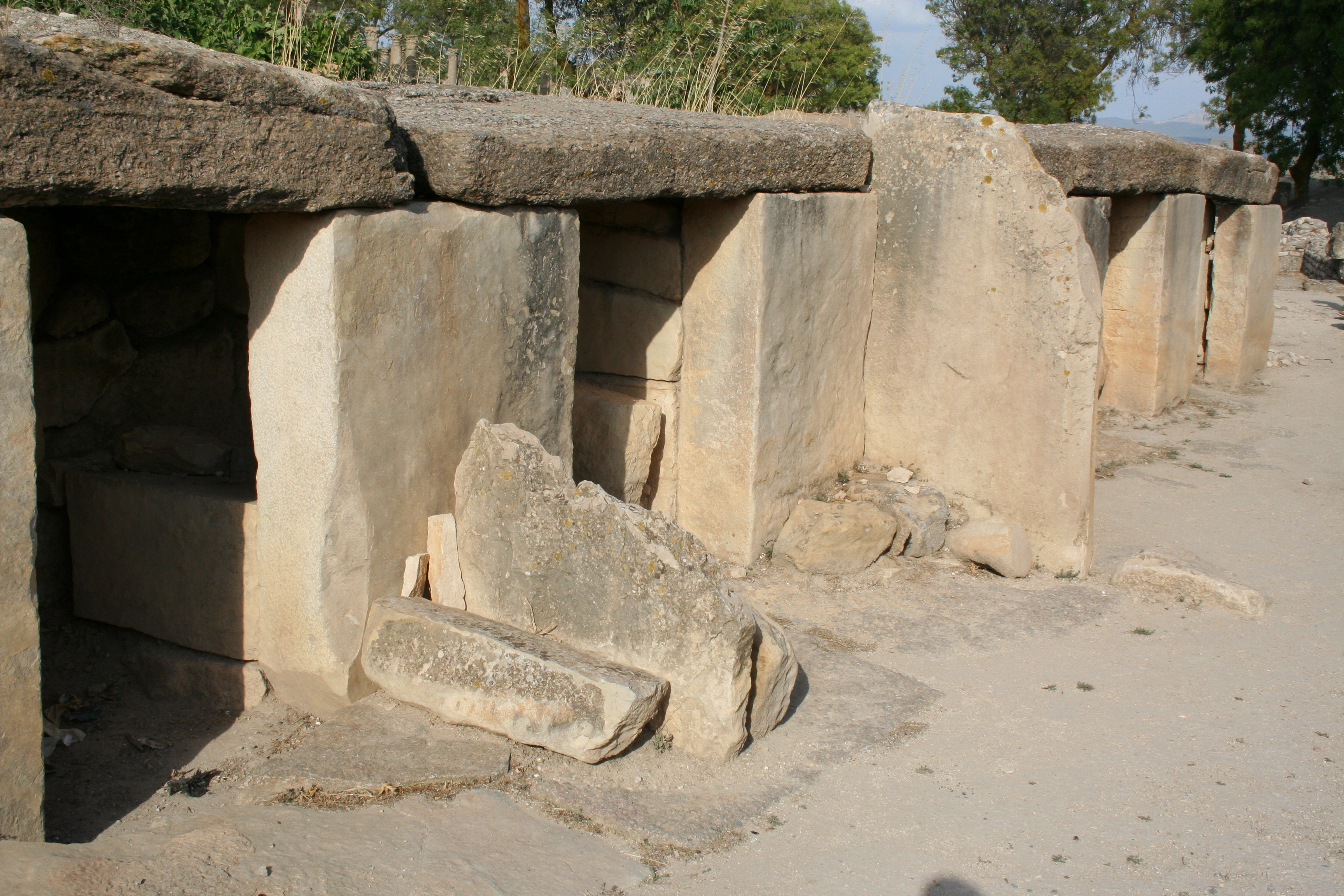
Megalithanlage bei Makhtar

Eine Kupfer- oder eine Bronzezeit konnte es in Tunesien mangels Kupfervorkommen nicht geben, daher wurden organische Materialien und Steine länger genutzt. Die Eisenzeit kam also ohne die sonst weit verbreiteten Vorgängermaterialien aus.

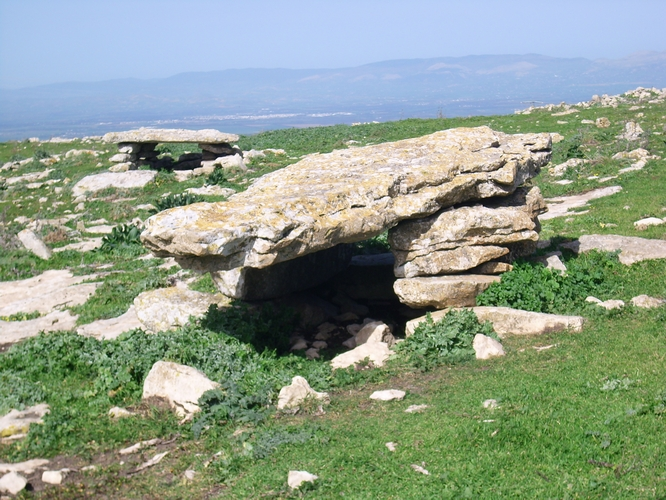
Dolmen auf dem Djebel Gorra

Spätestens ab etwa 4000 v. Chr. lassen sich dabei Kulturen von erheblicher Kontinuität nachweisen, die heute als Libyer bzw. deren Vorfahren angesprochen und die lange als Berber bezeichnet wurden. Als gesichert gilt dies jedoch nicht, weshalb viele Autoren die alte Bezeichnung „Libyer“ vorziehen. Aufgrund der Übernahme des lateinischen Wortes für diejenigen, die nicht Latein sprachen, nämlich barbari, die wiederum auf die nicht Arabisch sprechende Bevölkerung übertragen wurde, bezeichnete man die Region oftmals als „Berberei“. Die „Berber“ selbst nennen sich Imazighen (Singular: Amazigh).
Auf dem Djebel Gorra oder in Makhtar im zentralen Norden des Landes fanden sich Megalithanlagen, die zwischen dem Beginn des 3. und dem 1. Jahrtausend entstanden.

## Phönizier, Karthago (ca. 1000 bis 146 v. Chr.)

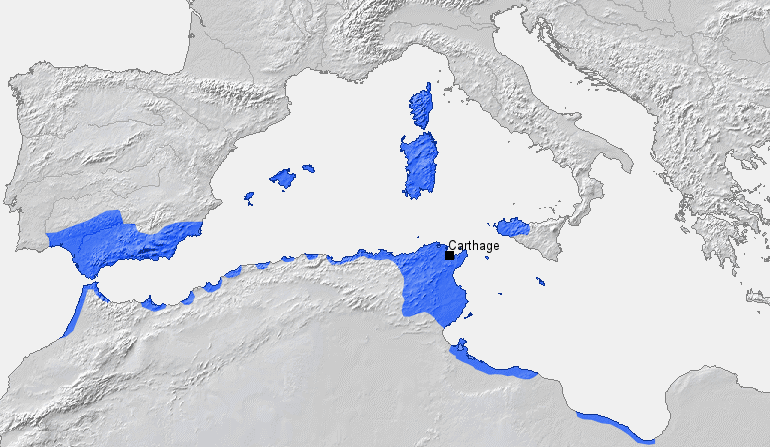
Machtsphäre Karthagos

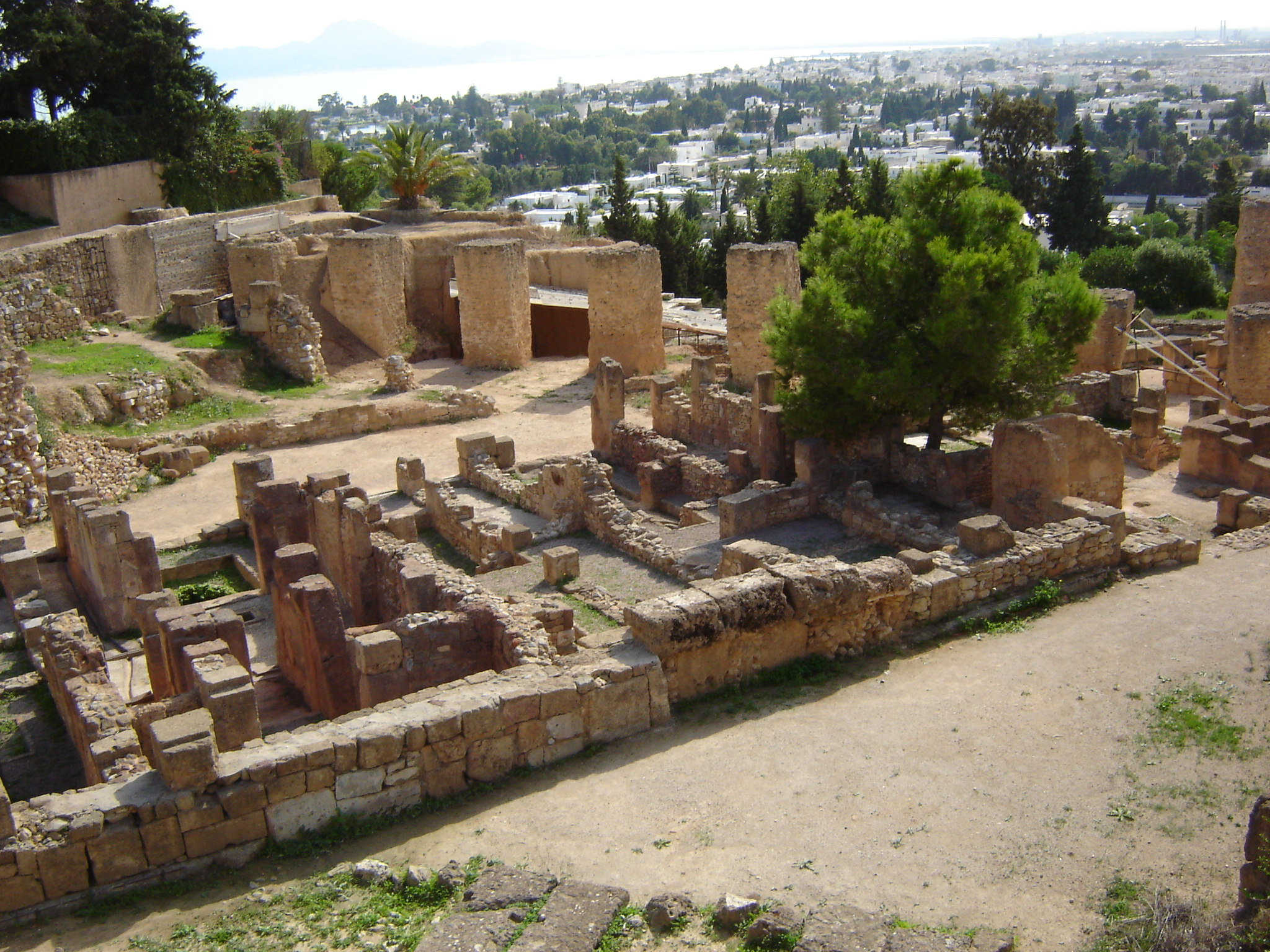
Wohnhäuser auf dem Byrsa-Hügel

Ende des 2. Jahrtausends v. Chr. kamen Phönizier aus Tyros und Sidon nach Tunesien. Sie suchten zunächst Stützpunkte für ihren Handel mit spanischem Silber und Zinn. Von hier ging dennoch der Impuls zur Gründung eines nordafrikanischen Phönizierreichs aus, des Reichs von Karthago.
Möglicherweise bereits um 1100 v. Chr., wie die legendenhafte Überlieferung annimmt, gründeten Phönizier die erste Kolonie namens Utica. Im Jahr 814 v. Chr. gründeten aus Tyros kommende Siedler demnach die Stadt Karthago. Königin Élyssa, die Schwester des Königs von Tyros, Pygmalion, gründete die Stadt. Zur Mitte des 7. Jahrhunderts findet sich eine erste Nachricht bei Timaios von Tauromenion, Karthago habe eine Insel Richtung Spanien besetzt; die ältesten archäologischen Funde stammen von etwa 750 v. Chr. Bei der karthagischen Expansion wurden die Numider von den Küstengebieten abgedrängt. Sousse dürfte im 7. oder 6. vorchristlichen Jahrhundert gegründet worden sein, ebenso wie Mogador und andere Städte.

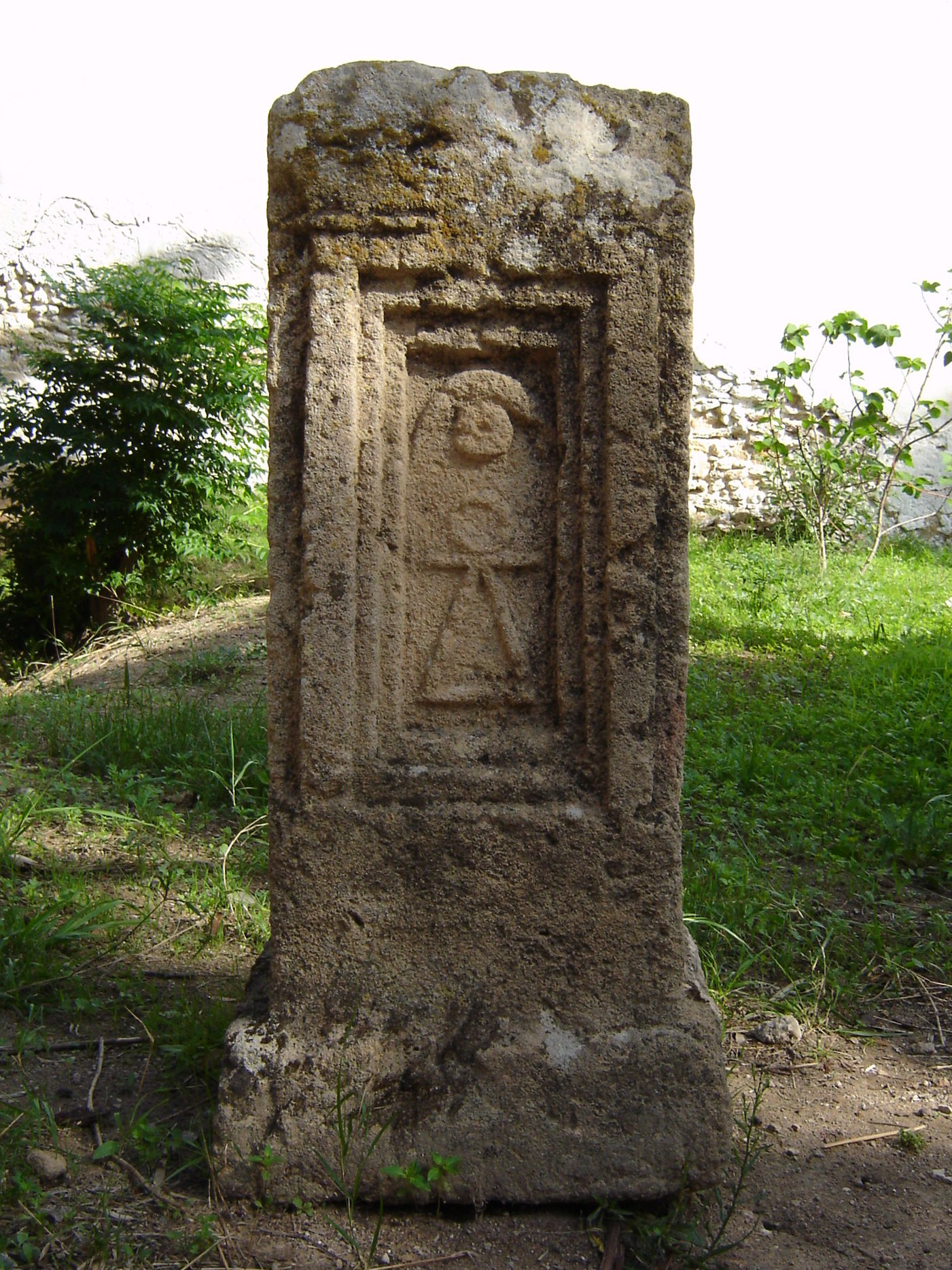
Stele in Karthago

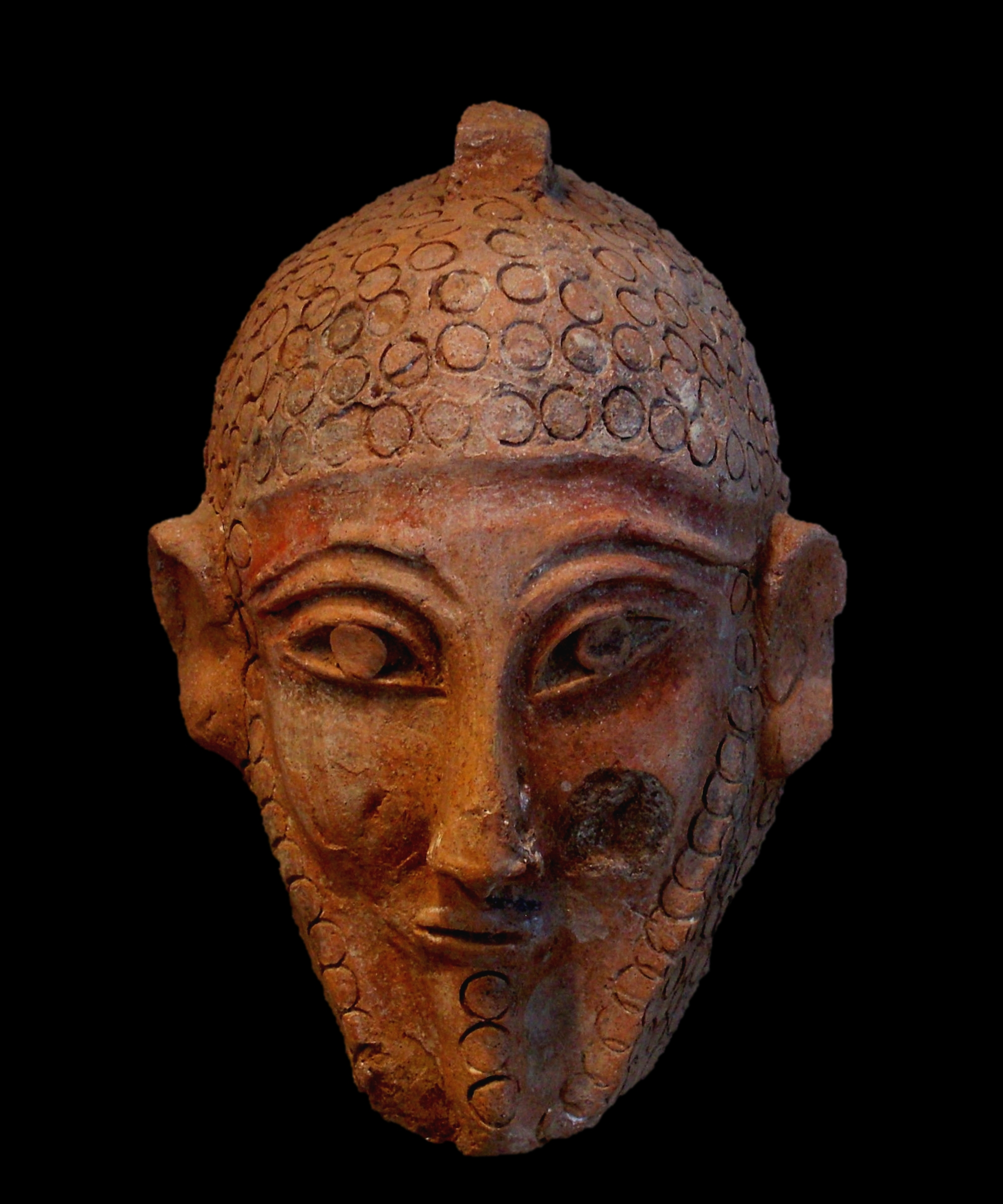
Karthagische Maske, Bardo-Museum

Karthago gelang es 580 v. Chr., die phönizischen Kolonien im Westen von Sizilien gegen die griechischen Kolonien auf der Insel zu verteidigen. Damit wurde die Stadt zum Bezugspunkt aller Kolonien im westlichen Mittelmeer. Zusammen mit den Etruskern konnte sie zudem die Griechen 540 v. Chr. vor Korsika besiegen und sie damit weitgehend vom Handel mit der iberischen Halbinsel ausschließen. Nachdem Tyros auch noch in persische Hand gefallen war, war Karthago die einzige phönizische Großmacht. Ihr Machtbereich wurde von Kap Bon südwärts ausgedehnt bis zu einer Linie von Sicca Veneria (heute El Kef) an die Küste nach Thaenae. Im 3. Jahrhundert wurde Theveste karthagisch.
Möglicherweise wurde die ursprüngliche Bevölkerung im Kerngebiet versklavt und musste in den Randgebieten Tribute leisten. Eine Kette von Stützpunkten reichte bis an die Atlantikküste, einige von ihnen waren Gründungen Karthagos, wie etwa Hippo Regius, vielleicht auch Tanger. Nach Süden führten Handelswege bis in die Gebiete jenseits der Sahara, die, vermutlich über Zwischenhändler, Waren an die Küste brachten. Mit der Entstehung der hellenistischen Staaten in der Nachfolge Alexanders des Großen expandierte der karthagische Handel ebenfalls ostwärts, und die dortigen Händler saßen in jeder bedeutenden griechischen Stadt.
480 und 410 v. Chr. mischte sich Karthago in die Konflikte zwischen den Griechen auf Sizilien ein und erlitt im ersteren Fall eine schwere Niederlage bei Himera, im letzteren errang es einen Sieg, der jedoch jahrzehntelange Kämpfe mit Syrakus heraufbeschwor, wie etwa 398–392, 382–375 oder 368 v. Chr. Die Grenze blieb jedoch der Halycus (Platani). 310 griffen die Syrakusaner Karthagos Kerngebiet sogar direkt an, nachdem die griechische Armee in der Schlacht am Himeras besiegt worden war. Ailymas, ein libyscher König, schloss sich den Angreifern unter Agathokles von Syrakus an, der zunächst eine karthagische Armee in Afrika besiegte. 309 v. Chr. erlitt auch die karthagische Armee auf Sizilien eine Niederlage, konnte aber dennoch die Belagerung von Syrakus bis 307 fortsetzen. Zwar besiegte wiederum eine mit Agathokles verbündete etruskische Flotte die Karthager, doch löste sich die Armee des Agathokles nach und nach auf, bis sie kapitulierte. 306 v. Chr. wurde in einem Friedensschluss der status quo wiederhergestellt.
Mit dem Römischen Reich kam es ab 264 v. Chr. zu drei Kriegen. Während des ersten Krieges mussten die Libyer die Hälfte ihrer Ernte an Karthago abgeben, wo sie schon in Friedenszeiten ein Viertel abzuliefern hatten. Daher kam es 241 bis 237 v. Chr. zu einem schweren Aufstand, und die Rebellen kontrollierten den Norden Tunesiens. Auf ihren Münzen erschien auf Griechisch die Inschrift Libyer.
Schon im 6. Jahrhundert v. Chr. herrschten in Karthago die Magoniden, doch lösten die wahrscheinlich immer aus derselben Familie gewählten Könige im 4. Jahrhundert die Sufet ab, die man als Richter bezeichnen könnte, wenn ihre Rechte auch sehr viel weiter gingen. Es wurden jeweils zwei Sufeten gewählt, die den vermögenden Klassen entstammten. Die zivilen und die militärischen Aufgaben wurden zunehmend getrennt, aus der Bürgerarmee wurde eine zu jeweiligen Anlässen angeworbene Armee, die nach Ende der Kriegshandlungen wieder entlassen wurde. Im Heer dienten spanische und numidische Truppen, erstere häufig als Reiter, letztere später ebenfalls.
Die Stadtmauern Karthagos waren 35 km lang, im gefährdetsten Abschnitt bis zu 12 m hoch und 9 m dick. Byrsa, die Zitadelle über der Stadt, war ebenfalls stark befestigt. Strabon gibt an, die Stadt habe 700.000 Einwohner gehabt, heute nimmt man etwa 400.000 Einwohner an.
Oberster Gott war Baal-Hammon, den die Römer mit Saturn gleichsetzten und dem vielleicht noch im 3. Jahrhundert v. Chr. Menschenopfer gebracht wurden. Während des 5. Jahrhunderts v. Chr. kam die Göttin Tanit zu immer höherem Ansehen. Gegen diese beiden Hauptgötter fielen Melkart aus Tyros und Eschmun, dem man mit Asklepios identifizierte, weit ab.
Karthago schloss 508 v. Chr. einen ersten Vertrag mit Rom, 348 und 279 weitere; es bestanden keinerlei Konflikte. Als sich jedoch Messina 264 v. Chr. Rom unterstellte, kam es zu einem Krieg, der bis 241 v. Chr. dauerte. Karthago musste seine Kolonien auf Sizilien abtreten, 238 fielen Sardinien und Korsika an Rom. Karthago begann nun seinerseits den Süden und Osten der iberischen Halbinsel zu erobern. Es konnte mit seinen unter anderen von Hannibal geführten Truppen während des Zweiten Punischen Krieges (218–201 v. Chr.) das Römische Reich mehrmals an den Rand einer Niederlage bringen.

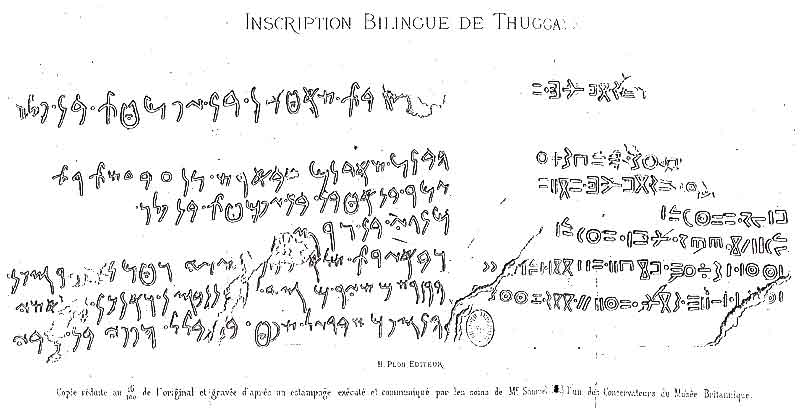
Zweisprachige Inschrift von Thugga in punischer und numidischer Schrift, 2. Jahrhundert v. Chr.

Rom verpflichtete Karthago nach dessen endgültiger Niederlage 201 v. Chr. dazu, seinem Verbündeten Massinissa alles zurückzuerstatten, was ihm oder seinen Vorfahren genommen worden war. Zugleich war es der Stadt verboten, ohne Erlaubnis der Römer einen Krieg zu führen. So riss Massinissa nach und nach ihr Gebiet an sich, Karthago waren die Hände gebunden. Zugleich gab es in Karthago drei Parteien, die sich befehdeten. Eine stand auf römischer Seite, eine auf der numidischen und die dritte war eine Volkspartei.
Immer wieder entschied Rom gegen Karthago. Doch 151 wurde die Partei Massinissas aus der Stadt geworfen und Karthago griff schließlich 150 v. Chr. zu den Waffen. Sein Heer wurde von Massinissa geschlagen und von dessen Sohn niedergemacht. Rom verlangte die Räumung der Stadt, was die Karthager ablehnten. Im Dritten Punischen Krieg (149–146 v. Chr.) wurde die Stadt belagert und schließlich gezielt zerstört.
Massinissas Sohn und Nachfolger Micipsa unterstützte die Römer in ihren Eroberungskriegen, etwa in Spanien. 116 v. Chr. kam es zu einer Reichsteilung zwischen Jugurtha und Adherbal, doch vier Jahre später ließ Jugurtha seinen Halbbruder hinrichten. Bei der Eroberung von dessen Hauptstadt Cirta kamen auch römische Bürger ums Leben. Infolgedessen erklärte Rom 111 v. Chr. Jugurtha den Krieg, in dem schließlich 105 v. Chr. Rom siegte. Damit endete die erste berberische Staatsgründung.

## Römische Provinz Africa (146 v. bis 439 n. Chr.)

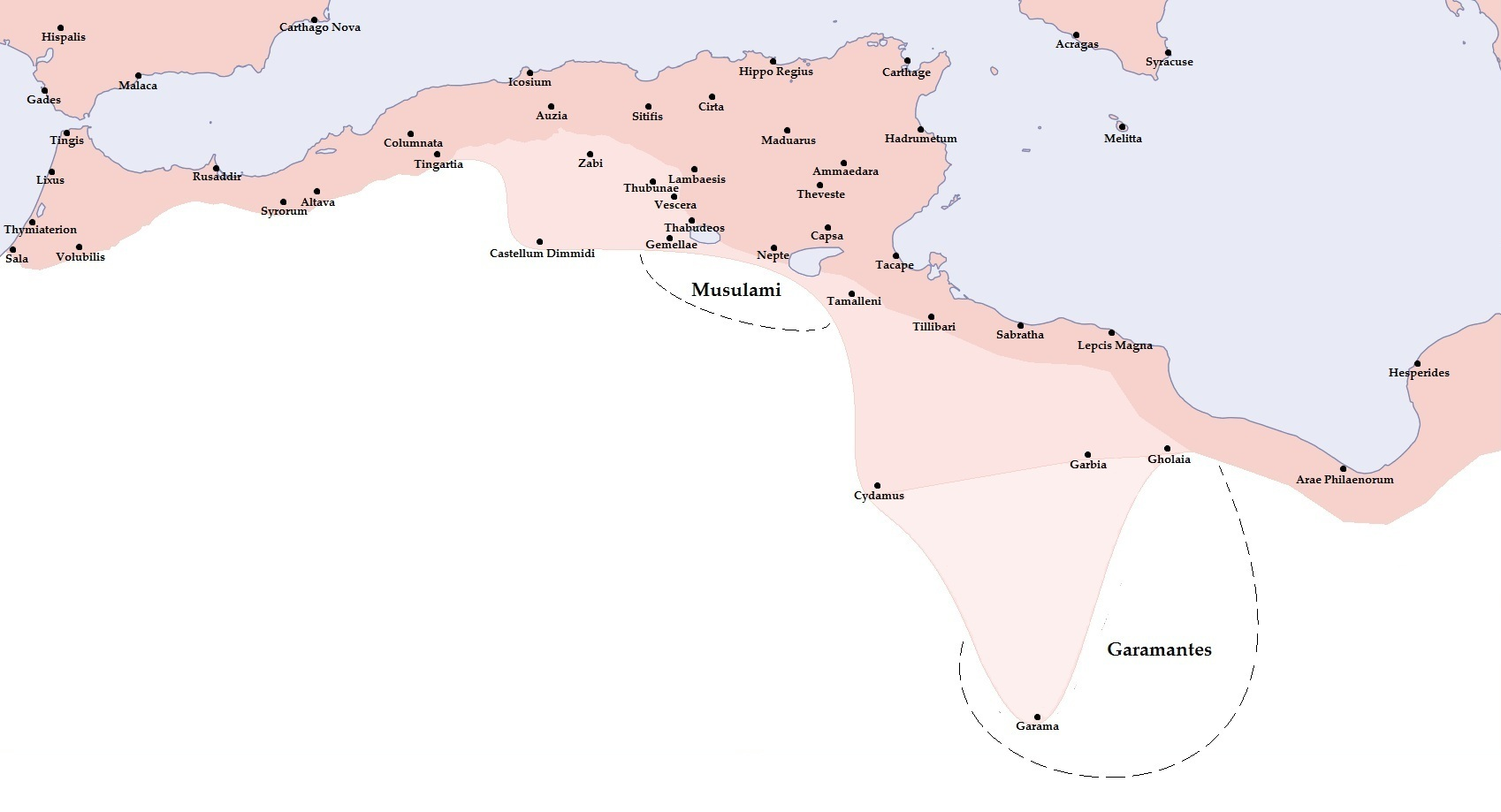
Das römische Nordafrika im frühen 3. Jahrhundert. Unter Septimius Severus kam es zu einer kurzlebigen Ausweitung der Grenze nach Süden.

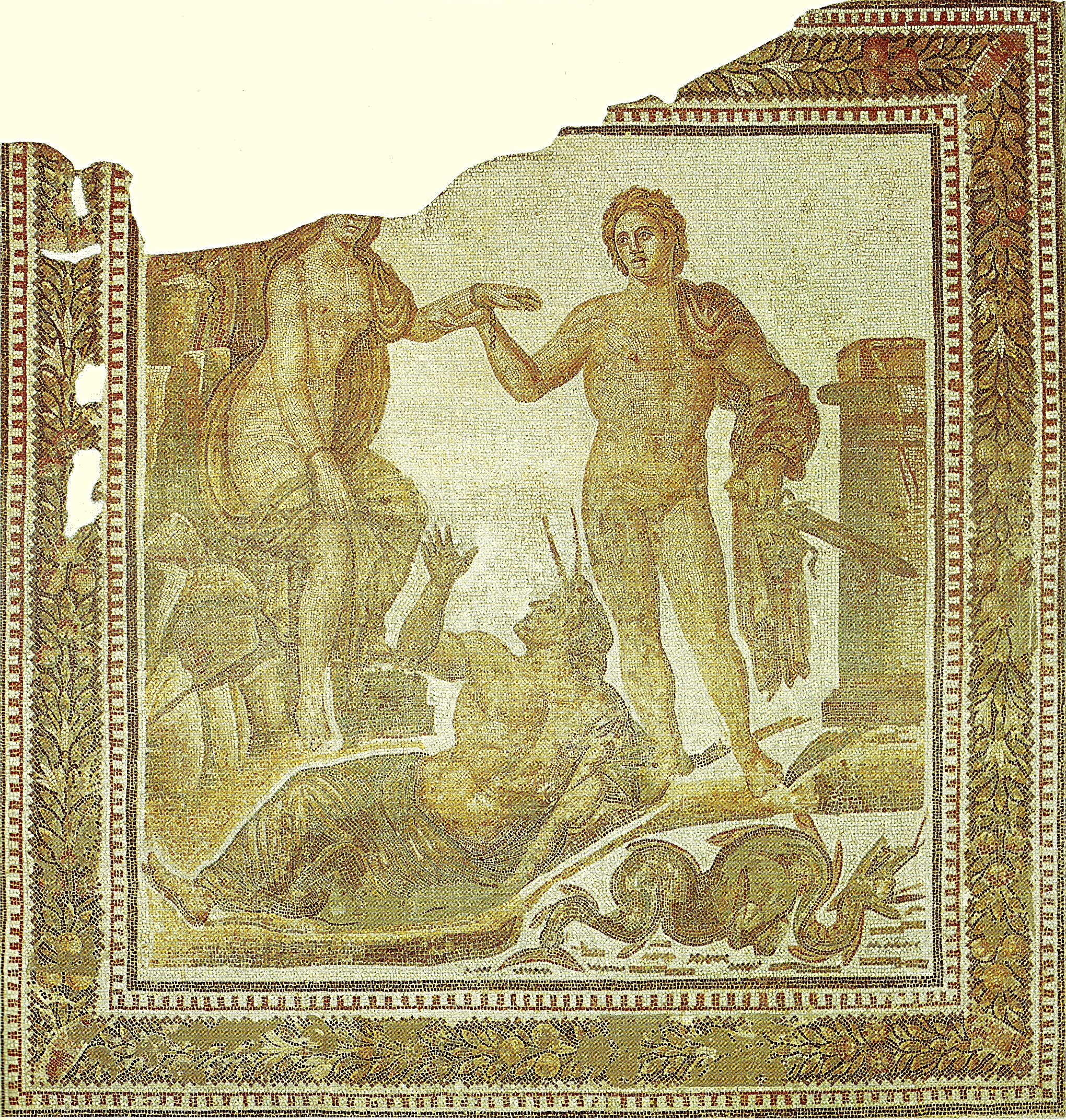
Perseus befreit Andromeda, Mosaik aus Bulla Regia

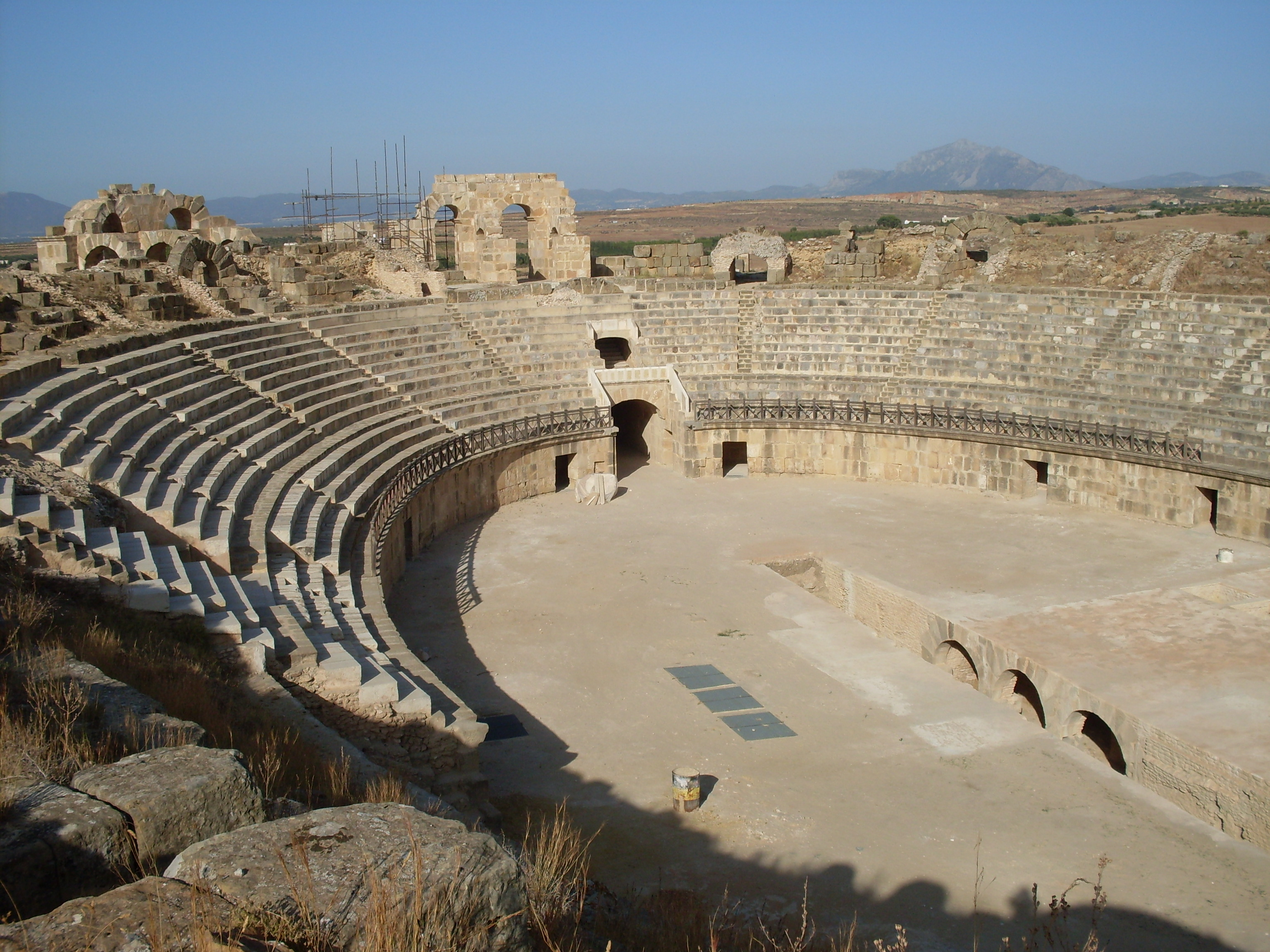
Amphitheater von Oudna, 30 km südlich von Tunis

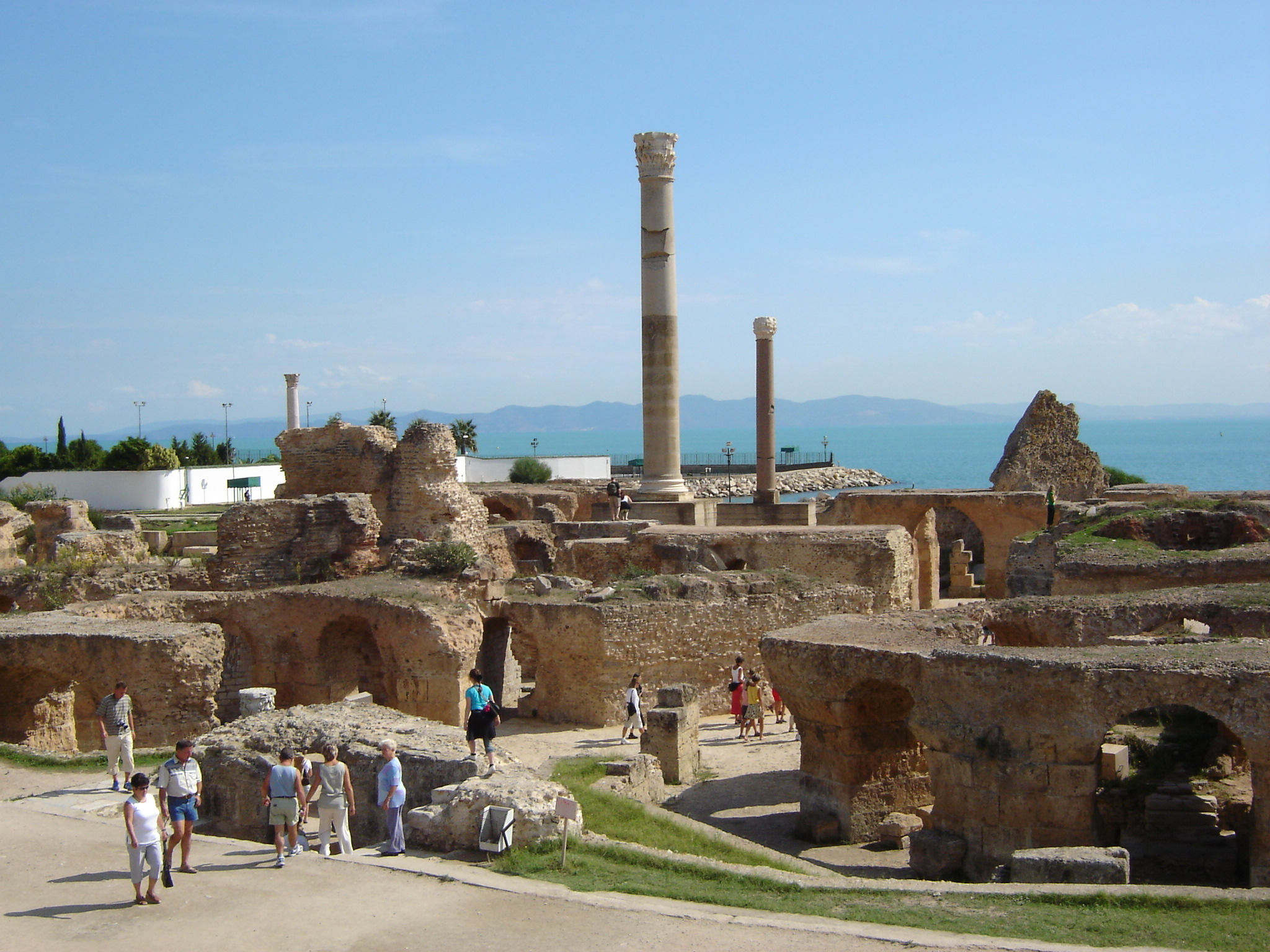
Antoninus-Pius-Thermen in Karthago

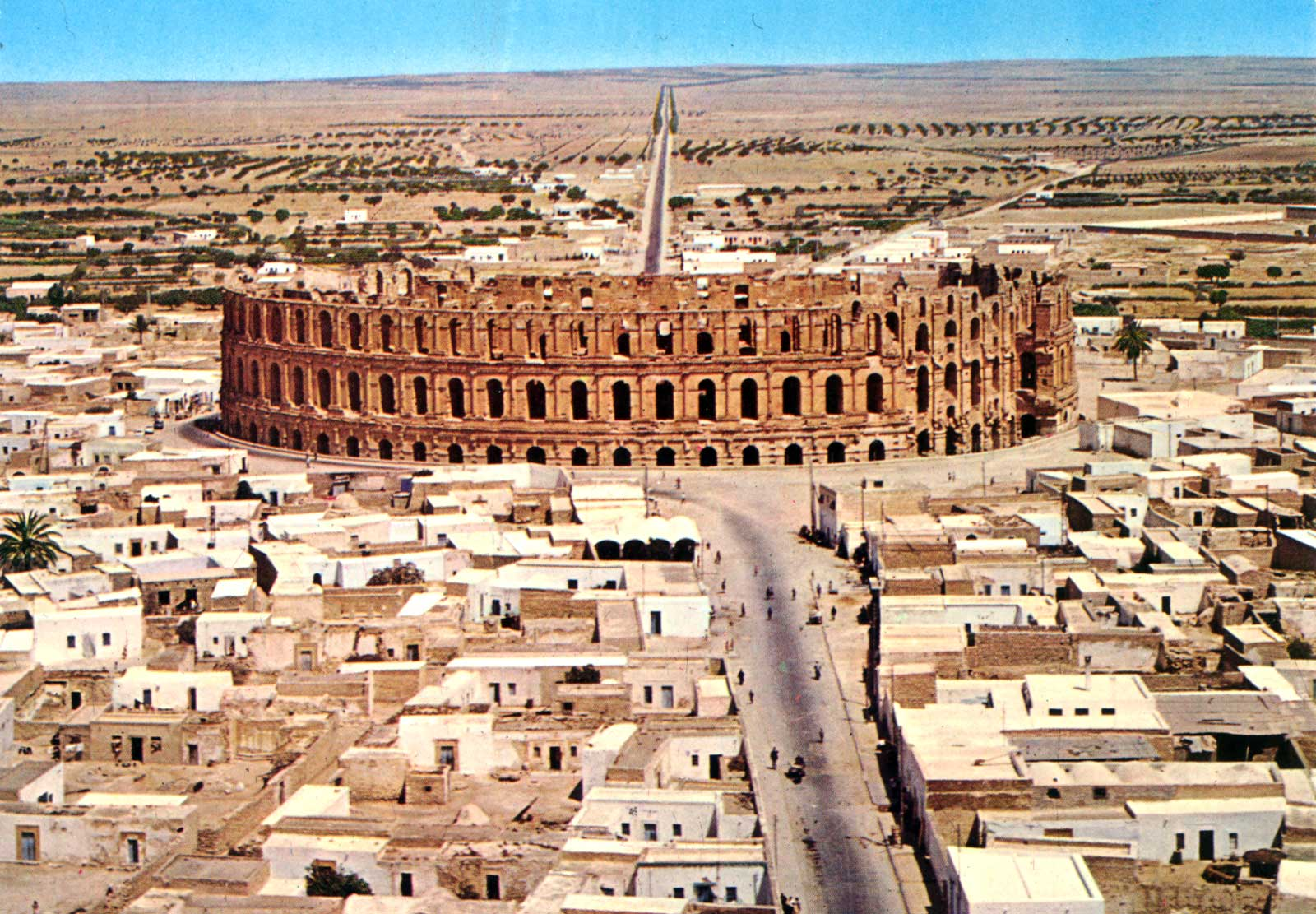
Das Amphitheater von Thysdrus, der Olivenmetropole

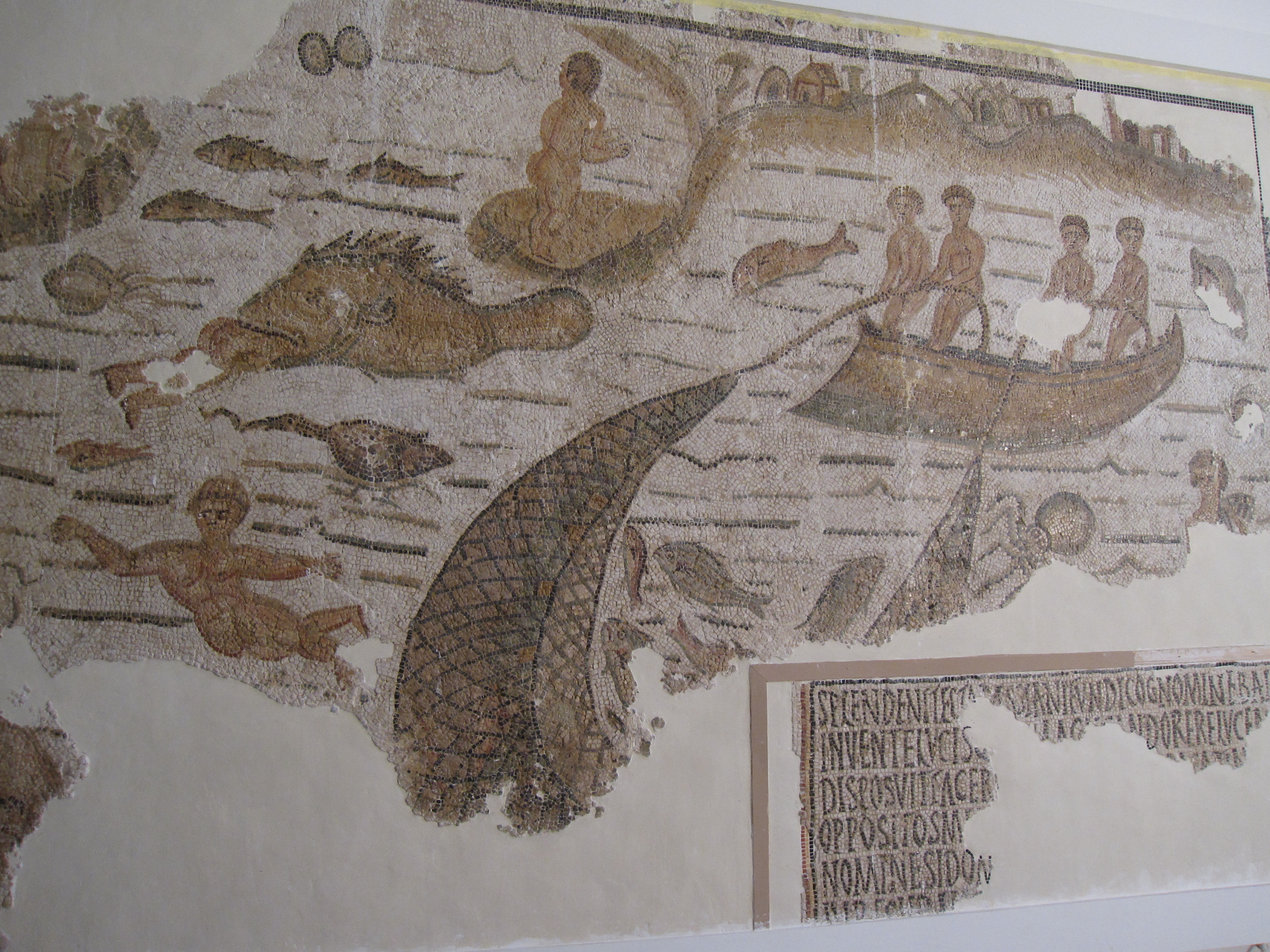
Fischer auf einem Mosaik, Bardo Museum

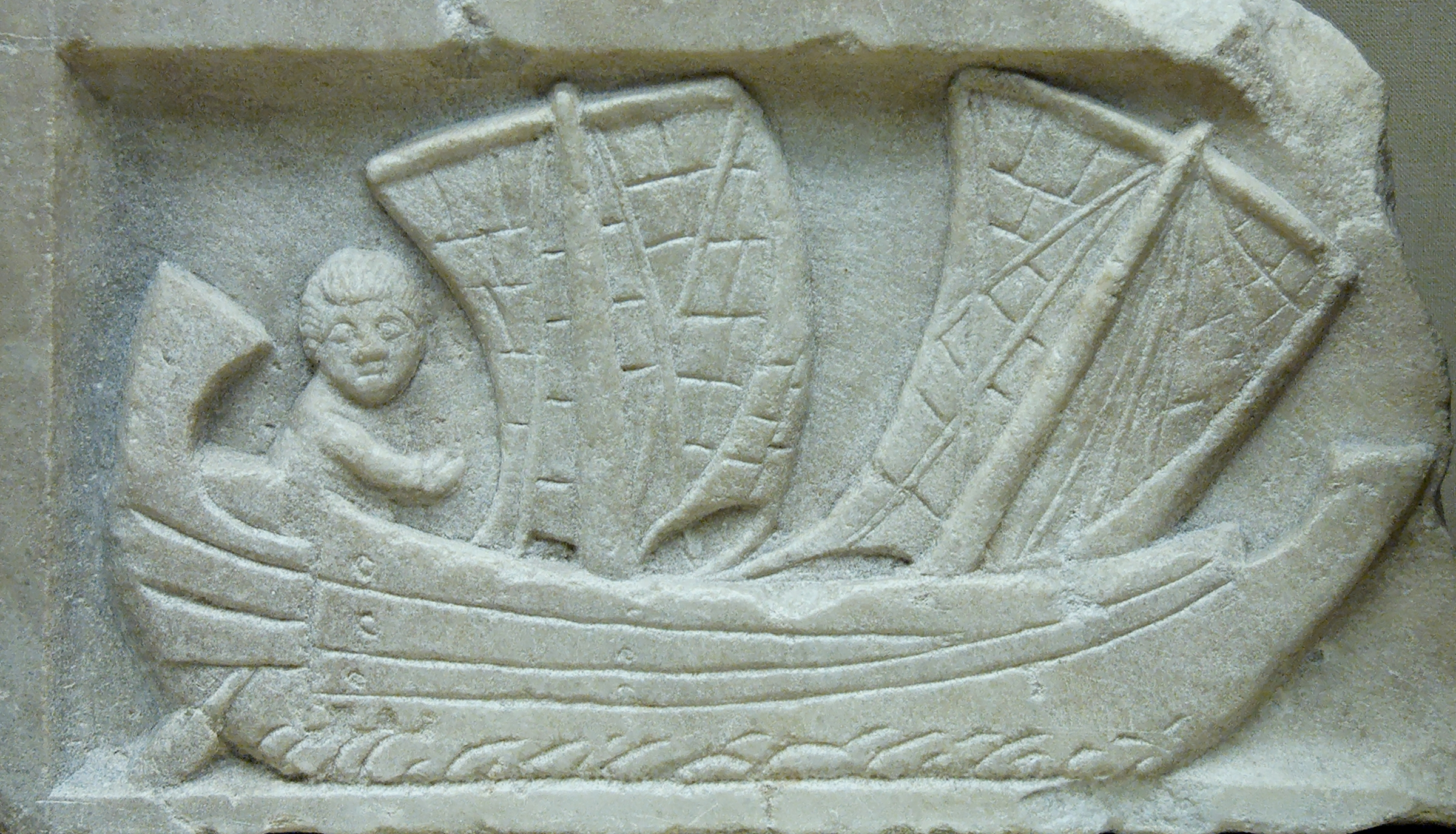
Marmorrelief, das einen Mann darstellt, der eine zweimastige Corbita segelt, um 200. Sie waren für die küstennahe Schifffahrt geeignet und bewältigten einen großen Teil des römischen Handels. Sie waren etwa 25 bis 30 m lang, 8 bis 10 m breit, Getreideschiffe konnten allerdings auch weit über 50 m lang sein.

Mosaik mit einem Viergespann, Bardo-Museum, Tunis

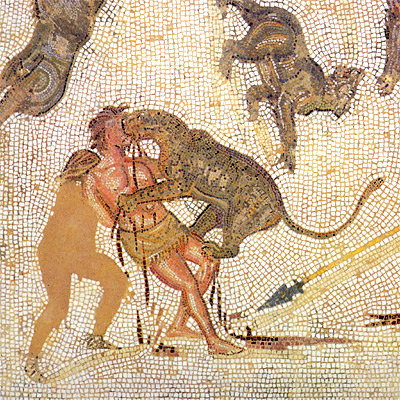
Damnatio ad bestias. Delinquenten wurden von Raubtieren getötet, 3. Jahrhundert, Museum von El-Djem

Nach Karthagos Herrschaftsgebiet wurde nun auch ein erheblicher Teil Numidiens der römischen Provinz Africa mit der Hauptstadt Utica zugeschlagen.
Nach dem Sieg Gaius Iulius Caesars über die Pompeianer und damit über Juba I. wurde das Reich der Massylier aufgeteilt und es entstanden riesige Staatsgüter. Der östliche Teil Ostmassyliens wurde zu einem Teil der von Caesar neu geschaffenen Provinz Africa nova. Der westliche Teil Ostmassyliens, also die Gegend um Cirta, ging an den Abenteurer Publius Sittius, der das Land an seine Soldaten verteilte und eine römische Kolonie einrichtete, die Colonia Cirta Sittianorum. Bocchus II. von Mauretanien, ein Freund des Sittius und ebenfalls Verbündeter Caesars im Krieg gegen Juba, erhielt Westmassylien und Ostmassylien, also die Gegend um Sitifis.
44 v. Chr. beschloss Caesar, eine Colonia in Karthago zu gründen, was jedoch erst von Augustus ab 29 v. Chr. umgesetzt wurde. 27 v. Chr. vereinigte Augustus die Provinzen Africa vetus und Africa nova zur Provinz Africa proconsularis. Hauptstadt wurde Karthago.
Africa wurde, neben Ägypten, einer der wichtigsten Lieferanten von Getreide und Olivenöl für Rom, vor allem im 2. und 3. Jahrhundert. Es entstand ein dichtes Netz von Siedlungen, etwa Thugga, Sufetula (Sbeitla), Bulla Regia, Thysdrus (El Djem) oder Thuburbo Majus. Die Provinz war, zusammen mit Numidien, verhältnismäßig wohlhabend. Dort siedelten sich in der Folge der römischen Eroberung Jerusalems und des Aufstands des Bar Kochba (132–135) auch Juden an. Viele Berber wurden Anhänger dieser Religion. Im 2. Jahrhundert war Karthago mit über 300.000 Einwohnern nach Rom, Alexandria und Antiochia die viertgrößte Stadt des Reiches, um 200 war Thysdrus die zweitgrößte Stadt Africas.
Mehrfach wurde die Provinz zu einem bedeutenden Rückhalt für Kaiser und Gegenkaiser sowie im 5. Jahrhundert für dominierende Heerführer. 238 wurde in Thysdrus, wo das größte Amphitheater Nordafrikas entstand, der kaiserliche Statthalter als Gordian I. zum Gegenkaiser ausgerufen. Ihm folgten bis 244 Gordian II. und Gordian III. Zunächst wurde die Legio III Augusta, die unter dem mauretanischen Statthalter Capelianus die Erhebung der Gordiane niedergeschlagen hatte, aufgelöst, was zu militärischen Problemen in Nordafrika führte. 240 wurde Sabinianus in Karthago zum Kaiser ausgerufen; seine Güter lagen in der Nähe von Thysdrus und sein Vater war durch die Olivenölausfuhr nach Italien zu Vermögen gekommen. Die Usurpation wurde aber durch den Statthalter von Mauretanien noch im selben Jahr niedergeschlagen.
Unter Kaiser Diokletian wurde die Provinz geteilt, so dass Byzacena im Norden und Tripolitanien im Osten entstanden. Hadrumetum wurde Hauptstadt der Provinz Byzacena und entwickelte sich nach Karthago zur wichtigsten Stadt im römischen Africa.
Der Statthalter Romanus, der das Amt des comes Africae von 364 bis 373 bekleidete, galt als besonders korrupt. Folgt man dem spätantiken Geschichtsschreiber Ammianus Marcellinus, so scheute er sich nicht, sich von der Bevölkerung seiner Provinz dafür bezahlen zu lassen, dass er gegen Stämme vorging, die aus dem Hinterland römische Städte überfielen. 370 oder 372 bis 375 rebellierte der mauretanische Fürstensohn Firmus, gegen den Romanus intrigiert hatte. Gegen Romanus und den rebellierenden Firmus schickte Kaiser Valentinian seinen Feldherrn Flavius Theodosius, den Vater des späteren Kaisers Theodosius I. Er lehnte die von Firmus angebotene Unterwerfung ab. Nach der militärischen Niederlage nahm sich Firmus das Leben. Romanus setzte in Rom die Hinrichtung von Flavius Theodosius durch.
375 wurde Gratian Kaiser des Westens. Als er 383 im Kampf gegen den Usurpator Magnus Maximus ums Leben kam, fielen Italien und Africa an Gratians Halbbruder Valentinian II. 408 lehnte Kaiser Honorius ein Friedensangebot Alarichs ab, woraufhin der Westgotenkönig Rom belagerte, Tributzahlungen erhielt und 409 wieder vor Rom stand. Er drängte den Senat, einen Gegenkaiser zu erheben, der Alarich zum Heermeister machte. Dieser verlangte die Provinz Africa für sich, doch zogen die Westgoten nach seinem Tod Richtung Norden ab.
423 stellte sich der Comes Africa Bonifatius auf die Seite des 425 erfolgreichen Valentinian III., als dieser sich gegen einen Usurpator durchgesetzt hatte. Zwar konnte er im Kampf um die Herrschaft im Westreich Flavius Aëtius besiegen, doch starb er an seinen dabei erlittenen Verwundungen. Wenige Jahre später begannen Vandalen und Alanen, die afrikanischen Provinzen zu erobern.
Im 1. Jahrhundert deckte Africa zwei Drittel des Weizenbedarfs Roms. Das Getreide stammte von staatlichen Gütern und war ein Teil der Steuereinnahmen, doch erhebliche Mengen wurden über den Markt bezogen. Die jährliche Produktion wurde auf eine Million Tonnen geschätzt, davon wurde ein Viertel ausgeführt. Hauptproduktionsgebiete waren die Sharik-Halbinsel, die Täler von Miliana und Majardah, dazu kamen Gebiete einer Linie nördlich von Sitifis nach Madauros (M’Daourouch in Algerien). Dort wurden auch Feigen und Datteln geerntet. Im 2. Jahrhundert war die Produktion von Olivenöl ähnlich bedeutend wie die Weizenproduktion. Dies galt vor allem für den Süden der Provinz. Im 4. Jahrhundert lieferte die Region Öl in das gesamte Imperium, wobei die Bewässerung streng reguliert wurde. Hinzu kam die Viehzucht, also Schafe, Ziegen, Schweine, Esel, aber auch Pferde, sowie der Fischfang. Auch die Ausfuhr von Wildtieren für die Zirkusaufführungen in Rom bediente sich vor allem africanischer Bestände, wie denen von Leoparden, Löwen, Affen und Elefanten. Holz aus dem Norden und Marmor, vor allem aus Simitthu (Shimtu), spielten ebenfalls eine bedeutende Rolle.
In größerem Maßstab wurde nur Keramik hergestellt, was mit der Ölproduktion zusammenhing. Im Gegenzug rief der Reichtum aus dem Export eine Luxuswarenindustrie hervor, wobei vor allem Mosaike sehr weit verbreitet waren. Entdeckt wurden in Nordafrika weit über 2000 Fußböden, die von diesem Luxus zeugen.
Schätzungen der Bevölkerung des römischen Afrika schwanken zwischen vier und acht Millionen, davon vielleicht zwei Fünftel in Tunesien. Von diesen zwei bis drei Millionen Menschen lebten wohl zwei Fünftel in den Städten. Karthago hatte wahrscheinlich 250.000 bis 400.000 Einwohner, die nächstgrößten Städte waren Hadrumetum, Thysdrus, Hippo Regius und Cirta mit etwa 20.000 bis 30.000, zeitweise aber auch erheblich mehr; im Osten hatte Lepcis Magna rund 80.000 Einwohner. Die Städte waren durch ein dichtes Straßennetz von rund 20.000 km Länge verbunden. Hauptausfuhrhafen war Karthago.
Diesem auf römische Bedürfnisse ausgerichteten, vor allem in den Städten von der griechisch-römischen Kultur beherrschten System stand ein berberisches gegenüber. Die staatliche Entwicklung der Berber, die im 5. Jahrhundert v. Chr. begonnen hatte, hatten die Römer in mehreren Kriegen beendet. Doch kam es immer wieder zu Aufständen, wie etwa 45 n. Chr., die vor allem deshalb endeten, weil Afrikaner bis in die höchsten Kreise zu Einfluss gelangten. So wurde etwa Lucius Quitus, ein Berber, Mitglied im Senat, Septimius Severus aus Tripolitanien sogar Kaiser. Als vor allem im 4. Jahrhundert die Donatisten aufkamen, unterstützten sie vielfach aufständische Berber, wie etwa 372 bis 376 Firmus oder 396 seinen Bruder Gildon.

## Christianisierung (ab dem späten 2. Jahrhundert)

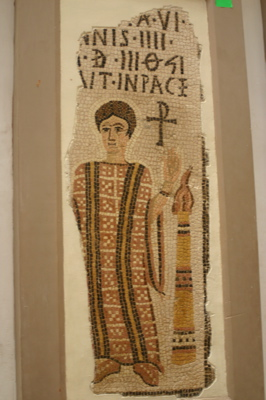
Christliches Mosaik, Bardo-Museum, Tunis

Karthago war das Zentrum des frühen Christentums in Nordafrika. Bereits Ende des 2. Jahrhunderts bestand dort eine Gemeinde, doch war sie Verfolgungen ausgesetzt. Im Jahr 180 wurden in Karthago die Scilitanischen Märtyrer hingerichtet, 203 folgten weitere Opfer. In der Stadt lehrten Tertullian und Cyprian, so dass sich Karthago zu einem Zentrum christlicher Gelehrsamkeit entwickelte; es war aufgrund seiner Größe neben Rom der wichtigste Bischofssitz in der westlichen Reichshälfte. Cyprian wurde 258 ebenfalls Opfer einer Christenverfolgung. Mit der Mailänder Vereinbarung wurden diese Unterdrückungsversuche beendet, und auch diejenigen, die unter dem Druck der Verfolger nachgegeben hatten, kehrten oftmals in die Kirche zurück.
Dem widersetzten sich die Donatisten, die auf Donatus von Karthago zurückgehen. Er war von 315 bis 355 Primas der Gruppe. Als die römische Kirche die zeitweilig Abgefallenen wieder aufnahm, trennten sich die Donatisten, die die Wiederaufnahme ablehnten, von der Rom nahestehenden Kirche. Eine Gruppierung der Donatisten, die Agonistiker, die Augustinus von Hippo abfällig als „Circumcellionen“, als „Herumtreiber“ bezeichnete, verbanden religiösen mit sozialem Protest und versuchten bis in das 7. Jahrhundert mit Gewalt ihre Vorstellungen von Gleichheit durchzusetzen.
Auslöser dieser Zuspitzung war ein Kolonenaufstand im Jahr 320. Durch den Konflikt mit den Donatisten wurde Augustinus, der 395 bis 430 Bischof von Hippo war, zur führenden Figur der africanischen Kirche. Zur Verfolgung und Bekehrung der Donatisten bediente er sich auch staatlicher Gewalt. Von der Bedeutung der africanischen Kirche zeugen Ruinen wie die einstige Basilika von Karthago oder die zahlreichen Kirchen, die auf heidnischen Tempeln (wie etwa in Sufetula) erbaut wurden.

## Vandalenreich (439 bis 535)
Im Zuge der Völkerwanderung setzten 429 vielleicht 50.000 (Prokop) oder 80.000 Vandalen und Alanen unter der Führung Geiserichs von Südspanien nach Afrika über. Dies entsprach einer Streitmacht von etwa 10.000 bis 15.000 Mann. Einige Berberstämme unterstützten sie, ebenso wie Anhänger des Donatismus, die sich Schutz vor der Verfolgung durch die römische Staatskirche erhofften. 435 schloss Rom mit den Vandalen einen Vertrag, worin sie die beiden Provinzen Mauretania Tingitana und Mauretania Caesariensis sowie Numidien erhielten.

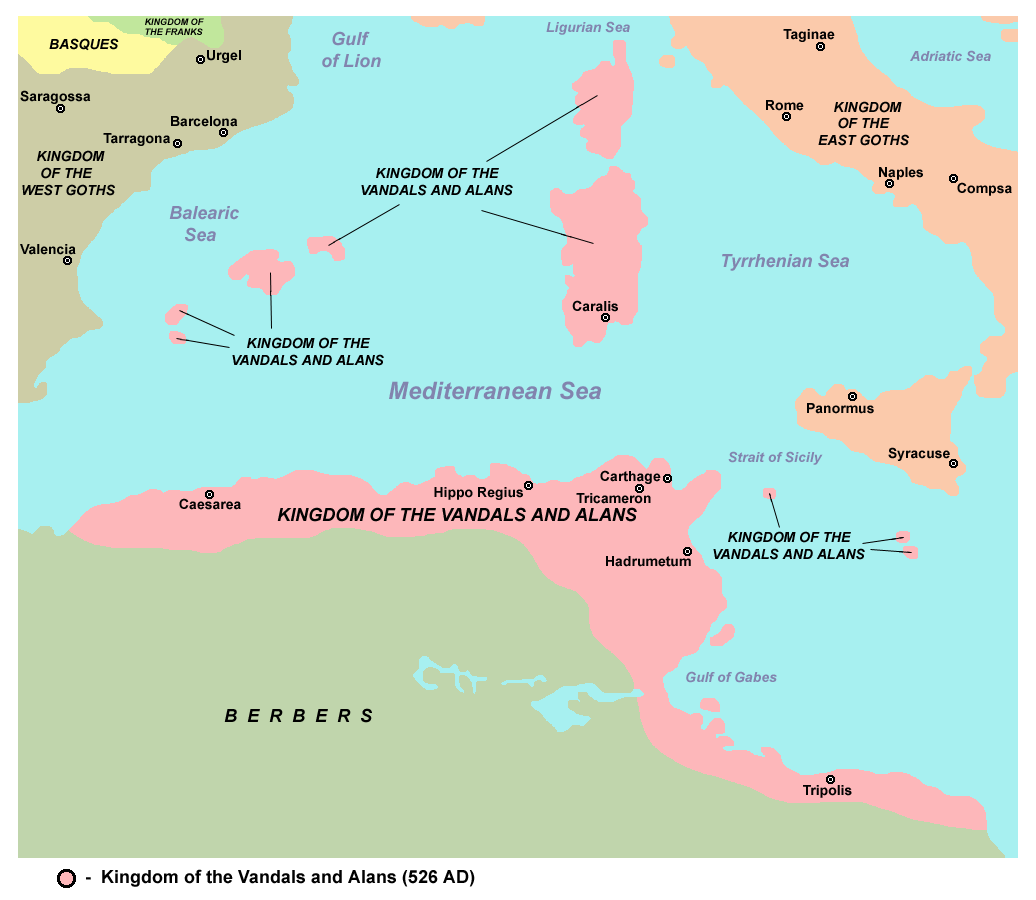
Herrschaftsgebiet der Vandalen und Alanen

Am 19. Oktober 439 eroberten sie unter Bruch des Vertrags Karthago, wobei ihnen die dort stationierte Flotte in die Hände fiel. 440 fand die erste Kaperfahrt statt, 441 sammelte sich gegen die Vandalen eine Flotte von angeblich 1100 Transportschiffen. 442 musste Valentinian III. die geschaffenen Tatsachen anerkennen. Mit Hilfe der Flotte gelang den Vandalen die Eroberung Sardiniens, Korsikas und der Balearen. Sie plünderten im Jahr 455 Rom.
Die Vandalen hingen dem Arianismus an, einer Glaubensrichtung, die auf dem Ersten Konzil von Nicäa zur Häresie erklärt worden war. Besitz der katholischen Kirche wurde in ihrem Machtbereich beschlagnahmt. Dabei schottete sich die verhältnismäßig kleine Eroberergruppe von den provinzialrömischen Untertanen ab. Zugleich erhielten die vandalischen und alanischen Krieger Landgüter, wozu ein Teil des Grundbesitzes der provinzialrömischen Bevölkerung aufgeteilt wurde. Die an den Boden gebundenen Kolonen dürften dabei nur die Herren ausgewechselt haben; die kaiserlichen Güter wurden wohl einfach in königliche Güter verwandelt und dienten der herrschenden Dynastie. Um dem Reich auf der Glaubensebene eine ideologische Klammer zu schaffen, wurde die katholische Kirche nicht nur – zumindest im Kerngebiet – zugunsten der arianischen enteignet, sondern es wurden auch zahlreiche Bestimmungen gegen die katholische Kirche erlassen. Erst im Oktober 454 konnte mit Deogratias erstmals wieder ein katholischer Bischof in Karthago in sein Amt eingeführt werden.
Dennoch verhielt sich König Geiserich neutral, als Attila 451 nach Gallien zog, und trat nicht in dessen Allianz gegen Rom ein. Erst die Ermordung Kaiser Valentinians im Jahr 455 zerstörte Geiserichs dynastische Pläne einer Verheiratung seines Sohnes Hunerich mit Eudocia, einer Prinzessin aus kaiserlichem Hause. Geiserichs Verständnis, dass er den Vertrag von 442 mit dem Kaiser persönlich, nicht mit dem Reich geschlossen hatte, beendete sein Vertragsverhältnis, und er konnte, ohne in seinen Augen den Vertrag zu brechen, Rom am 2. Juni 455 erobern und plündern. Dabei griff er erstmals auf Mauren zurück, also Berber. Bei der Rückkehr nach Karthago kaufte Bischof Deogratias viele Gefangene frei, um sie vor der Versklavung zu bewahren. Eudocia wurde mit Hunerich verheiratet. Nun wurde zwar auch Cirta Teil des Vandalenreichs, doch zugleich wurden die gewissermaßen herrenlos gewordenen römischen Gebiete zu eigenen Kleinstaaten, die in wechselnden Koalitionen das Vandalenreich bedrängten. Auf dem Gebiet Tunesiens geschah dies vor allem um Thala im Westen und Capsa im Süden. Viele Berber wiederum ließen sich für die Flottenunternehmungen im westlichen Mittelmeer anwerben.
Ab 456 schlug Rom zurück. Unter Führung Ricimers besiegten seine Armeen vandalische Einheiten bei Agrigent und später auf Korsika. Vandalisch-maurische Kontingente wurden in Kampanien zurückgeschlagen. Kaiser Majorian versuchte ein donaugermanisches Heer gegen die Vandalen aufzubieten, das möglicherweise vom späteren Heiligen Severinus geführt wurde, doch verhinderte Verrat die Ausfahrt aus dem iberischen Carthago Nova. Der Kaiser wurde gestürzt. Wohl nach diesem Scheitern setzten sich die Vandalen endgültig auf den großen Inseln fest, 462, 463 und 465 plünderten sie Sizilien, wobei sie 465 eine Niederlage erlitten. Dem Sieger Marcellinus gelang es 466, den Vandalen Sardinien zu entreißen, doch wurde er kaltgestellt. Ein weiterer großangelegter Versuch, diesmal west- und oströmischer Truppen, Africa zurückzuerobern, scheiterte 468, ein weiterer im Jahr 470 – möglicherweise auf dem Landweg über Tripolitanien. 472 ging für wenige Monate die Kaiserkrone an Hunerichs Schwager Olybrius, so dass Sizilien an das Vandalenreich fiel. 474 garantierte Konstantinopel König Geiserich den Besitz Africas und der Inseln, nachdem es zu wechselvollen Kämpfen um einige der westgriechischen Inseln und zu einem Überfall auf Nikopolis in Epirus gekommen war.
Nach Geiserichs Tod folgte ihm 477 sein ältester Sohn Hunerich nach; er bekämpfte die katholische Kirche verstärkt und griff zum Mittel der Zwangstaufe. Anscheinend widersetzten sich die Reichsvölker der Alanen und Vandalen seiner Nachfolge, so dass er versuchte, die Provinzialrömer auf seine Seite zu ziehen. Doch die katholische Kirche lehnte eine von Rom unabhängige Kirche, der die Kommunikation mit den römischen Zentralen untersagt war, ab, so dass sich Hunerich gegen sie wandte. Zunächst schlug Hunerich die innergermanische Opposition nieder, wozu auch der Patriarch von Karthago Iucundus zählte. Der König setzte den Klerus unter Druck, enteignete seine Gegner und verbannte sie nach Sardinien. Wohl Anfang 483 ließ er rund 5000 katholische Kleriker gefangensetzen und in den Süden der Byzacena deportieren, dann weiter südwärts in maurisches Gebiet. Auf einem Konzil am 1. Februar 484 in Karthago konnten sich Arianer und Katholiken nicht einigen. In zwei Edikten schloss Hunerich alle katholischen Kirchen und forderte den Übertritt zum Arianismus, ähnlich wie es frühere kaiserliche Edikte gegen Häretiker getan hatten. Die Bischöfe zwang er zu einem Eid auf seinen Sohn Hilderich als Thronfolger, machte sie aber daraufhin wegen Verstoßes gegen das biblische Schwurverbot zu Kolonen. Wer sich weigerte, den Eid zu leisten, wurde nach Korsika verbannt und schwerer körperlicher Arbeit unterworfen.
Doch 484 – es herrschte eine unerwartete Hungersnot – starb gegen Ende des Jahres Hunerich jäh. Sein Nachfolger Thrasamund setzte die Kirchenpolitik fort, doch ließ er die Gründung von Klöstern zu. Im Jahr 500 heiratete er Amalafrida, die verwitwete Schwester des Ostgotenkönigs Theoderich, der inzwischen Italien beherrschte. Sie brachte 6000 Bewaffnete mit, so dass die Goten zu einer Art drittem Reichsvolk aufstiegen. Dennoch verloren die Vandalen an Ansehen, zum einen, weil sie die Ostgoten nicht unterstützten, zum anderen, weil sie kein Mittel gegen die Berber fanden, die Stück für Stück vandalisches Gebiet besetzten. Die Tablettes Albertini belegen die unsichere Situation im Nordwesten Tunesiens um den Djebel Mrata bereits in den Jahren 493 bis 496.
Mit Masuna erscheint in den Quellen erstmals ein „Rex Maurorum et Romanorum“, dessen Herrschaftsgebiet vielleicht bis ins Aurès-Gebirge im südlichen Numidien reichte. Der Titel ist ein Hinweis, dass man unter Mauren keineswegs einen ethnischen Begriff zu verstehen hat, sondern dass sich auch zahlreiche Römer darunter subsumieren ließen. Als der Vandalenkönig das Bündnis mit dem Ostgotenkönig aufgab, plante Theoderich einen Rachefeldzug, doch starb er 526. König Hilderich distanzierte sich zugleich vom Arianismus. Die Mauren unter Führung eines gewissen Antalas schlugen im Osten Tunesiens eine vandalische Armee. Am 15. Juni 530 stürzte eine Verschwörung, bei der ein Urenkel Geiserichs namens Gelimer eine zentrale Rolle spielte, König Hilderich.
Schon bald konnten sich die Vandalen nur noch mit Mühe der Angriffe der Mauren bzw. Berber erwehren. Masties machte sich vollständig unabhängig und beherrschte das Hinterland. Er bekämpfte die Arianer und ließ sich möglicherweise zum Kaiser ausrufen. Als sich Gelimer auf den Thron setzte, wurde dieser von Ostrom als Usurpator betrachtet. 533 landeten 16.000 Mann unter Führung des oströmischen Feldherrn Belisar in Africa. Das Reich der Vandalen ging nach der Schlacht bei Tricamarum unter. Doch erst 546 konnte die Eroberung endgültig abgeschlossen werden.

## Ostrom-Byzanz (533 bis 698)

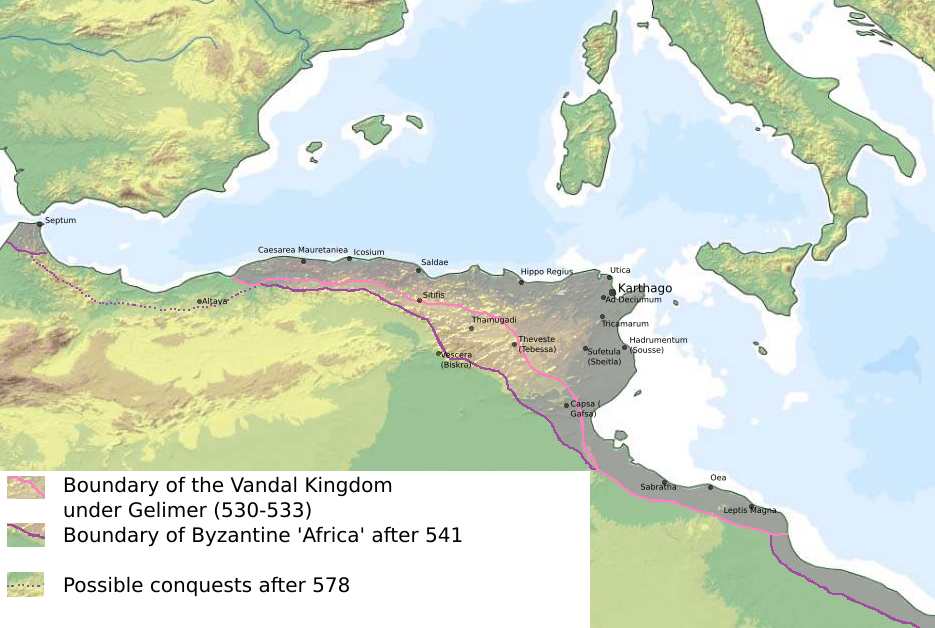
Das oströmische/byzantinische Nordafrika im Vergleich zum Vandalenreich

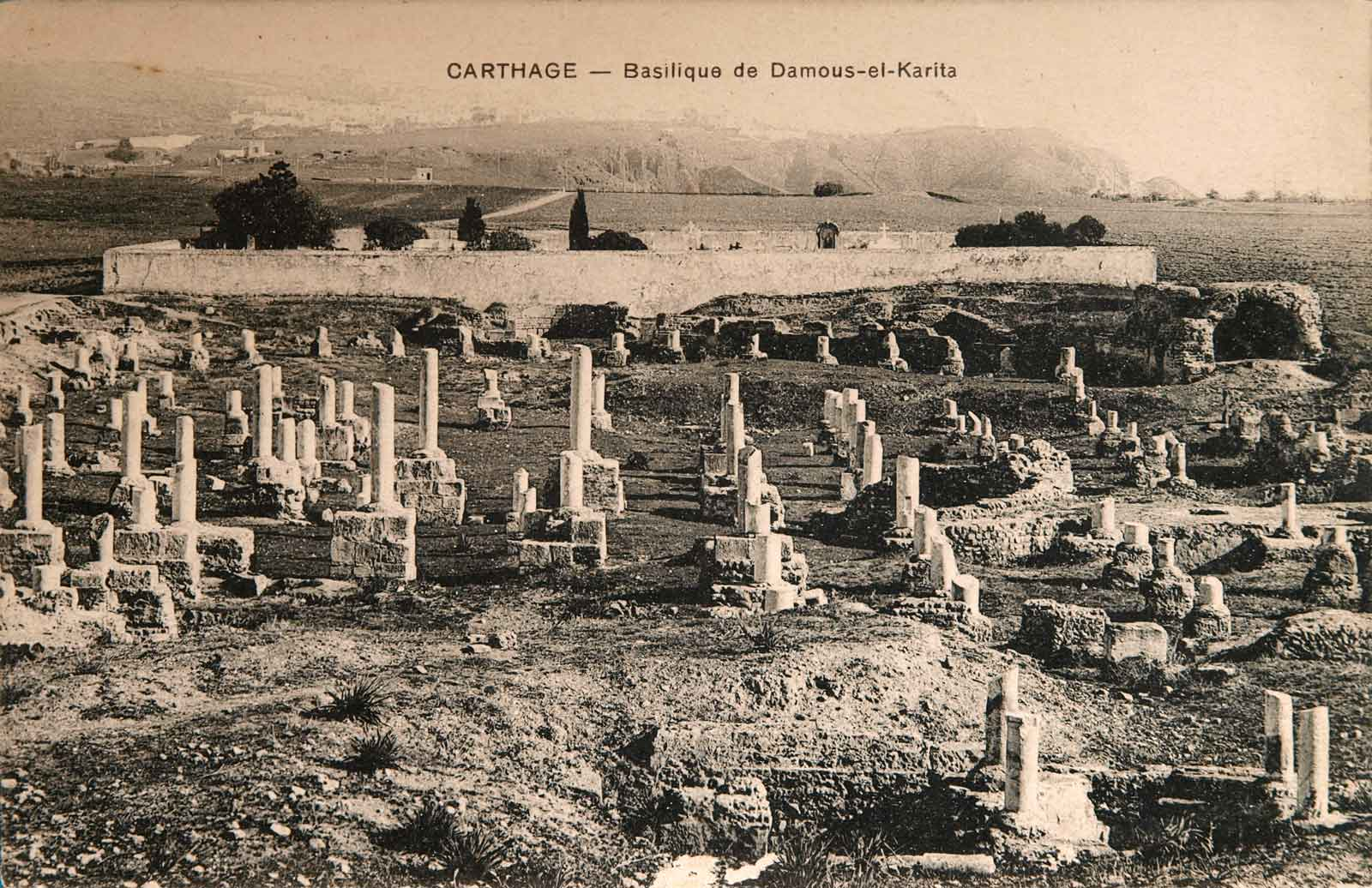
Überreste der Damous-El-Karita-Basilika in Karthago, die im 6. Jahrhundert stark ausgebaut wurde. Dort fanden sich zwischen der Entdeckung der Kirche im Jahr 1876 und 1892 rund 14.000 Inschriftenfragmente.

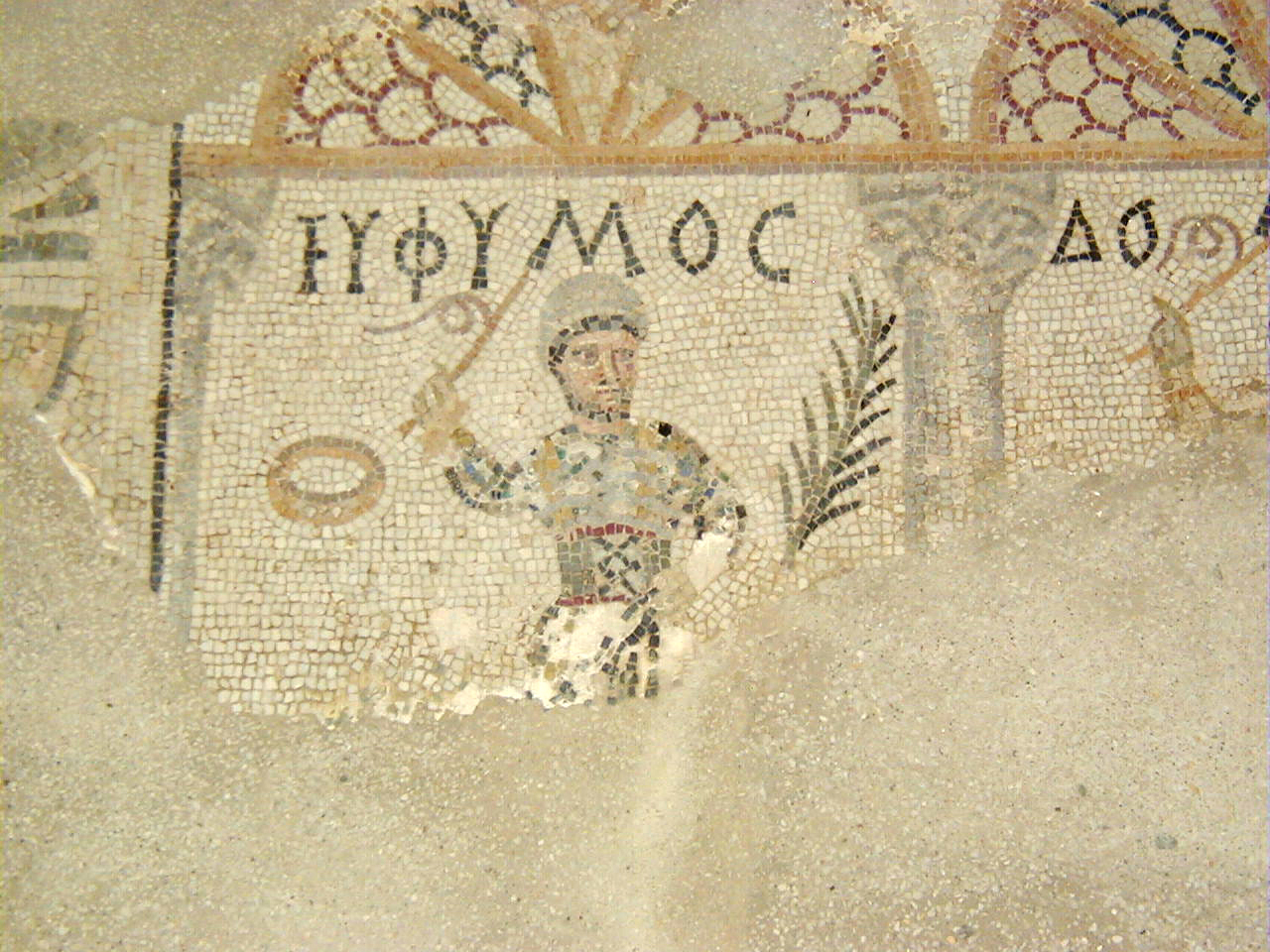
Byzantinisches Mosaik aus Karthago, Musée paléo-chrétien de Carthage

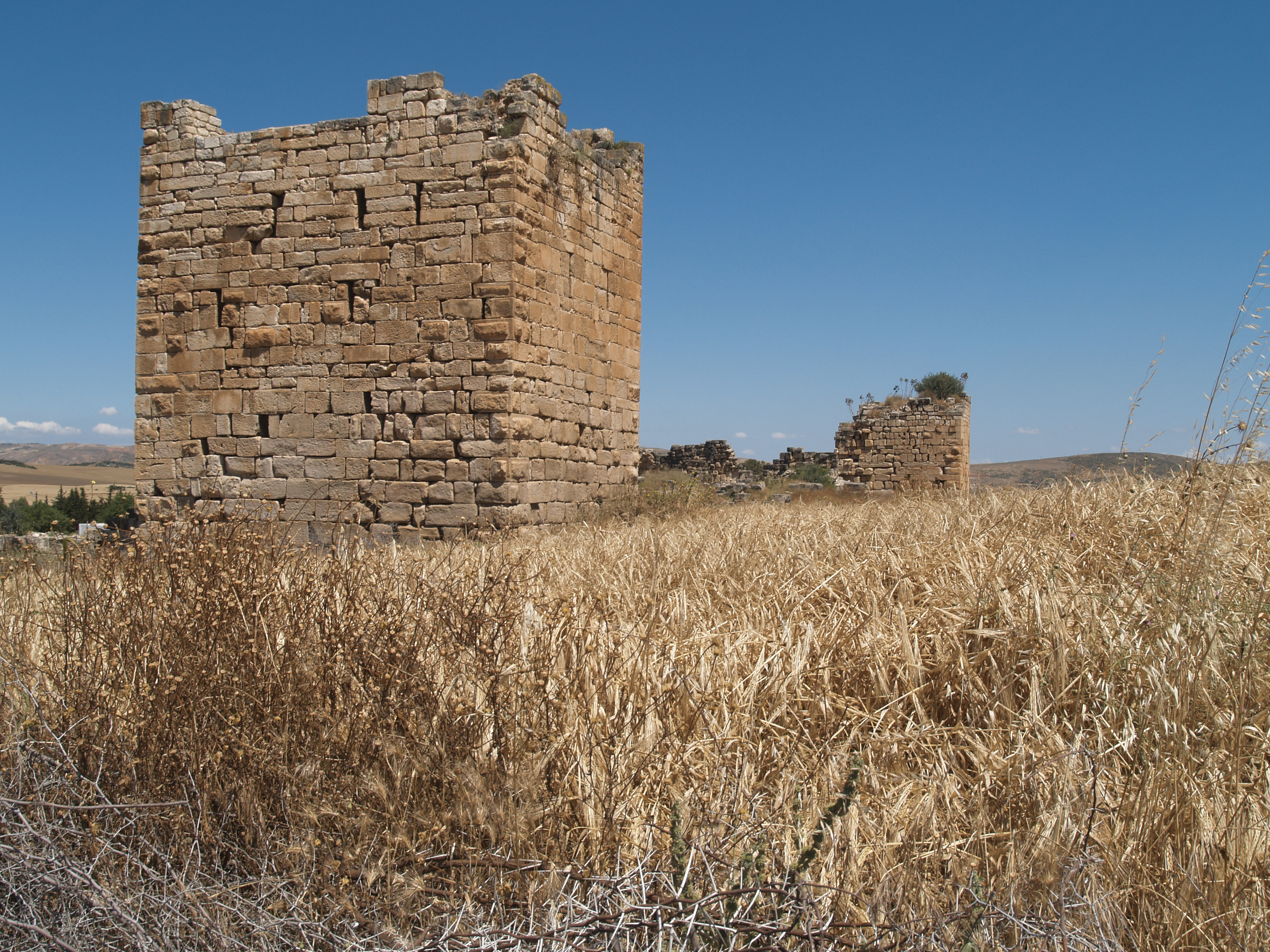
Überreste der byzantinischen Festung von Thignica (Aïn Tounga) unweit von Dougga

Karthago wurde Sitz eines oströmischen Statthalters, eines Prätorianerpräfekten, der für zivile Angelegenheiten zuständig war und dem sechs Gouverneure unterstanden. Für den militärischen Bereich wurde ein Magister militum für das kaiserliche Nordafrika eingesetzt, dem vier Generäle unterstanden. Zwar brach das Vandalenreich innerhalb eines Jahres zusammen, doch in Mauretanien kam es zu einer zwölf Jahre andauernden Gegenwehr. Belisars Nachfolger Solomon ließ die Festungen verstärkt ausbauen, wobei ihm die Wiedereroberung lange verlorener Gebiete gelang, etwa südlich des Aurès. Viele Stadtmauern wurden verstärkt, wie etwa die von Thugga und Vaga (heute Béja). Eine besondere Gefahr stellten die Louata dar, Nomaden, die aus Libyen kommend, immer wieder weit nach Tunesien vorstießen. Die nordafrikanische Kirche erreichte zudem bereits um 535 die Erneuerung ihrer alten Privilegien und wehrte sich zugleich gegen den zunehmenden Einfluss der Kirche von Konstantinopel. Der Bischof von Karthago erhielt 535 vom Kaiser die Würde eines Metropoliten.
Der Status der Bauern, die unter den Vandalen eine begrenzte Freiheit erlangt hatten, näherte sich zunehmend der Unfreiheit an. Die Bindung der Bauern an den Boden, die im Oströmischen bereits Rechtspraxis war, wurde nun auf Africa übertragen. So übertrug etwa Kaiser Justin II. 570 eine entsprechende Novelle Kaiser Justinians aus dem Jahr 540, die für Illyricum Gültigkeit besaß, auf Africa. 582 wurde diese Übertragung bestätigt. Diese Novelle, die den Status der Kinder von Kolonen und Freien festsetzte, wurde dabei auf Initiative des Bischofs von Karthago Publianus und der Grundbesitzer der Proconsularis auf die Provinz übertragen.
Die Provinz wurde unter Kaiser Maurikios um 590 als Exarchat von Karthago reorganisiert, womit, ähnlich wie in Italien, militärische und zivile Befugnisse zusammengefasst wurden, was in der Spätantike ansonsten unüblich gewesen war. Karthagos Stadtgebiet schrumpfte, auch wenn die Stadt immer noch von erheblicher Bedeutung war, wie insgesamt die urbanen Zentren schrumpften. Dies hing mit der Vernachlässigung der Provinz durch die Hauptstadt zusammen, zumal die Kaiser sich sehr viel näheren Problemen auf dem Balkan und in Kleinasien gegenübersahen.
Das weitere Hinterland der Provinzhauptstadt entzog sich gleichfalls zunehmend der Kontrolle. Dazu trugen zunächst Berberaufstände bei, wie 545–547 in der Byzacena, der südlichen Provinz auf dem Gebiet des heutigen Tunesien, 563 in Numidien, der süd- und westlichen Provinz Numidia Zeugitana. Unter Kaiser Justin II. erlitt eine byzantinische Armee eine Niederlage, 587 standen aufständische Berber vor Karthago. Der erste Exarch Gennadios (591–598) besiegte die Mauren. Um 600 wurde Herakleios der Ältere, der Vater des gleichnamigen Kaisers, Exarch von Karthago, wahrscheinlich war er der Nachfolger des Gennadios. 610 stürzte Herakleios den Usurpator Phokas von Karthago aus, indem er mit der karthagischen Flotte nach Konstantinopel fuhr. Als die Perser ab 603 große Teile des Oströmischen Reiches eroberten, wie 619 Ägypten, hegte Kaiser Herakleios Pläne, die Hauptstadt nach Karthago zu verlegen. Dazu kam es dann nicht, denn er konnte die Perser 627 besiegen.
Ab 645 bereitete eine konfessionell bedingte Erhebung die Islamisierung vor. In diesem Jahr erhob sich der katholische Patrizier Gregorius zum Kaiser gegen den monotheletischen Kaiser in Byzanz, gegen Konstans II. Er erlitt zwar gegen die arabischen Invasoren unter ʿAbdallāh ibn Saʿd eine Niederlage, doch zogen die Invasoren gegen eine hohe Tributzahlung ab. Nach arabischen Quellen konnte er 120.000 Mann aufbieten, von denen die meisten bereits Berber waren. Gennadios II. übernahm die Amtsgeschäfte. Die Hauptstadt wurde wieder von Sufetula nach Karthago verlegt, zumal Gregorius diese Verlegung zum Schutz vor Angriffen aus Konstantinopel veranlasst hatte, die nun nicht mehr zu befürchten waren. Schon seit etwa 640 betrieb Maximus Confessor seine Polemik gegen den Monotheletismus, der vielfach von Flüchtlingen aus den von Arabern eroberten oströmischen Gebieten mitgebracht wurde. Er konnte 645 in einer öffentlichen Disputation den ehemaligen Patriarchen von Konstantinopel Pyrrhos von seiner dyotheletischen Lehre überzeugen. Die beiden Lehren stimmten zwar darin überein, dass Jesus Christus zwei Naturen, nämlich eine göttliche und eine menschliche habe, aber in Konstantinopel herrschte zu dieser Zeit der Glaube an nur einen Willen oder Ziel vor, während Karthago und auch Rom die Auffassung von zwei getrennten Willen vertraten.
Unter Muʿāwiya I. nahmen die Araber ihre Expansion ab 661 wieder auf. Ab 664 erfolgten neue arabische Angriffe. Die Provinz wurde zurückerobert, als der Exarch zusammen mit dem Berberfürsten Kusaila 683 ʿUqba ibn Nāfiʿ bei Biskra vernichtend geschlagen hatte.
695 griffen die Araber abermals an. 698 belagerte der Feldherr Hassan ibn an-Numan mit 40.000 Mann Karthago. Kaiser Leontios entsandte eine Flotte unter dem späteren Kaiser Tiberios II. Sie kämpfte mit wechselndem Erfolg, doch als sie nach Kreta auswich, um Verstärkung aufzunehmen, gelang den Belagerern die Einnahme und Zerstörung der Stadt. Das Christentum Africas verschwand im Laufe der nachfolgenden Generationen, doch lässt es sich noch im 11. Jahrhundert in Kairuan nachweisen.

## Arabische Expansion, Islamisierung, Charidschiten (ab etwa 670)

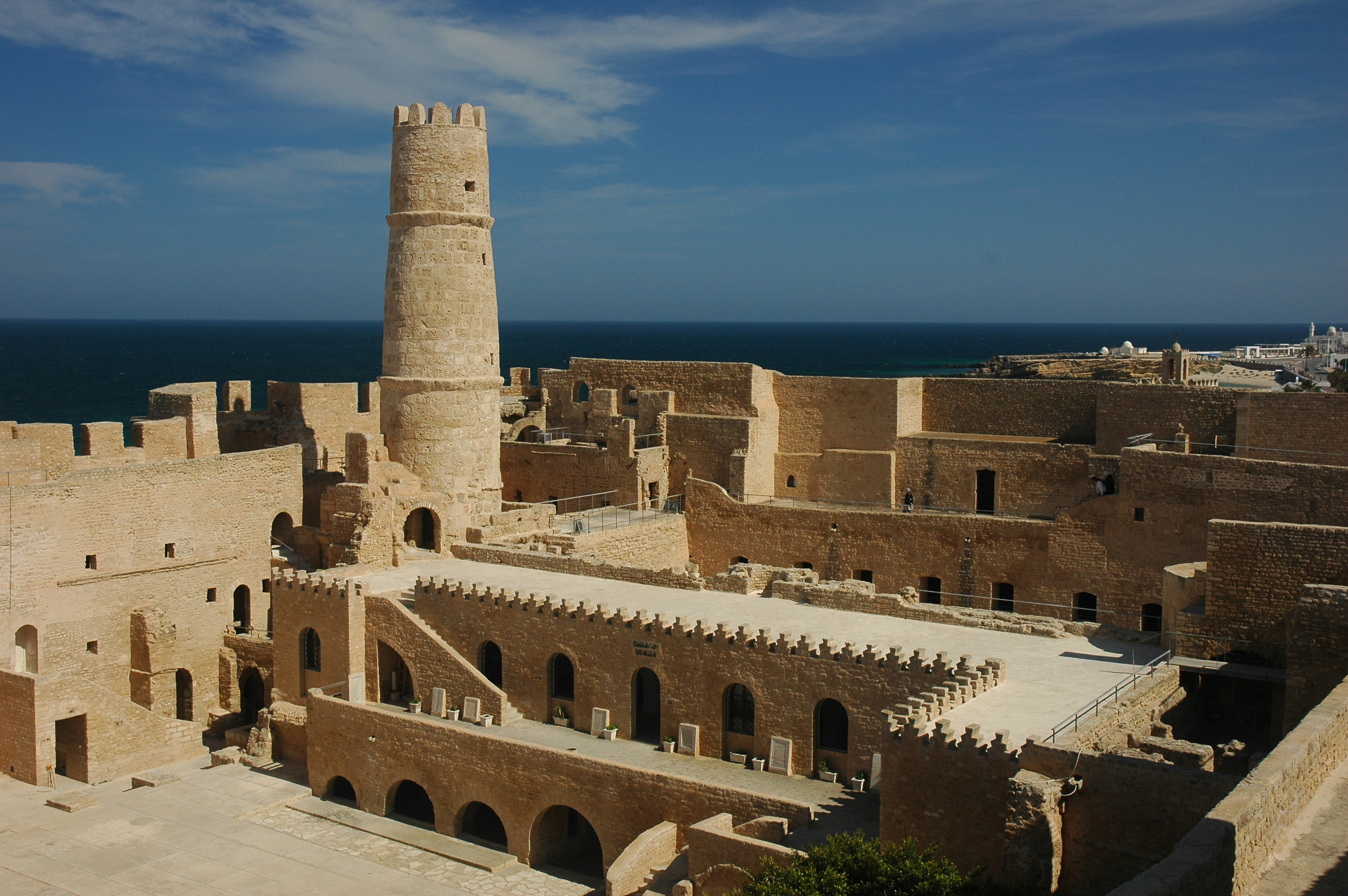
Ribāt von Monastir

Die ersten arabischen Vorstöße begannen zwar im Jahre 647, aber erst 661 wurde in einer zweiten Offensive Bizerta erobert; die Entscheidung fiel nach der dritten, 670 von Uqba ibn Nafi angeführten Offensive und der Gründung Kairuans. Diese Stadt wurde später zum Ausgangspunkt für die Expeditionen in den nördlichen und westlichen Maghreb. Ostrom-Byzanz erlitt 689 eine weitere, schwere Niederlage, 695 eroberte der Ghassaniden-General Hassan Ibn Numan Karthago. Die Byzantiner, deren Seestreitkräfte den Arabern noch überlegen waren, griffen im nächsten Jahr Karthago an und nahmen es ein. 698 eroberten die Araber Karthago erneut (siehe Schlacht von Karthago) und besiegten 701 auch Kāhina. Bereits 704 begannen sie mit Angriffen auf Sizilien. Uqbas Nachfolger Abu al-Muhajir Dinar konnte den „Berberkönig“ Kusaila in Tlemcen für den Islam gewinnen, der Awrāba-Clans im Aurès bis in das Gebiet um das marokkanische Fès dominierte. Als Uqba in sein Amt zurückkehrte, bestand er auf direkter arabischer Herrschaft und zog bis an den Atlantik. Auf dem Rückweg wurde er auf Anweisung Kusaylahs und mit byzantinischer Unterstützung angegriffen und in einer Schlacht getötet. Gegen Kusaylah entsandte Damaskus Zuhayr ibn Qays al-Balawī, der Kairuan zurückeroberte und Kusaylah besiegte (vor 688). Eine zweite arabische Armee unter Hassān ibn an-Nuʿmān stieß ab 693 auf heftigen Widerstand durch die Jawāra im Aurès. Sie wurden von Damja, die kurz al-Kāhina, die Priesterin, genannt wurde, geführt, und besiegten die Araber in einer Schlacht 698.
705 wurde die byzantinische Provinz in eine arabische umgewandelt, das Wilāyah Ifrīqiyyah, und damit zugleich von Ägypten gelöst. Fortan übernahm die nahe bei Karthago gelegene Stadt Tunis die Rolle eines Verwaltungszentrums. Ibn al-Nuʿmān ließ nach der Eroberung von Karthago mit dem Bau von Tunis beginnen. Zum Ausbau des dortigen Hafens wurden etwa tausend koptische Familien aus Ägypten umgesiedelt; 732 bis 734 entstand die Zaytuna-Moschee über einem Oratorium der Hl. Oliva aus der Vandalenzeit. Die Ruinen Karthagos dienten jahrhundertelang als Steinbruch für die Bauten in Tunis, Kairuan, Sousse und in anderen Städten.
Nach zähem Widerstand konvertierten die meisten Berber zum Islam, vor allem durch die Aufnahme in die Streitkräfte der Araber; kulturell jedoch fanden sie keinerlei Anerkennung, denn die neuen Herren standen ihnen mit ähnlicher Verachtung gegenüber wie einst Griechen und Römer ihren Nachbarn, und sie übernahmen auch das griechische Wort Barbar für diejenigen, die ihre Sprache nicht gelernt hatten. Daher heißen die Imazighen (Singular: Amazigh) noch heute Berber. Sie wurden in der Armee schlechter bezahlt, und ihre Frauen wurden mitunter versklavt wie bei unterworfenen Völkern. Nur Umar II. (717–720) untersagte diese Praxis und entsandte muslimische Gelehrte, um die Imazighen zu bekehren. In den Ribāts wurden zwar religiöse Schulen eingerichtet, doch schlossen sich zahlreiche Berber der Glaubensrichtung der Charidschiten an, die die Gleichheit aller Muslime unabhängig von ihrer Rassen- oder Klassenzugehörigkeit verkündigten. Das Ressentiment gegen die Umayyadenherrschaft verstärkte sich. Schon 740 begann bei Tanger ein erster Aufstand der Charidschiten unter dem Berber Maysara. 742 kontrollierten sie ganz Algerien und bedrohten Kairuan. Gleichzeitig gelangte ein gemäßigter Zweig der Charidschiten in Tripolitanien an die Macht.
747 begann das Ende der Umayyadenherrschaft in Tunesien. Die Nachkommen von Uqbah ibn Nāfi, der inzwischen ein legendenumwobener Held geworden war, die Fihriden, nutzten den Aufstand der Abbasiden im Kernreich, um Ifrīqiyyah unabhängig zu machen. Sie beherrschten den Norden des Landes, doch den Süden beherrschten die Warfajūma-Berber im Bund mit gemäßigten Charidschiten. Ihnen gelang 756 die Eroberung des Nordens. Doch eine andere gemäßigte Charidschitengruppe, die Ibāḍiyyah aus Tripolitanien, rief einen Imam aus, der sich auf der gleichen Stufe wie der Kalif sah, und eroberte 758 Tunesien. Doch den Abbasiden gelang 761 die Eroberung großer Teile des aufständischen Gebiets, wenn ihnen dies auch nur in Tripolitanien, Tunesien und Ostalgerien gelang.
Zudem war die mühsam wieder aufgerichtete Herrschaft sehr fragil. Ibrāhīm ibn al-Aghlab, der die Armee in Ostalgerien kommandierte und die Dynastie der Aghlabiden gründete, machte das Land nach und nach unabhängig, erkannte jedoch formal weiterhin die Herrschaft der Abbasiden an.
Anders als die Ostkirchen (Kopten, Syrer, Armenier, Griechen), die unter islamischer Herrschaft fortbestanden, verschwand das nordafrikanische Christentum restlos.

## Aghlabiden (800 bis 909), Kotama (ca. 900 bis 911)

Einflussgebiet der Aghlabiden

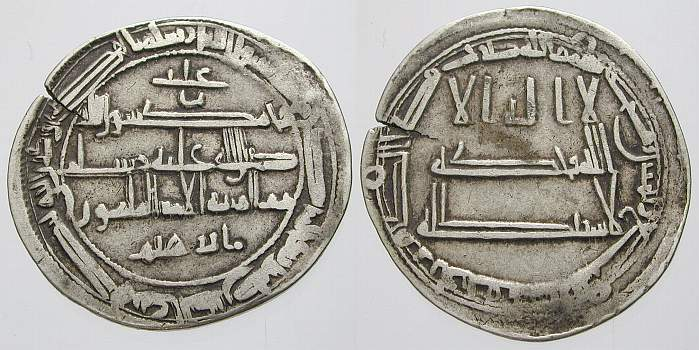
Frühaghlabidische Münze aus Kairuan, ein Dinar aus der Zeit Ibrahim ibn al-Aghlab (800–812). Sie nennt noch den Abbasidenkalifen al-Ma'mun, aber auch schon den Namen des ersten Aghlabiden.

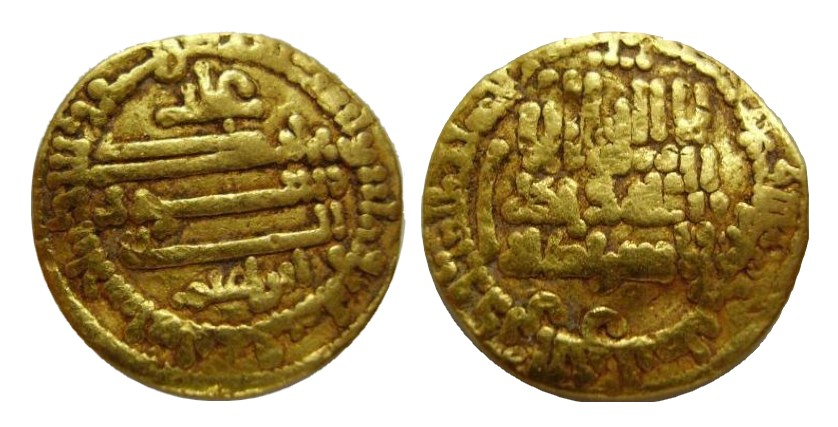
Spätaghlabidischer Golddinar aus der Zeit des Abū Ishāq Ibrāhīm II. (874–902), geprägt 286 nach der Hidschra (899)

Im Jahr 800 übergab der Abasidenkalif Hārūn ar-Raschīd seine Macht über Ifrīqiya dem Emir Ibrahim ibn al-Aghlab und übertrug ihm auch das Recht, seine Funktion zu vererben. Damit wurde die Aghlabiden-Dynastie gegründet, die Ostalgerien, Tunesien und Tripolitanien beherrschte. Ifriqiya und vor allem Kairuan und seine Große Moschee wurden ein Mittelpunkt islamischer Kunst und Kultur. Im Jahr 876 verlegten die Aghlabiden ihre Hauptstadt nach Raqqada, rund 10 km südlich von Kairuan, wo sich ihre Sommerresidenz befand. Um 896 verlegten sie ihren Hof nach Tunis.
Das Land gehörte ganz überwiegend arabischen Großgrundbesitzern, während die ethnisch gemischten Städte mit hohen Abgaben belastet wurden. Sie und die Berber beriefen sich auf islamische Normen, um gegen die arabische Dominanz zu protestieren. Zwei der vier sunnitischen Schulen, die Hanafiten und die Mālikiten, herrschten im Land; erstere kam mit den Abbasiden nach Tunesien, doch die meisten hingen letzterer an. Sie erschienen ab den 820er Jahren als Verteidiger des Volkes gegen die Ansprüche des Staates und stellten hohe moralische Anforderungen an eine gerechte Regierung. Um sie stärker einzubinden, wurden viele ihrer führenden Köpfe als Kadis beschäftigt. Um ihre Rechtgläubigkeit unter Beweis zu stellen, errichteten die Aghlabiden zahlreiche sakrale Gebäude, darunter 856 die Ez-Zitouna-Moschee von Tunis.

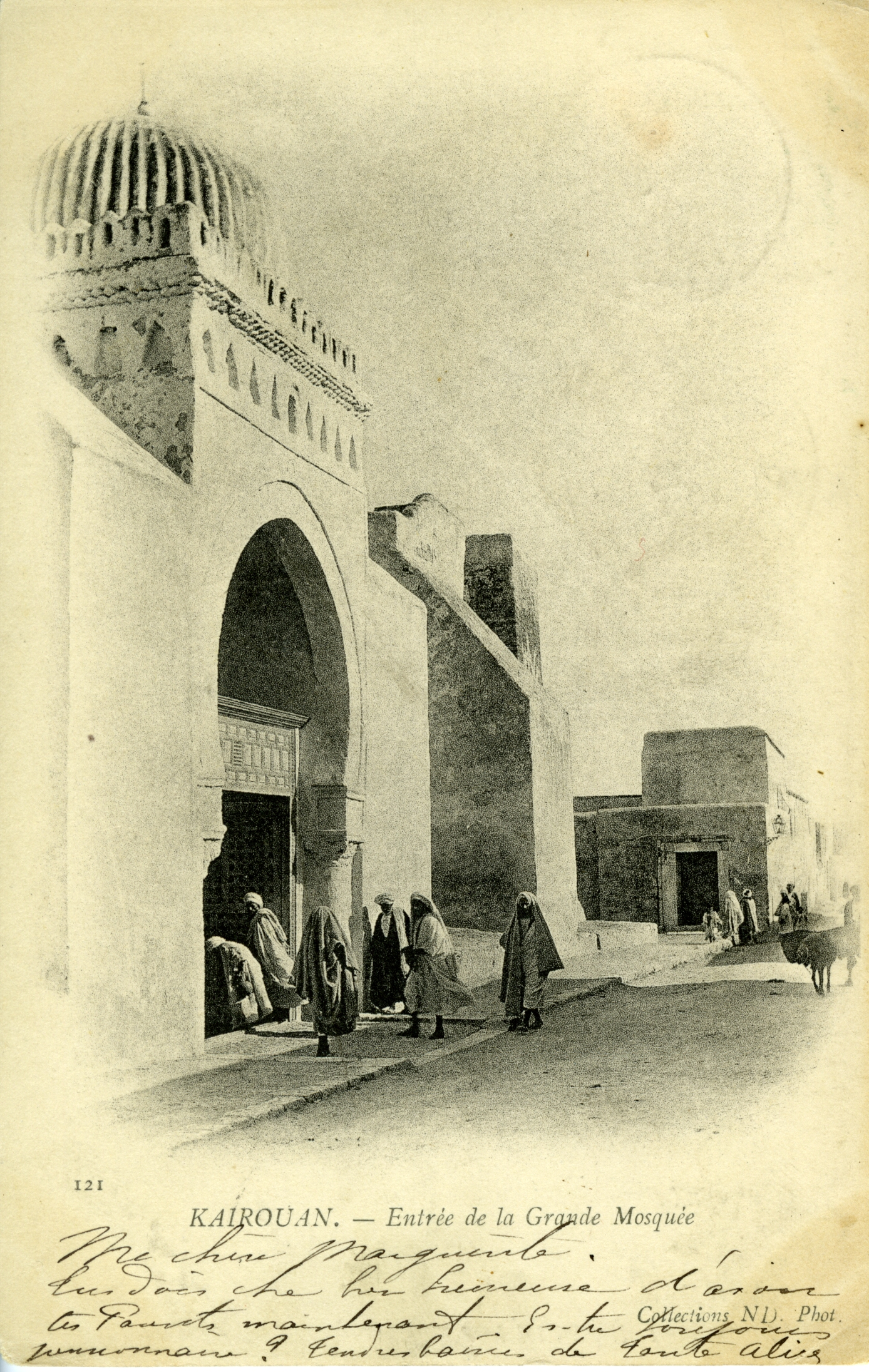
Eingang zur Großen Moschee von Kairuan, Postkarte, um 1900

Doch nicht nur religiöse und damit verbundene soziale Widerstände banden die Aghlabiden ein, sondern auch den Widerstand der arabischen Krieger. Dies geschah, indem sie ihre Kräfte in eine neue Phase der Expansionspolitik steuerten. 827 begann die Eroberung des byzantinischen Sizilien, 831 fiel Palermo, das zur Hauptstadt der Insel aufstieg. Doch erst 872 fiel Agrigent, 870 Malta und 902 Taormina.
Bereits in byzantinischer Zeit hatten sich Berberverbände zu größeren Herrschaftsgebieten zusammengefunden; ihre Führer wurden als Könige bezeichnet. Vor allem den Kotama oder Kutāma gelang es, die Nachbarstämme an sich zu binden. Sie eroberten 902 Mila, 904 Sétif, 905 folgten Tobna und Bélezma, 909 gelang ihrem Führer Abū ʿAbdallāh asch-Schīʿī (893–911) schließlich die Eroberung von Kairuan und Raqqada. Schließlich griffen sie weit nach Westen Richtung Sidschilmasa aus und befreiten ihren dort gefangen gehaltenen Führer Abdallah al-Mahdi, den späteren ersten Kalifen der fatimidischen Dynastie. Beide Führer strebten jedoch nach der weltlichen Herrschaft, während der Berberführer für seinen Verbündeten nur die geistliche Führerschaft vorgesehen hatte. In einem blutigen Umsturz wurde die Berberherrschaft am 18. Februar 911 beseitigt und ihre Führer ermordet. In der Folge intensivierte sich die Arabisierung. Das Aghlabiden-Emirat verschwand also innerhalb von 15 Jahren (893–909) durch die Aktivität des proselytischen Ismailiten Abū ʿAbdallāh asch-Schīʿī. Die neuen Herrscher übernahmen große Teile des aghlabidischen Herrschaftsapparats.

## Fatimiden (909 bis etwa 972)

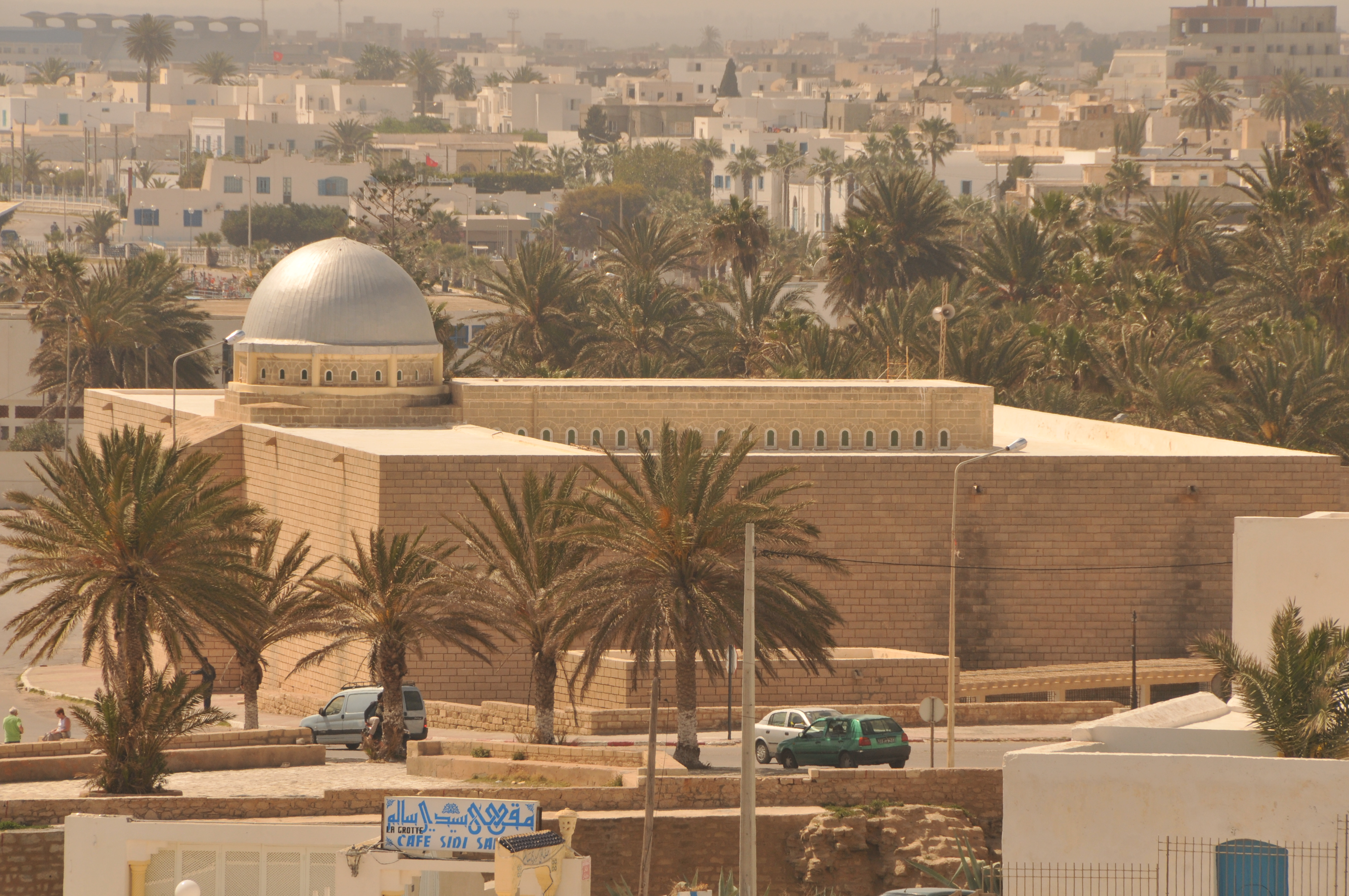
Die Große Moschee von al-Mahdiya, erbaut 916

Im Dezember 909 rief sich Abdallah al-Mahdi zum Kalifen aus und gründete damit die Fatimiden-Dynastie (bis 1171). Er betrachtete die sunnitischen Umayyaden auf der Iberischen Halbinsel und die ebenfalls sunnitischen Abbasiden als Usurpatoren. Er selbst war ein Vertreter der Ismailiten, eines radikalen Flügels der Schiiten. Die Ismailiten agierten seit Mitte des 9. Jahrhunderts zunächst von ihrem Zentrum Salamiyya im nördlichen Syrien aus. Sie sandten dāʿīs aus, Missionare, die Kontakt zu oppositionellen Gruppen im Abbasidenreich aufnahmen, ab 901 auch bei den Kutama Ostalgeriens. Diese beseitigten die Macht der Aghlabiden. Der Fatimidenstaat breitete seinen Einfluss auf ganz Nordafrika aus, indem er die Karawansereien und damit die Handelswege mit dem transsaharischen Afrika unter seine Kontrolle brachte. 911 beseitigten sie die Berber, vor allem die Kutama, als Rivalen um die Vorherrschaft in Ifriqiya. Als Symbol der neuen Herrschaft wurde die Hauptstadt nach al-Mahdiya an der Ostküste Tunesiens verlegt, die Dynastie scheiterte allerdings bei der Einführung der Scharia.
Unter al-Qa'im bi-amri 'llah, dem Sohn und Nachfolger des Dynastiegründers, begannen Expansionsversuche Richtung Ägypten, doch scheiterten sie 914–915 und 919–921 im Kampf gegen die Abbasiden. Ab 917 begann die Eroberung des westlichen Maghrebs. Es gelang zwar die Einnahme von Fes, doch die Berber des Westens widerstanden erfolgreich. Die Umayyaden in Spanien eroberten im Gegenzug 927 und 931 Melilla und Ceuta. Hingegen stand der Takalata-Zweig der Sanhajah-Konföderation, zu der die Kutama gehörten, auf Seiten der Fatimiden. Von einer echten Herrschaft konnte jedoch nur in Ifriqiya die Rede sein.
Nachfolger des bereits 946 verstorbenen zweiten Fatimidenherrschers wurde Ismail al-Mansur (946–953). Mit Hilfe der berberischen Ziriden konnte er die Banu Ifran unterwerfen: Die letzte große Revolte des charidschitischen Banu-Ifran-Stammes unter Abū Yazīd Machlad ibn Kaidād wurde nach vier Jahren im Jahr 947 niedergeschlagen. Die Banu Ifran hatten große Teile des Reichs erobert, doch zerbrach ihre Koalition bei der Belagerung von al-Mahdiya. Danach nahm der dritte Fatimidenkalif den Beinamen „al-Mansur“ an. Abermals entstand bei Kairuan mit al-Mansuriya eine neue Residenz. Al-Mansur ließ auch die verbliebenen Gebiete Siziliens erobern; die dort herrschenden Kalbiten machten sich jedoch zunehmend unabhängig, erst recht, nachdem die Fatimiden Ägypten erobert hatten.
Der vierte Fatimidenkalif wurde Abu Tamim al-Muʿizz (953–975). Ab 955 bekämpfte er im Westen die Berber und die iberischen Umayyaden. Die Eroberung Nordwestafrikas konnte 968 abgeschlossen werden, und schon 967 einigte man sich mit Byzanz auf einen Waffenstillstand. So gelang es den Fatimiden, erleichtert durch innere Krisen in Ägypten und auf der arabischen Halbinsel, das Reich der Ichschididen und Gebiete der Abbasiden ab 969 zu erobern. Nach zeitweiligen Eroberungen in Syrien verlegten die Fatimiden ihre Residenz in das neu gegründete Kairo. Tunesien gehörte abermals einem Reich an, das vom Atlantik bis nach Mekka und Medina reichte.

## Fatimidisches Nebenzentrum, Ziriden (972 bis 1057)

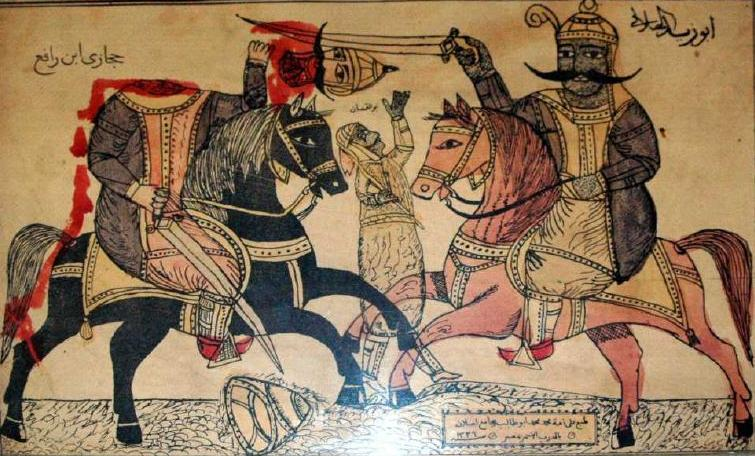
Abu Zayd al-Hilali tötet Hegazi ibn Rafe' im Kampf, Kairo 1908

972, drei Jahre nachdem die Region vollständig erobert war, verlegte die Fatimiden-Dynastie ihre Basis in östliche Richtung. Schwerpunkt des gewaltig angewachsenen Reiches wurde nun Ägypten, Tunesien lag am äußersten Westrand. Um die dortige Herrschaft zu sichern, legte Kalif Al-Muʿizz die Herrschaft über Ifriqiya in die Hände von Buluggin ibn Ziri, der die Ziriden-Dynastie gründete. Er war der Sohn von Zīrī ibn Manād, dem fatimidischen Hauptverbündeten in Algerien und Namensgeber der Dynastie.

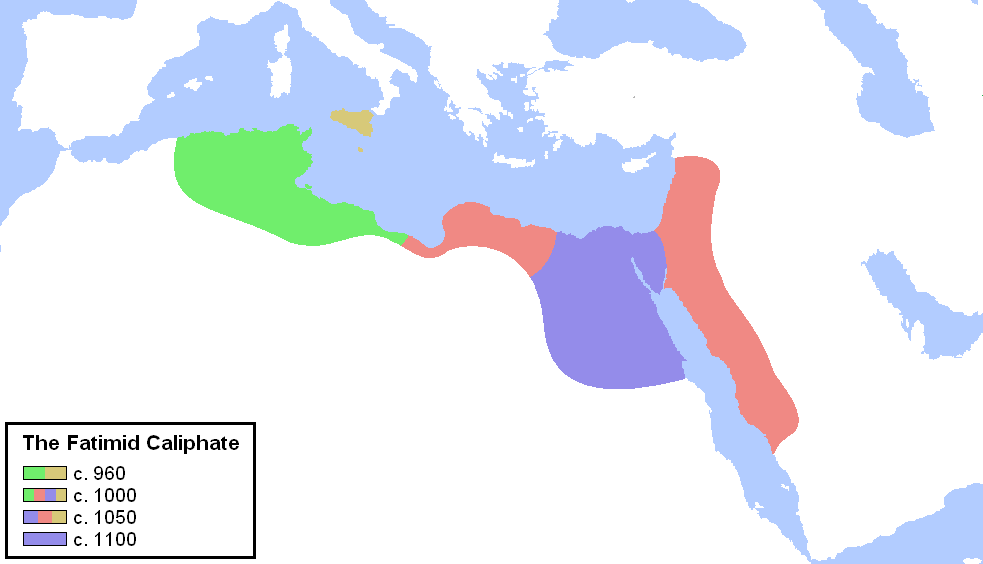
Das Fatimidenreich zur Zeit seiner größten Ausdehnung

Die Ziriden erlangten schrittweise die Unabhängigkeit vom Fatimiden-Kalifen, was mit einem kompletten Bruch mit den Fatimiden endete. Diese rächten sich für den Verrat, indem sie Beduinenstämme (die Banū Hilāl und Banū Sulaim) aus Ägypten mit Eigentumstiteln auf Land in Ifriqiya ausstatteten und gegen die Ziriden ziehen ließen. Kairuan, die Hauptstadt der Ziriden, wurde in der Folge nach fünfjährigem Widerstand erobert und geplündert. 1057 flohen die Ziriden nach Mahdia, während die Eroberer in Richtung des heutigen Algerien weiterzogen. Dort beendeten sie die Herrschaft der Banu Hammad, eine Dynastie, die sich im Osten Algeriens 1015 unabhängig gemacht hatte. Die Ziriden versuchten danach 90 Jahre lang erfolglos, das inzwischen von den Normannen besetzte Sizilien zurückzuerobern und Teile ihres früheren Territoriums zurückzugewinnen. Um sich am Seehandel zu bereichern, verlegten sie sich dann auf Piraterie.
Diese umfangreiche Migration zerstörte das traditionelle Gleichgewicht zwischen nomadischen und sesshaften Berbern und führte zu einer Bevölkerungsdurchmischung. Das Arabische, bis dahin nur von den städtischen Eliten und am Hof gesprochen, begann, die berberischen Dialekte zu beeinflussen. Umgekehrt wurde die Dynastie von den Mālikiten weitgehend nach tunesischem Maß bekehrt. Dies war vor allem dem Gelehrten Ibn Abi Zayd (922–996) zu verdanken, dem Verfasser des Risāla, eines Standardwerks malikitischer Rechtsprechung. Zwischen Oktober 1016 und März 1017 brachen Unruhen aus, bei denen angeblich 20.000 Schiiten getötet wurden.
Gleichzeitig kam es zu ersten Angriffen der aufstrebenden Kommunen Oberitaliens, allen voran Pisas. Ihm gelang es 1016, auf Korsika Fuß zu fassen und 1020 auf Sardinien. 1034 erfolgte ein erster Angriff auf ziridisches Gebiet, dem Angriffe auf Sizilien und Mahdia (1063) folgten. Zudem versuchten die Byzantiner 1038 bis 1043 Sizilien zurückzuerobern, was 1061 bis 1091 dann den Normannen gelang.

## Almohaden (1155 bis 1235)

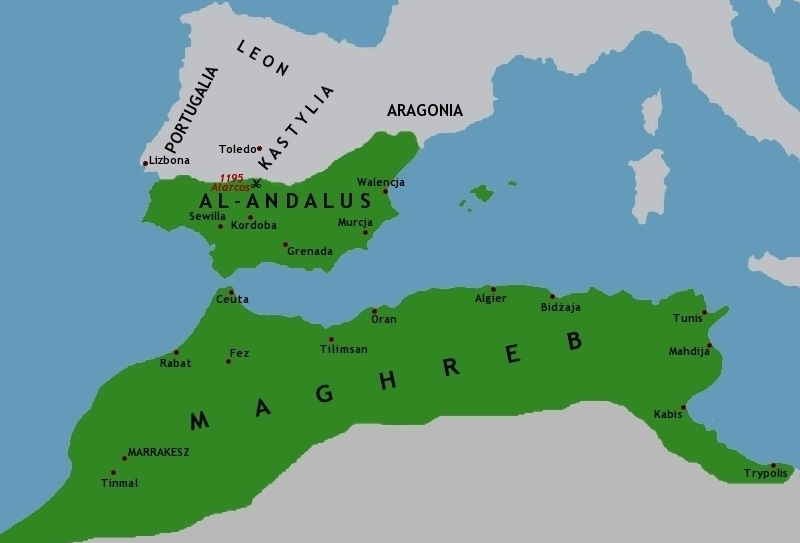
Das Reich der Almohaden

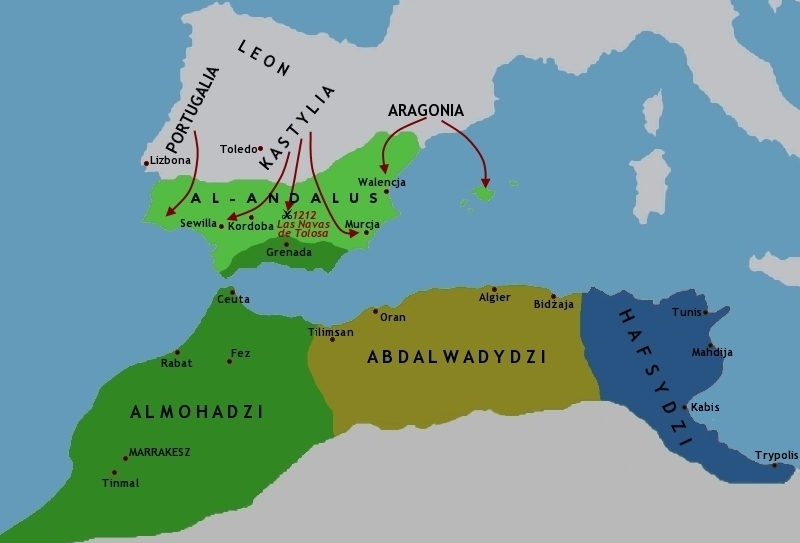
Der Zerfall des Reichs nach 1212

Um 1035 entstand in Mauretanien innerhalb der Sanhajah-Konföderation eine neue religiöse Bewegung unter der Führung von Ibn Yasin. Sie war eine Reaktion auf die gleichzeitige Bedrohung durch die Soninke von Ghana im Süden und durch Berberstämme, die aus dem Norden kamen, und war von Gedankengut aus Kairuan beeinflusst. Sie waren strenge Anhänger der dort vorherrschenden malikitischen Rechtsschule, die Sanhajah Mauretaniens, vor allem die verschleierten Lamtunah, bildeten eine Art Aristokratie mit zahlreichen Vorrechten. Vor allem hielten sie alle wichtigen Staatspositionen. Unter Yusuf ibn Taschfin eroberten sie Marokko und ab 1086 große Teile der iberischen Halbinsel, ihre Hauptstadt war das 1070 gegründete Marrakesch. Die malekitischen Rechtsgelehrten erteilten vielfach Staatsbediensteten Anweisungen, so dass sie erhebliche Macht gewannen. Gegen sie wandten sich mystische Bewegungen aus Spanien und dem islamischen Osten, die die Gelehrten mit Unterstützung der Dynastie bekämpften.
1121 gründete Ibn Tūmart, ein Masmudah-Berber aus dem Hohen Atlas, eine entsprechende, theologisch fundierte Bewegung, die Almohaden, für die er die Masmuda-Berber gewann. Er verlangte die Rückkehr zum Koran und zur Tradition (Hadith) und gegen die Dominanz der vier Rechtsschulen; zugleich widersetzte er sich der wortwörtlichen Auslegung des Korans. Seinem Nachfolger, dem Qumiya-Berber Abd al-Mu'min (1130–1163), gelang 1148 die Eroberung von al-Andalus, also der muslimischen Herrschaftsgebiete auf der iberischen Halbinsel, nachdem er Fès 1146 und Marrakesch 1147 erobert hatte. 1149 stürzte er die Dynastie der Almoraviden in Marokko. Die Almohaden eroberten das Reich der Hammadiden in Algerien 1152, schließlich 1155 bis 1160 das der Ziriden. Durch die Umsiedlung arabischer Beduinenstämme von Ifrīqiya und Tripolitanien nach Marokko wurde die Arabisierung der Berber weiter beschleunigt. Die Masmudah-Berber beherrschten das Reich, doch hatten sie, im Gegensatz zu ihren Vorgängern ein weniger scharf profiliertes religiöses Ziel. Zugleich breitete sich der Sufismus aus, dessen wichtigster Repräsentant Shuʿayb Abu Madyan al-Ghawth († 1197) war. Bei Hof wurden hingegen die Wissenschaften gepflegt. So verfasste hier Ibn Ruschd (Averroes) sein Werk über Aristoteles.
Als Abd al-Mu'min 1154 seinen Sohn zu seinem Nachfolger machte, entmachtete er zugleich die Masmudah und ließ deren führende Häupter hinrichten. Hingegen erhielt die Familie des Abū Hafs Umar, die späteren Hafsiden, einige Schlüsselstellungen. Damit waren die Masmudah zwar zunächst entmachtet, doch hielt ihr Widerstand an.
Seit dem ersten Drittel des 12. Jahrhunderts war Tunesien häufigen Angriffen der Normannen aus Sizilien und Süditalien ausgesetzt. In Ifriqiya führten die Almohaden zunächst einen lang andauernden Kleinkrieg gegen die Anhänger der Almoraviden, wodurch die Wirtschaft im östlichen und zentralen Maghreb ruiniert wurde. Der wirtschaftliche Wiederaufschwung bewirkte, dass das almohadische Jahrhundert dennoch als Goldenes Zeitalter des Maghreb in die Geschichte einging, in welchem sich große Städte mit prächtigen Moscheen entwickelten und Wissenschaftler wie Ibn Chaldūn wirkten.
Die letzte Phase der Almohadenherrschaft setzte ein, als die Banu Ghaniyah, die das muslimische Spanien für die Almoraviden beherrscht und 1148 die Balearen besetzt hatten, 1184 Algerien und 1203 Tunesien eroberten. Zwar gelang den Almohaden von 1205 bis 1207 die Rückeroberung, doch ließ Muhammad ibn Abi Yusuf Yaqub vor seiner Rückkehr nach Marrakesch einen Hafsiden im östlichen Maghreb zurück. Als der minderjährige Yusuf II. al-Mustansir (1213–1224) an die Macht kam, brachen neue Auseinandersetzungen aus und der Niedergang des Reiches setzte sich fort. In der sich ausweitenden Anarchie gewannen die arabischen Beduinen an Bedeutung. Bis 1235 verloren die Almohaden die Herrschaft über den Süden der iberischen Halbinsel, Algerien an die Abdalwadiden und Ifriqiya an die Hafsiden. Letztere machten sich 1229 auch formal unabhängig. Auch in Algerien konnten die Almohaden nicht mehr verhindern, dass die Banu Marin, eine Gruppe der Zanatah, durch Nordalgerien Richtung Marokko zog und 1248 Fès besetzte. 1269 fiel ihnen auch Marrakesch in die Hand. Schon in den 1230er Jahren hatte eine andere Zanatah-Gruppe Tlemcen erobert, wo sie bis ins frühe 16. Jahrhundert herrschte.

## Hafsiden (1236 bis 1574)

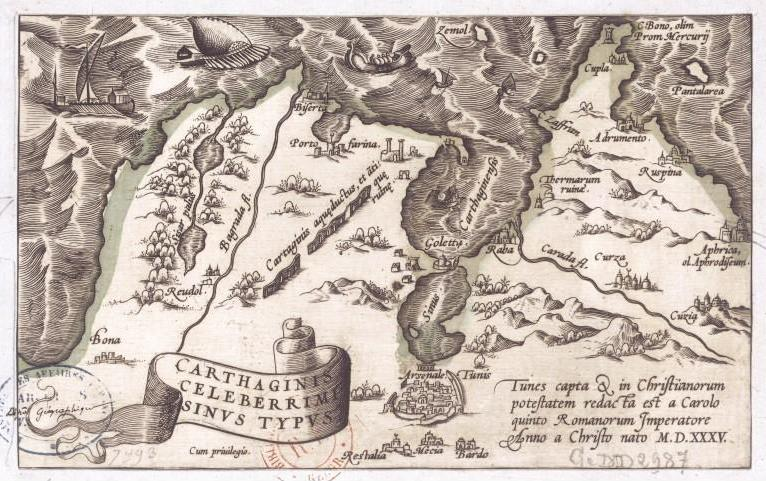
Karte Nordtunesiens von 1535

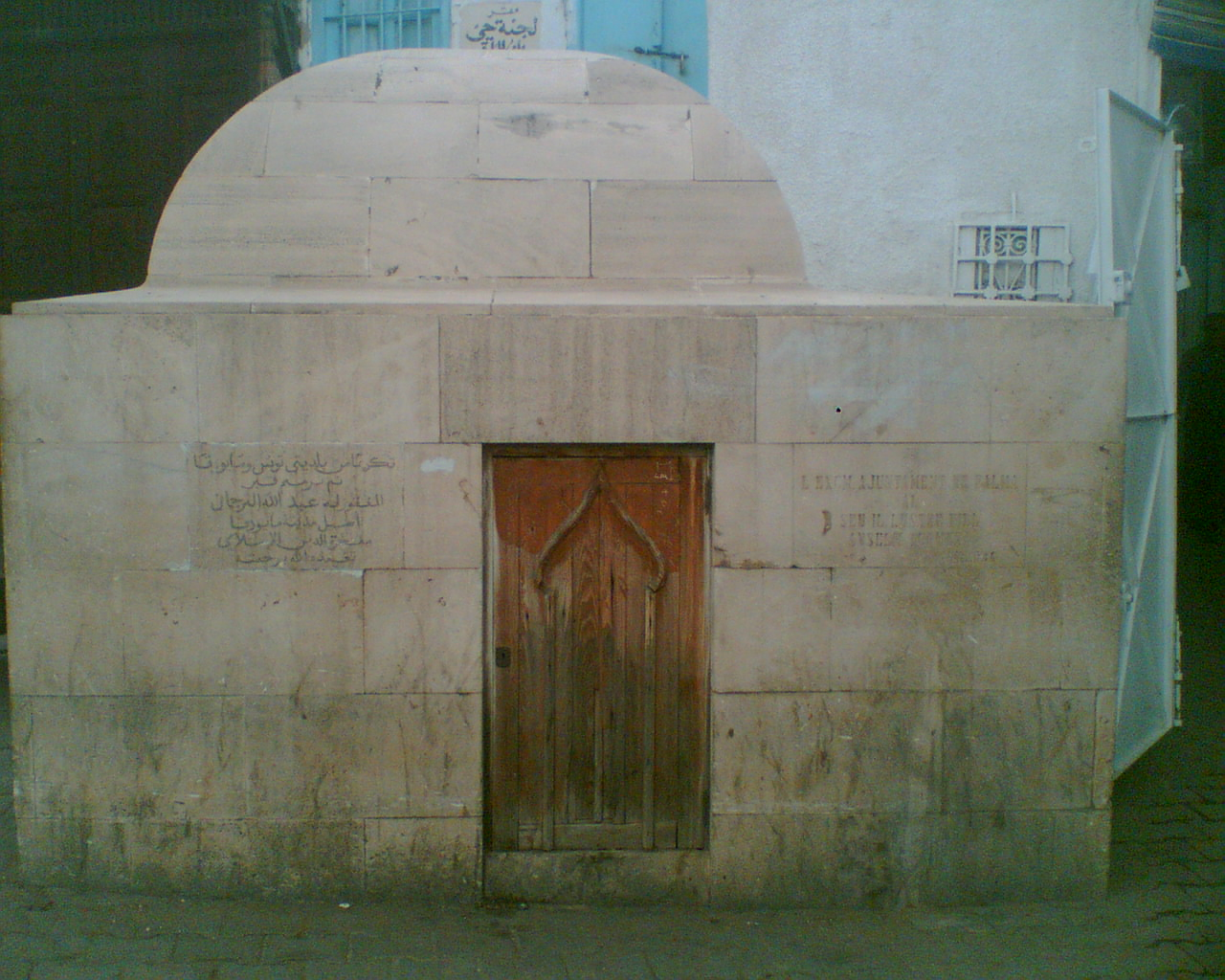
Grabmal und Pilgerstätte (Qubba) des zum Islam konvertierten mallorquinischen Autors und Franziskaners Anselm Turmeda (1355–1423)

Wie bereits mehrfach geschehen, beruhte die Ablösung aus dem jeweiligen Großreich auf der Ämtervergabe an eine lokal mächtige Familie, die sich unabhängig machte und eine Dynastie gründete. Die Almohaden legten die Verwaltung Ifriqiyas in die Hände von Abu Muhammad Abdalwahid. Sein Sohn Abu Zakariya Yahya I. löste sein Gebiet 1228 aus dem Almohadenreich und gründete die Berber- oder Amazighdynastie der Hafsiden. Diese Dynastie herrschte von 1236 bis 1574, gab aber nach dem Tod des Herrschers den Plan auf, den gesamten Maghreb zu unterwerfen. Die Hauptstadt wurde nach Tunis verlegt, das sich durch den zunehmenden Seehandel schnell entwickelte. 1270 wurde die Stadt Ziel eines Kreuzzugs. Dieser von Ludwig IX. von Frankreich geführte Kreuzzug blieb allerdings folgenlos, da der König am 25. August in Tunesien starb.
Im Gegensatz zu den Almohaden und Almoraviden mischten sich die Hafsiden erheblich weniger in religiöse Fragen ein. Sie statteten ihre Städte mit Medresen aus, „Orten des Lernens“, oder islamischen Hochschulen. Die malekitischen Lehrer wurden angemessen ausgestattet, doch wurde ihnen nicht mehr erlaubt, sich in politische Vorgänge und Entscheidungen einzumischen. Auf dem Land waren es die Sufi, die die öffentlichen Formen der Glaubensausübung kontrollierten und auf der Grundlage ihrer moralischen Autorität Einfluss ausübten und moderierten. Die Stämme hingegen büßten ihren Einfluss nach und nach ein, sofern sie ihn nicht in offenen militärischen Konflikten oder über den Hof behaupten konnten.

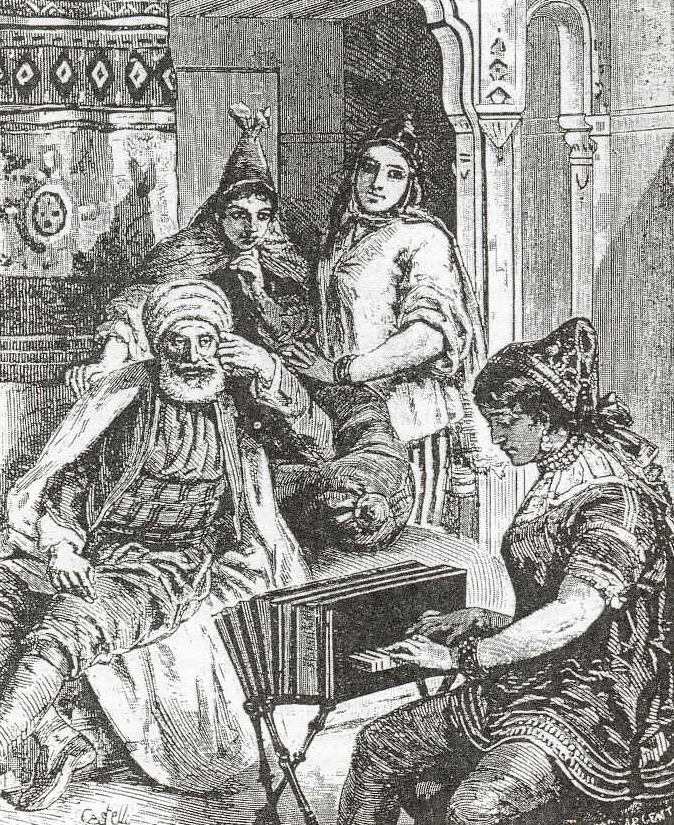
Jüdische Familie in Tunis, Horace Castelli (1825–1889), 1884

Ab der zweiten Hälfte des 14. Jahrhunderts verloren die Hafsiden langsam die Kontrolle über ihr Territorium und gerieten, speziell nach der verlorenen Schlacht von Kairuan (1348), unter den Einfluss der marokkanischen Meriniden des Abū ʿInān Fāris. Der Merinide Abu l-Hasan hatte nach einem Heiratsbündnis mit den Hafsiden das Reich der Abdalwadiden erobert und unterwarf 1346 bis 1347 den Osten des Maghreb und Tripolitanien. Die Meriniden standen ihrerseits nach der Eroberung von Algeciras auf dem spanischen Festland (gegenüber von Marokko) ab 1344 unter dem Druck der Reconquista-Staaten der iberischen Halbinsel. 1348 musste der Merinidenherrscher nach einer schweren Niederlage aus Tunis fliehen. Sein Sohn Abu Inan versuchte die Eroberung 1356 bis 1357 erneut, doch auch er unterlag arabischen Stammeskonföderationen in Tunesien und musste das Land genauso überstürzt verlassen wie sein Vater. Zugleich waren es diese Stämme, deren Rivalitäten das Land zwischen 1348 und 1370 in zwei Teile zerrissen. Infolgedessen residierte das eine Herrscherhaus im algerischen Bejaia, das andere in Tunis. 1370 gelang Abu l-Abbas Ahmad II. die Vereinigung der beiden Herrschaftsgebiete. Trotz der häufigen Machtkämpfe gestattete die Stabilität der Dynastie eine stete kulturelle Entwicklung, deren bedeutendster Repräsentant Ibn Chaldūn war, ein in Tunis geborener und ausgebildeter Historiker und Politiker.
1384 traf die Pest Ifriqiya mit voller Wucht und trug zu dem seit den Invasionen durch die Banū Hilāl bereits erkennbaren Bevölkerungsschwund bei. 1390 besetzte eine Koalition christlicher Mächte, vor allem Franzosen, Engländer und Genuesen, das Arsenal von Mahdia. Doch der in Constantine residierende Zweig der Hafsiden konnte die Herrschaft der Dynastie sichern. 1424 und 1432 konnten sie sich unter Abu Faris der Bedrohung durch das iberische Königreich Aragon erwehren. Zwischen 1450 und 1494 wurde die Hauptstadt durch Familienfehden, das Land durch Pestepidemien und Hungersnöte erschüttert. Dennoch errang das Land eine Vormachtstellung im westlichen Islam und dominierte wirtschaftlich und kulturell. Der Ausbau der hauptstädtischen Residenz wurde ab 1410 auf die Vorstadt Bardo ausgedehnt. 1361 hatte Tunis etwa 7000 Anwesen umfasst, 1516 waren es etwa 10.000. Gleichzeitig begannen Mauren und Juden aus Andalusien einzuwandern, dessen letzte muslimische Herrschaft 1492 von Spaniern erobert worden war. Letztere eroberten unter Ferdinand II. und Isabella I. die Städte Mers-el-Kébir, Oran, Bejaia und die Algier vorgelagerte Insel, aber auch das libysche Tripolis.

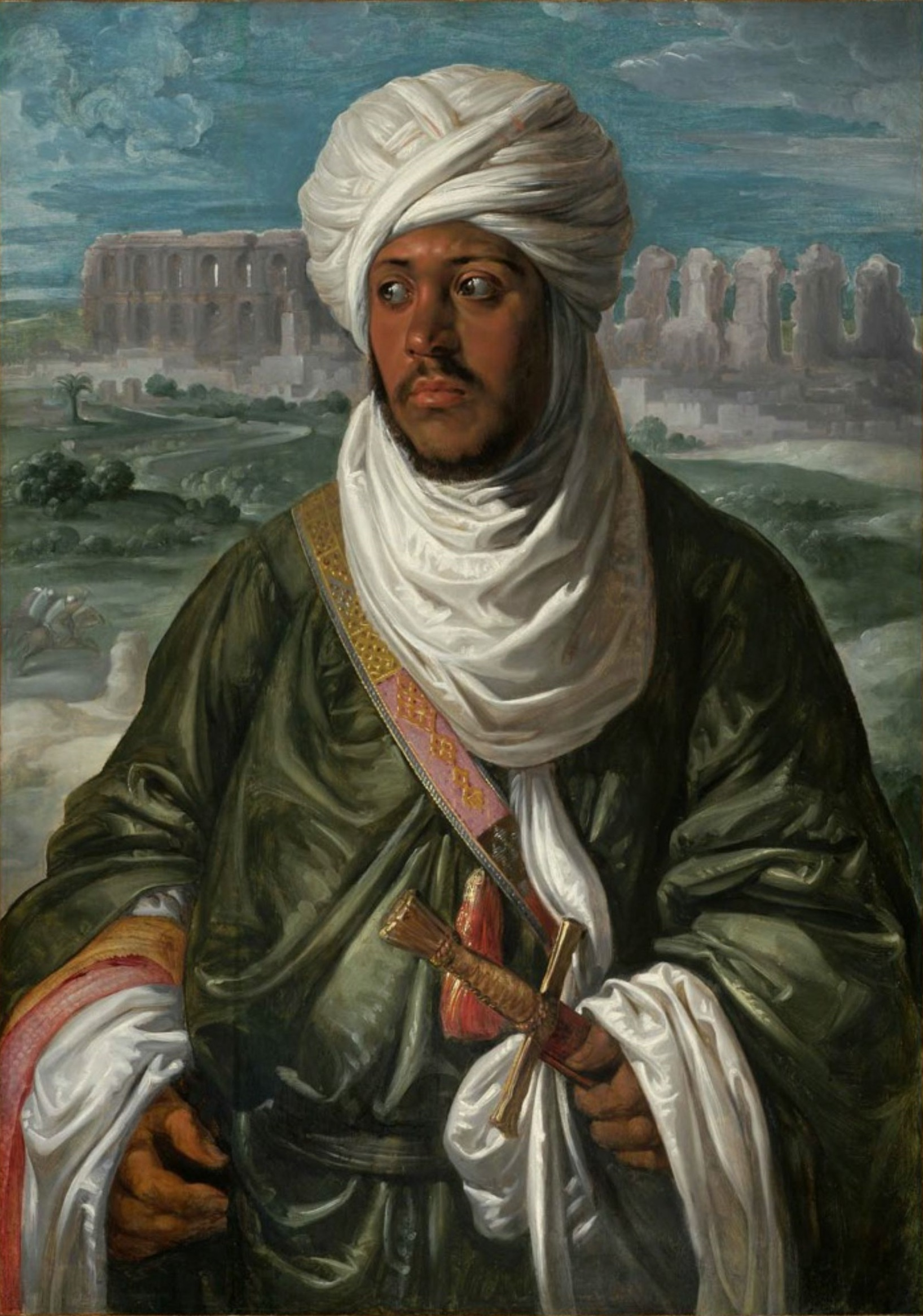
Mulay Ahmed, der letzte Hafsidensultan um 1535, Kopie eines verlorenen Gemäldes von Jan Cornelisz Vermeyen (1500–1559), das Rubens um 1609 anfertigte. Museum of Fine Arts of Boston

Damit begann eine von 1535 bis 1574 auf dem Höhepunkt befindliche Abhängigkeit von Spanien. Muley Hasan (Al-Hasan ben Muhammad), der Vasall Karls V., den der Habsburger wieder eingesetzt hatte, rächte sich für seine Absetzung an seinen Gegnern. Dies trieb seinem Sohn Mulay Ahmad Verbündete in die Arme, so dass er Mulay Hassan 1542 entmachten und blenden konnte. Mulay Ahmad wurde von Rubens porträtiert. 27 Jahre später wurde er ebenfalls gestürzt und musste nach Spanien fliehen.
Diese lange Phase der politischen Abhängigkeit von seinen Gegnern und der dynastischen Kämpfe brachte im Maghreb eine kulturelle Gegenreaktion in Gang, die schließlich in die Herrschaft der Sherifen mündete, die aktiv von Sufis unterstützt wurden. Den marokkanischen Saʿdi gelang es, die Portugiesen bis etwa 1550 zu vertreiben (Agadir 1541). Zugleich rückten osmanische Armeen über Ägypten, das sie 1517 eroberten, Richtung Tripolitanien vor.
Die Hafsidenherrscher sahen sich genötigt, die Hilfe der Korsarenbrüder Khair ad-Din Barbarossa und Arudsch in Anspruch zu nehmen. In ihrer Bedrängnis erlaubten die Hafsiden den Korsaren, den Hafen von La Goulette und die Insel Djerba als Basis zu benutzen. Nach dem Tod von Arudsch machte sich sein Bruder Khair ad-Din Barbarossa zum Vasallen des osmanischen Sultans und wurde von ihm zum Admiral des Osmanischen Reiches ernannt. Er eroberte 1534 Tunis, musste sich aber 1535 aus der Stadt zurückziehen, nachdem diese nach dem Tunisfeldzug von einer Flotte Kaiser Karls V. erobert worden war. Tunis wurde drei Tage lang geplündert. Vier Jahrzehnte lang herrschten die Hafsiden über Tunesien, doch waren sie von Spanien abhängig, bevor die Osmanen 1574 Tunis eroberten.

## Osmanen (1574 bis 1790 bzw. 1881)

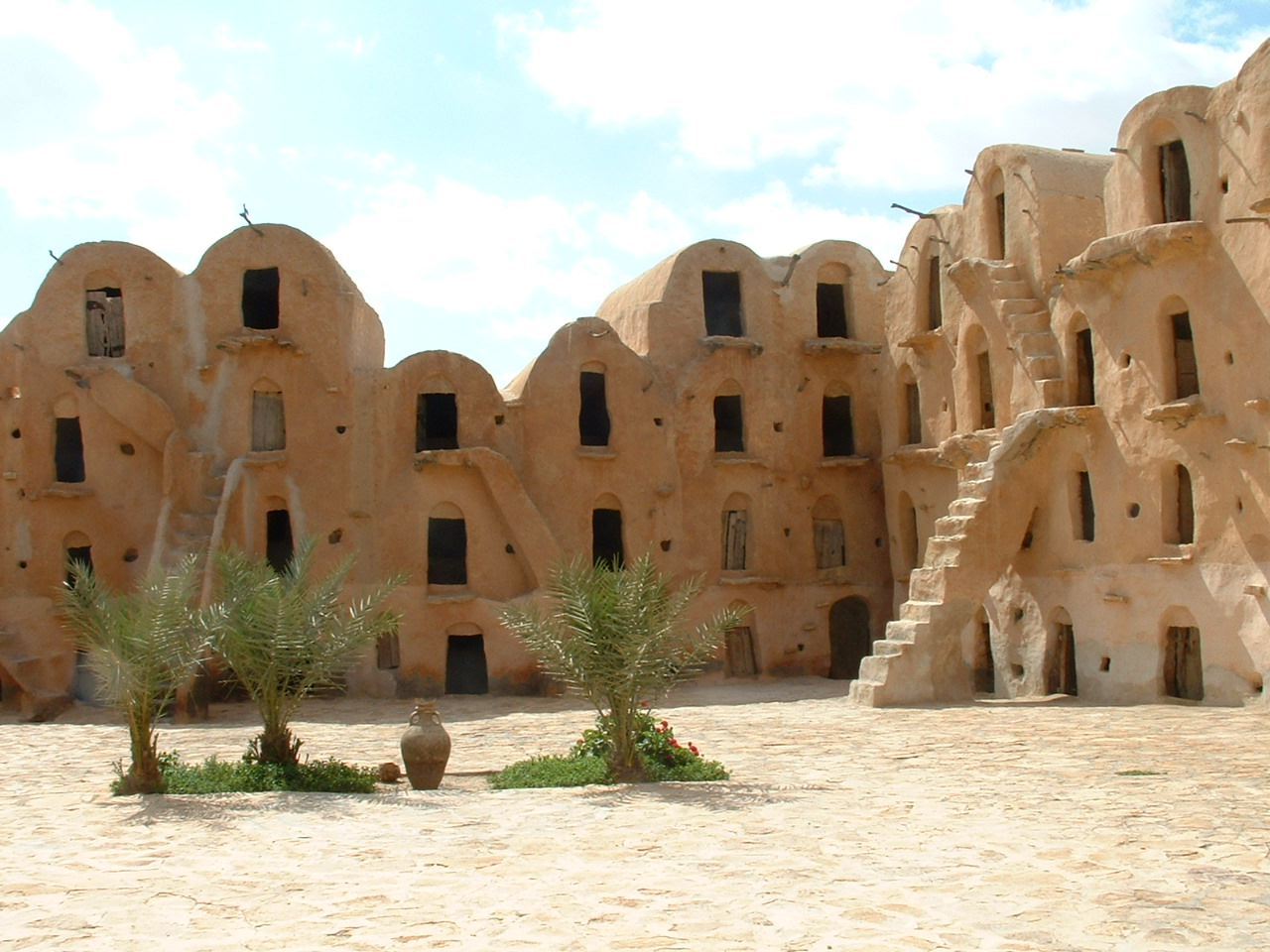
Berberische Getreidespeicher (Ghorfas) von Ksar Ouled Soltane in Tataouine aus dem 15. bis 19. Jahrhundert

1574 wurde Tunis wieder von den Osmanen erobert. Tunesien wurde damit eine Provinz des Osmanischen Reiches. Die neuen Herrscher hatten aber wenig Interesse an Tunesien und ihre Bedeutung nahm ständig auf Kosten von lokalen Machthabern ab; es waren nur 4000 Janitscharen in Tunis stationiert.
1591 kam es zu einem Janitscharenaufstand, als dessen Resultat ein Dey an die Spitze der Provinzverwaltung gesetzt wurde. Ihm war ein Bey unterstellt, der für die Verwaltung des Landes und die Steuereintreibung verantwortlich war. Der dem Bey gleichgestellte Pascha hatte nur die Aufgabe, den Sultan zu repräsentieren. 1612 gründete Murad Bey die Dynastie der Muraditen, doch kam es immer wieder zwischen Korsaren und Janitscharen zu Kämpfen um die Vorherrschaft.
Die Tätigkeit der Morisken, die aus Südspanien nach Tunesien kamen, sorgte für eine Zurückdrängung des Einflusses beider Gruppen und für eine gewisse wirtschaftliche Prosperität. Dennoch blieben die Summen, die die europäischen Staaten zur Befreiung von Gefangenen als Lösegelder zahlen mussten, von erheblicher Bedeutung.

## Herrschaft der Beys oder Husainiden (1705 bis 1957)
Am 15. Juli 1705 machte Husain I. ibn Ali sich zum Bey von Tunis und gründete die Dynastie der Husainiden. Unter ihnen erreichte Tunesien einen hohen Grad an Selbständigkeit, obwohl es offiziell noch immer osmanische Provinz war. Die Beys, die unter dem Dey aufgestiegen waren und ihn gestürzt hatten, herrschten formal bis 1957. Sie erkannten zwar die religiöse Autorität des Sultans als Kalif an, doch war Tunesien politisch unabhängig vom Osmanenreich. Offiziell erkannten sie die Hanafiten als religiöse Autorität und eine der vier islamischen Rechtsschulen an, doch in den Orten dominierten die Mālikiten weiterhin. Die Herrscher besaßen das Monopol über zahlreiche Waren des Landes, doch verpachteten sie die Einnahmen daraus vielfach an Juden. Der osmanische Druck auf Tunesien ließ endgültig nach, als 1711 Tripolitanien unter den Qaramanliden unabhängig wurde.
1756 wurde Ali I. al-Husain von den Söhnen seines Vorgängers gestürzt. Sie eroberten mit algerischer Hilfe Tunis. Neuer Bey wurde Muhammad I. ar-Rashid (1756–1759). Unter Hammuda al-Husain (1782–1814) kam es zu Kämpfen mit Venedig, dann von 1807 bis 1812 zum Krieg mit Algerien; er wurde unter osmanischer Vermittlung beendet (ratifiziert 1821). 1830 begann die französische Kolonisierung Algeriens, 1835 besetzten die Osmanen Tunis.

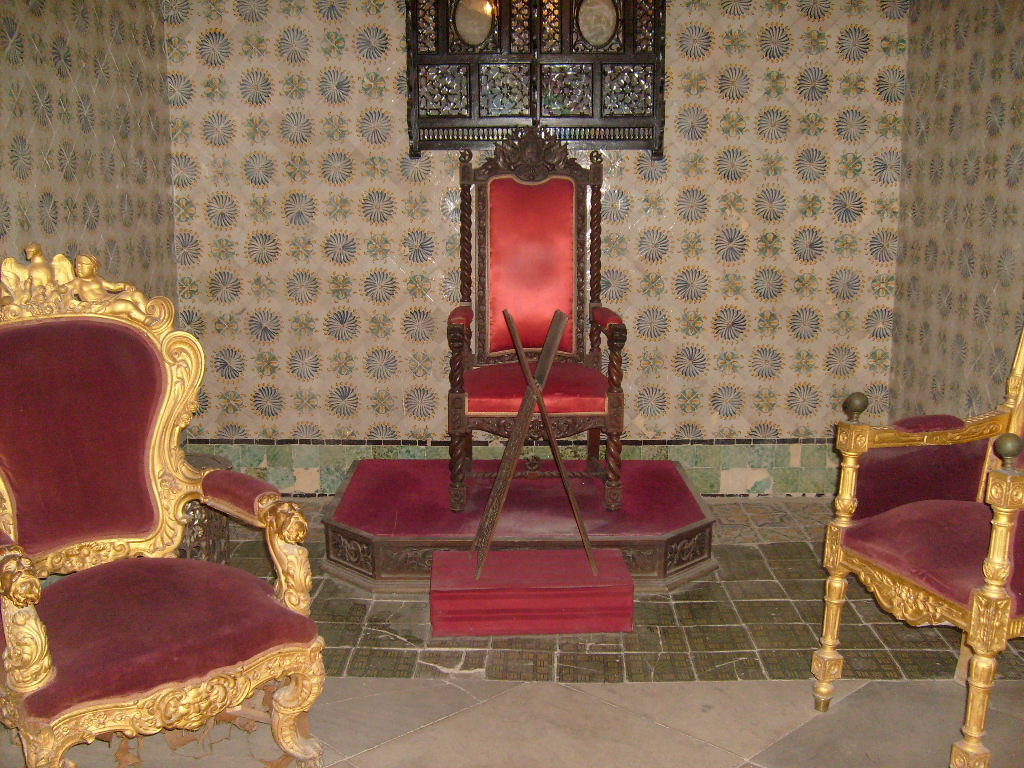
Thron der Beys von Tunis, Bardo-Museum, Tunis

Ahmad I. al-Husain, der von 1837 bis 1855 regierte, leitete einen Modernisierungsschub ein. Dieser war von Reformen gekennzeichnet, wie der Abschaffung der Sklaverei und der Annahme einer Verfassung. 1856 wurden Christen, Juden und Muslime rechtlich gleichgestellt. 1860 wurde die, wenn auch kurzlebige, erste Verfassung in der arabischen Welt angenommen. Vertreter des Beys in Paris war der einstige abchasische Sklave Hayreddin Pascha, der eine hervorragende Ausbildung erhielt, freigelassen wurde und zum Präsidenten des Hohen Rats von Tunis aufstieg. 1871 stellte er das Land wieder unter die Oberhoheit des Sultans und begann eine Reihe von Reformen. Allerdings wurde er 1877 entlassen und scheiterte in Konstantinopel-Istanbul als Großwesir des Sultans ebenso an inneren Widerständen wie in Tunis.
Frankreich nutzte den Umstand, dass Tunesien zwar nach innen konsolidiert, nach außen jedoch schwach war, um seine Herrschaft auszudehnen. 1881 bis 1883 zwang es dem Land den Status eines Protektorats auf, was einer indirekten Herrschaft unter Beibehaltung der Beys gleichkam.

## Staatsbankrott, französisches Protektorat (1881 bis 1956)

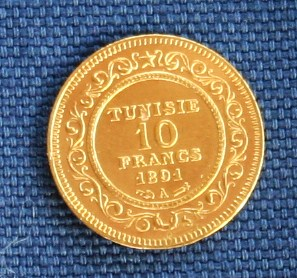
Goldmünze zu 10 Francs von 1891

Wirtschaftliche Schwierigkeiten zwangen die Regierung 1869, den Staatsbankrott zu erklären und eine internationale britisch-französisch-italienische Finanzkommission ins Leben zu rufen. Frankreich vertraute auf die Neutralität Großbritanniens, das verhindern wollte, dass Italien den Seeweg über den Suezkanal unter seine Kontrolle brachte, und auch darauf, dass der deutsche Kanzler Otto von Bismarck die Aufmerksamkeit Frankreichs von der Elsaß-Lothringen-Frage ablenken wollte.

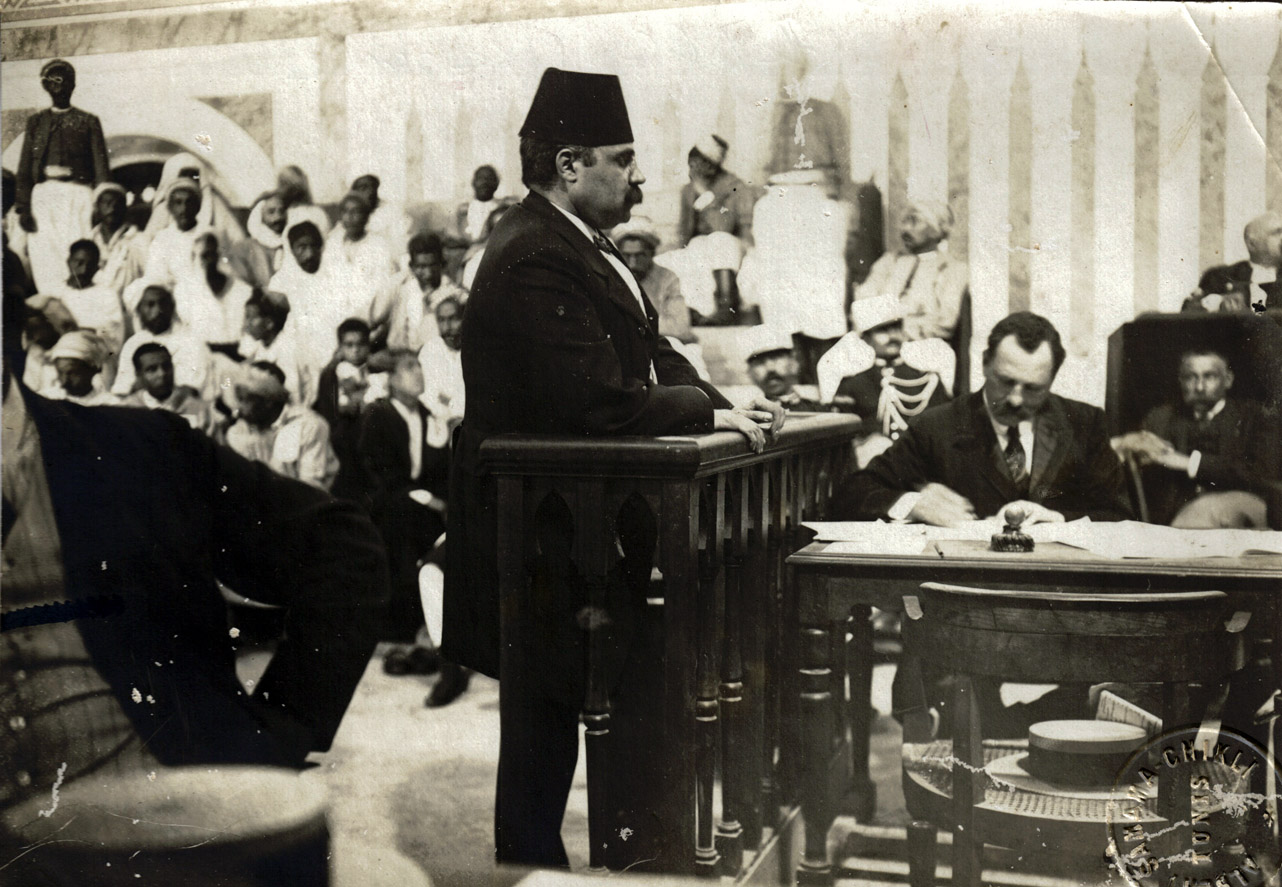
Prozess nach der Djellaz-Affäre, 1911

Mitte 1878 trafen sich Vertreter der europäischen Großmächte, namentlich des Deutschen Reiches, Österreich-Ungarns, Frankreichs, Großbritanniens, Italiens und Russlands sowie des Osmanischen Reiches in Berlin. Bei diesem Treffen, dem Berliner Kongress, erklärte sich Großbritannien bereit, eine französische Übernahme Tunesiens zu akzeptieren, um selbst bei der Übernahme Zyperns ohne französische Behinderung zum Zuge zu kommen. Dies wiederum akzeptierten die Osmanen, um ein Eingreifen der Großmächte zugunsten der russischen Expansionsansprüche und mögliche weitere Gebietsverluste zu verhindern.
Einfälle von Plünderern aus der Kroumirie nach Algerien, das bereits seit 1830 französisch war, lieferten dem französischen Ministerpräsidenten Jules Ferry den Vorwand, Tunesien zu annektieren. Im April 1881 drangen französische Truppen in Tunesien ein und eroberten das Land binnen drei Wochen. Am 12. Mai 1881 wurde Bey Muhammad III. al-Husain zur Unterzeichnung des Bardo-Vertrags gezwungen. Aufstände unter Mansour Houch um Kairuan und Sfax einige Monate später wurden unterdrückt. Der Vertrag von La Marsa vom 8. Juni 1883 räumte Frankreich weitreichende Befugnisse in der Außen-, Kriegs- und Innenpolitik Tunesiens ein. Frankreich gliederte das Land in sein Kolonialreich ein und vertrat in der Folge Tunesien auch außenpolitisch. Der Bey musste fast seine gesamte Macht an den Generalresidenten abgeben. Es entstanden Banken und Unternehmen, die landwirtschaftliche Nutzfläche wurde erweitert, 1885 wurden beträchtliche Phosphatvorkommen in der Region Seldja entdeckt. Nach dem Bau einiger Eisenbahnlinien (siehe Geschichte der Eisenbahn in Tunesien) begannen Phosphat- und Eisenerzabbau. Ein zweisprachiges Bildungssystem wurde eingeführt.
1907 wandten sich französisch gebildete Jeunes Tunisiens gegen die französische Kolonialherrschaft. Es kam zu vier Aufständen, deren erster 1915 unter Führung von Mohamed Daghbaji begann (er wurde 1924 hingerichtet). 1920 entstand die Destour- oder Verfassungspartei, 1934 die Neo-Destour-Partei unter Habib Bourguiba.
1930 wehrte sich at-Tāhir al-Haddād (1899–1935) in seinem Werk über Frauen und die Scharia (at-Tāhir al-Haddād: Imra'atunā fī al-sharī'a wa-al-mujtama, 1930) gegen die seiner Ansicht nach falsche Deutung des Korans, der die Unterdrückung der Frauen verbiete. Er forderte das Verbot des Ganzkörperschleiers, des Verstoßens und der Polygynie und all der Sitten, die die Ursache für die seinerzeitige Rückständigkeit des Landes gewesen seien. Zudem forderte er Bildung und Ausbildung für Mädchen und Schutz vor Zwangsverheiratung.

## Holocaust und Zweiter Weltkrieg

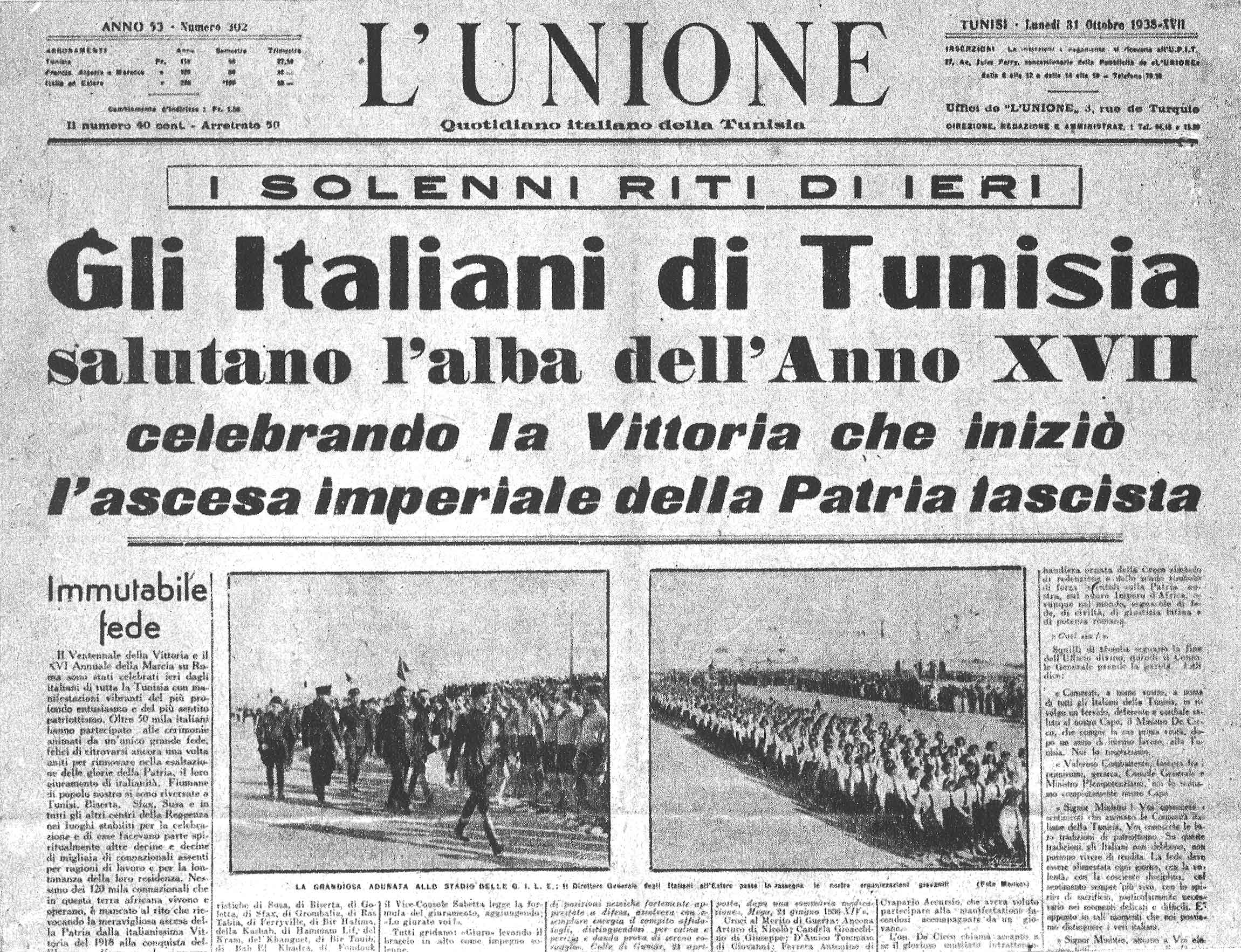
Titelblatt der italienischen Tageszeitung L’unione aus Tunesien: Feier des 17. Jahrestags des Marsches auf Rom, der in Italien 1922 die faschistische Machtübernahme einläutete

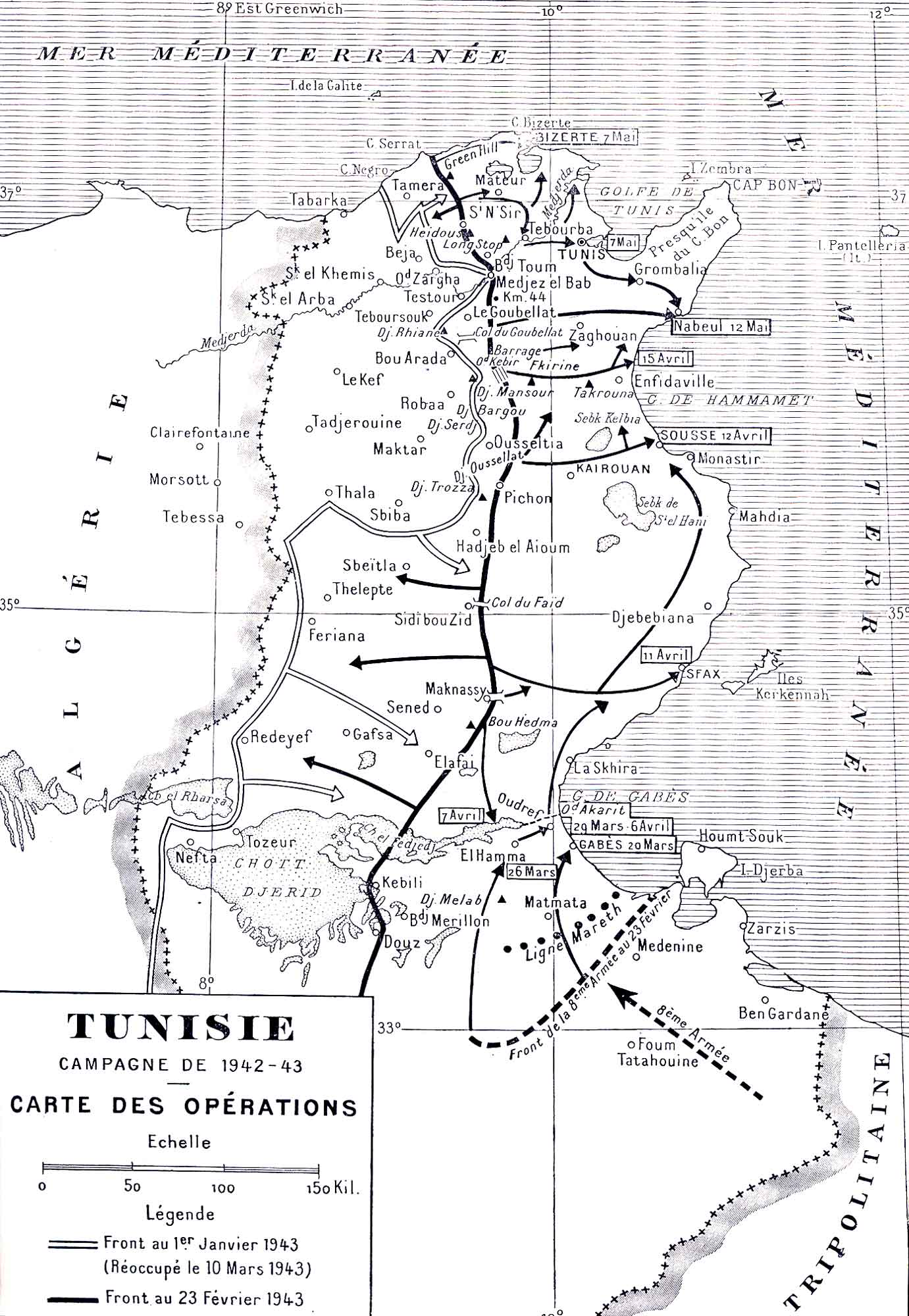
Kriegsoperationen der Jahre 1942 und 1943

Frankreich bereitete sich in Tunesien mit Festungsbauten auf den Krieg vor. So entstand 1936 bis 1939 die Mareth-Linie gegen das italienische Libyen. Zunächst unterstand Tunesien jedoch, nachdem das übrige Frankreich von Deutschland besetzt worden war, dem Vichy-Regime, das am 3. Oktober 1940 die dortigen Juden einem neuen Statut unterwarf. Ab dem 30. November wurden sie sukzessive aus dem öffentlichen Leben ausgeschlossen. Jüdischen Ärzten wurde die Behandlung nicht-jüdischer Patienten verboten, ihre Organisationen aufgelöst, ihre Presse unterdrückt – nur Le Petit Matin durfte fortbestehen, gekennzeichnet als jüdische Zeitung. Danach folgte die Einziehung ihres Vermögens und ihres Besitzes, doch verzögerte die örtliche Verwaltung die Durchführung. 123 der 425 eingetragenen Ärzte im Lande waren Juden. Ihre Zahl wurde auf maximal 5 % beschränkt, so dass etwa 100 von ihnen ihre Approbation verloren; später durften sie nach Protesten nur noch Juden behandeln.
Rom verlangte am 22. Oktober 1942 die Schonung der italienischen Juden, häufig Kaufleute aus Livorno, Grana genannt, im Gegensatz zu den Twansa. Dabei unterschied man seit dem 19. Jahrhundert auf der einen Seite die beiden Hauptgruppen der Twansa, die als Einheimische galten und Hebräisch als Sprache der Liturgie benutzten, und die ihre stark arabisch geprägte Sprache in hebräischer Schrift niederlegten. Die Grana hingegen unterteilten sich in zwei Gruppen, die „Alten Livornesen“ und die „Jungen“. Erstere führten ihre Rechnungsbücher ursprünglich auf Portugiesisch, wurden aber stark arabisiert und italianisiert. Die jungen Livornesen lernten darüber hinaus Französisch und brachten starke italienische Kulturimpulse in die Gruppe der „Alten“.
Neben den Juden lebten zwischen 96.000 und 120.000 Italiener in Tunesien, hinzu kamen 13.000 Malteser. Muhammad al-Munsif Bey, der am 19. Juni 1942 den Thron bestieg, hatte keinerlei Interesse, ethnische Konflikte, die durch den Palästinakonflikt auch Tunesien erreichten, zu schüren. Eher war er misstrauisch gegenüber denjenigen, die die französische Staatsbürgerschaft angenommen hatten.

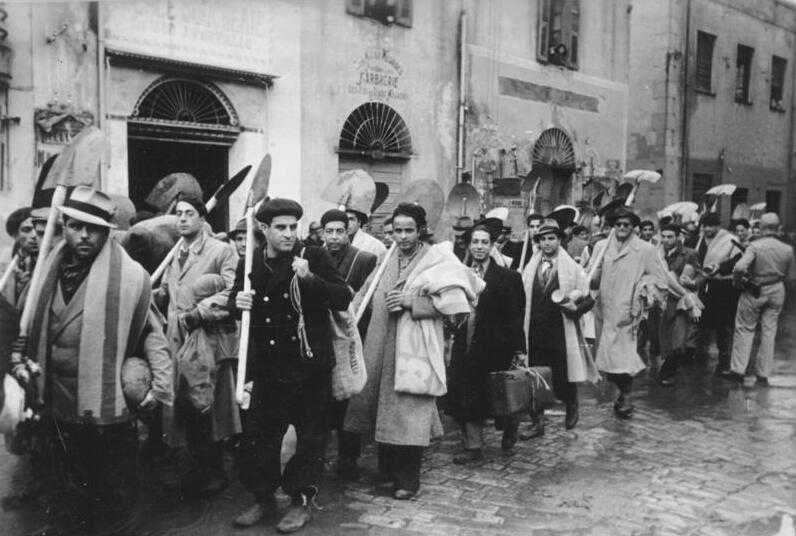
„Juden müssen arbeiten“, Tunis im Dezember 1942 (Propagandaaufnahme der Wehrmacht)

Am 9. November 1942 marschierten deutsche und italienische Truppen in Tunesien ein, eine Woche später siegten sie in der Schlacht bei Medjez-el-Bab. Damit änderte sich die Lage im Land vollständig. General Walther Nehring als Befehlshaber Tunesien verhängte eine Geldbuße von 20 Millionen Francs über die jüdische Gemeinde, da das „internationale Judentum“ für die anglo-amerikanische Landung in Nordafrika verantwortlich sei. Die jüdische Bevölkerung ließ er völkerrechtswidrig zur Zwangsarbeit beim Befestigungsbau heranziehen. Am 6. Dezember 1942 wurde der Service du travail obligatoire eingerichtet, der für die Zwangsarbeit zuständig war. Rudolf Rahn beanspruchte für das deutsche auswärtige Amt die „Lösung der Judenfrage“ als seine Zuständigkeit. Es entstand ein System von Arbeitslagern, die von Theo Saevecke organisiert wurden. Über 2500 Juden starben innerhalb eines halben Jahres, auch die Wehrmacht beteiligte sich an Exekutionen. Zu weiteren Massenmorden kam es nur wegen der verschiedenen Interessenlagen Vichys, Italiens und der Führung des Afrikakorps nicht mehr.
Im Tunesienfeldzug besiegten die Alliierten die deutschen Besatzer. Damit war der Afrikafeldzug, der vom 9. September 1940 bis zum 13. Mai 1943 dauerte, beendet. Er hatte seinen Ausgangspunkt in italienisch-britischen Kämpfen an der libysch-ägyptischen Grenze genommen, in die deutsche Truppen auf Seiten der Italiener eingegriffen hatten.

## Unabhängigkeitskampf (etwa 1911 bis 1956)

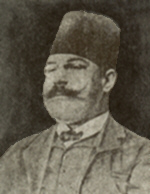
Béchir Sfar

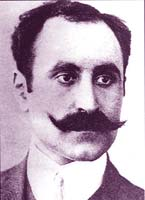
Ali Bach Hamba

1907 gründeten Béchir Sfar, Ali Bach Hamba und Abdeljelil Zaouche die reformistische Intellektuellenbewegung Jeunes Tunisiens. Sie zeigte ihre Organisationskraft in der Djellaz-Affäre 1911 und im Boykott der Straßenbahn von Tunis 1912. Von 1914 bis 1921 herrschte in Tunesien der Ausnahmezustand, in dem auch die Pressefreiheit eingeschränkt wurde. Gegen Ende des Ersten Weltkriegs wurde von einer Gruppe um Abdelaziz Thâalbi die Destur-Partei gegründet. Sie verkündete nach ihrer Gründung am 4. Juni 1920 ein Acht-Punkte-Programm. Der Anwalt Habib Bourguiba, der in Zeitschriften das Protektoratsregime angegriffen hatte, gründete 1932 zusammen mit Tahar Sfar, Mahmoud Materi und Bahri Guiga die Zeitschrift L’Action Tunisienne, die neben der Unabhängigkeit auch für den Laizismus eintrat. Diese Position führte auf dem Kongress von Ksar Hellal am 2. März 1934 zur Spaltung der Destour-Partei. Der islamistische Flügel blieb beim alten Namen Destour, der modernistische und laizistische Flügel nannte sich Néo-Destour. Er verlieh sich eine Organisation nach dem Vorbild europäischer sozialistischer Parteien.

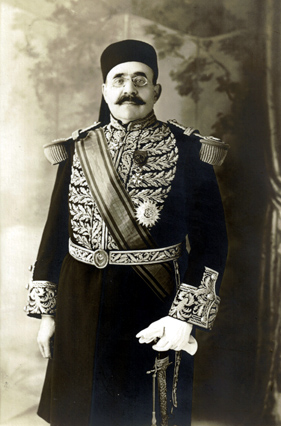
Abdeljelil Zaouche

Nach dem Scheitern von Verhandlungen mit der Regierung Léon Blum kam es 1937 zu blutigen Zwischenfällen, die in den Unruhen vom April 1938 gipfelten. Deren Unterdrückung führte dazu, dass der Néo-Destour seinen Kampf in den Untergrund verlegte. 1940 lieferte das Vichy-Regime Bourguiba auf Verlangen Mussolinis an Italien aus. Bourguiba rief jedoch am 8. August 1942 zur Unterstützung für die Alliierten auf. Der Tunesienfeldzug der Westalliierten zwang die Truppen der Achsenmächte am 12./13. Mai 1943 zur Kapitulation am Kap Bon.
Nach dem Zweiten Weltkrieg wurden Verhandlungen mit der französischen Regierung geführt und Robert Schuman deutete 1950 eine schrittweise Unabhängigkeit Tunesiens an; nationalistische Auseinandersetzungen führten 1951 jedoch zum Scheitern dieser Verhandlungen.
Nach der Ankunft des neuen Generalresidenten Jean de Hauteclocque am 13. Januar 1952 und der Verhaftung von 150 Destour-Mitgliedern am 18. Januar begann ein bewaffneter Aufstand. Nach der Ermordung des Gewerkschafters Farhat Hached durch die kolonialistische Extremistenorganisation La Main Rouge kam es zu Kundgebungen, Unruhen, Streiks und Sabotageaktionen. Frankreich mobilisierte 70.000 Soldaten, um die tunesischen Guerilla-Gruppen unter Kontrolle zu bringen. Erst die Zusicherung innerer Autonomie durch Pierre Mendès France am 31. Juli 1954 entschärfte die Situation. Am 3. Juli 1955 wurden schließlich von Tunesiens Premierminister Tahar Ben Ammar und seinem französischen Amtskollegen Edgar Faure die französisch-tunesischen Verträge unterzeichnet. Sie wurden vom Kongress des Néo-Destour am 15. November in Sfax angenommen.
Am 20. März 1956 erkannte Frankreich die Unabhängigkeit Tunesiens an, wobei es die Militärbasis in Bizerta weiterhin behielt. Paris wollte seine Kräfte auf Algerien konzentrieren, wo der Algerienkrieg (1954 bis März 1962) eskalierte.

## Unabhängigkeit (1956), Regierung Bourguiba (bis 1987)

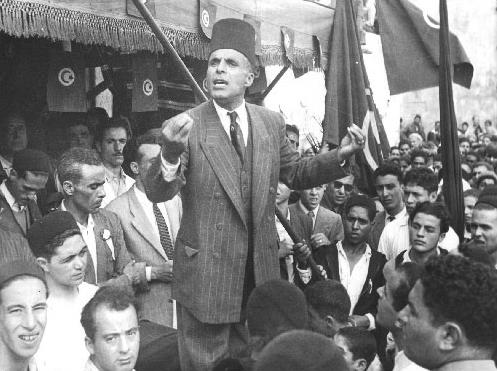
Habib Bourguiba in Bizerta (1952)

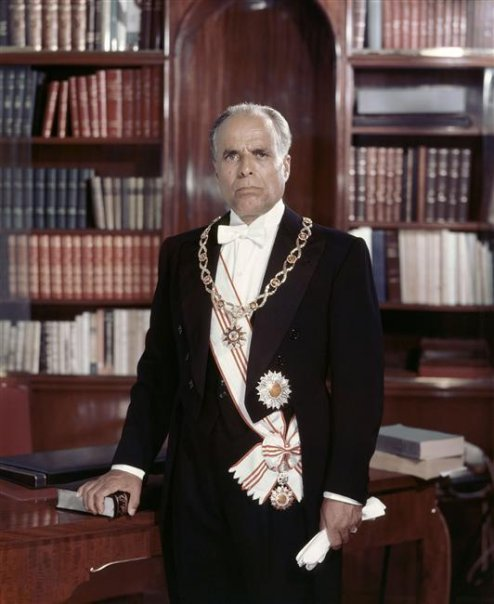
Offizielles Foto von Habib Bourguiba

Am 25. März 1956 wurde die konstituierende Nationalversammlung gewählt. Die Néo-Destour gewann alle Sitze. Bourguiba übernahm den Parlamentsvorsitz, am 11. April wurde er zum Premierminister ausgerufen. Am 13. August 1956 wurde das Personenstandsgesetz erlassen. Auf der Basis einer Verordnung übten Frauen im Mai 1957 erstmals bei Stadtratswahlen das aktive und passive Wahlrecht aus. Das aktive und passive Frauenwahlrecht wurde zwei Jahre später, am 1. Juni 1959, eingeführt.
Im Zuge der Umgestaltung des Landes schaffte das Parlament am 25. Juli 1957 auf Betreiben Bourguibas die Monarchie ab, Tunesien wurde eine Republik. König Lamine Bey, letzter Herrscher aus der husainidischen Dynastie, die seit 1705 über Tunesien geherrscht hatte, wurde abgesetzt und Bourguiba zum Präsidenten erklärt. Er wurde am 8. November 1959 erstmals auch vom Volk gewählt.
Am 8. Februar 1958, mitten im Algerienkrieg, bombardierten Flugzeuge der französischen Streitkräfte das tunesische Dorf Sakiet Sidi Youssef. Bei dem Angriff starben mehr als 70 Bewohner, 130 wurden verletzt. 1961 forderte Tunesien die Rückgabe der Militärbasis von Bizerta. Es kam zu einem Krieg (Bizerte-Krise), der, nach den niedrigsten Angaben 632, nach den höchsten 5000 Tunesier, und 24 oder 27 Franzosen das Leben kostete. Die Basis wurde am 15. Oktober 1963 zurückgegeben.
Nach der Ermordung von Salah Ben Youssef, dem wichtigsten Oppositionellen seit 1955, und dem Verbot der Kommunistischen Partei am 8. Januar 1963 wurde die Republik Tunesien zu einem von der Néo-Destour geführten Einparteienstaat. Im März leitete Ahmed Ben Salah eine sozialistische Politik ein und verstaatlichte die tunesische Wirtschaft weitgehend. 1969 wurde Ben Salah entlassen, nachdem es zu Unruhen wegen der Kollektivierung der Landwirtschaft gekommen war. Tunesien und Libyen sollten 1974 unter dem Namen Arabische Islamische Republik vereinigt werden; dieses Projekt wurde aber bald wieder fallen gelassen.
Die Verurteilung Ben Salahs zu einer langen Gefängnisstrafe leitete eine Periode ein, in welcher der durch Ahmed Mestiri geführte liberale Flügel der mittlerweile in PSD umbenannten Partei die Oberhand gewann. Bourguiba wurde 1975 zum Präsidenten auf Lebenszeit ernannt, der Gewerkschaftsbund UGTT gewann während der Regierung von Hédi Nouira eine gewisse Autonomie, und die Tunesische Liga für Menschenrechte wurde 1977 gegründet.
Zu Beginn der 1980er Jahre geriet das Land in eine politische und soziale Krise, deren Ursachen in Vetternwirtschaft und Korruption, in der Lähmung des Staates angesichts der sich verschlechternden Gesundheit Bourguibas sowie in Nachfolgekämpfen zu suchen sind. 1981 erweckte die teilweise Wiederherstellung des pluralistischen Systems Hoffnungen, die jedoch bereits mit der Wahlfälschung im November desselben Jahres zerstört wurden. Die blutige Niederschlagung der Brot-Unruhen im Dezember 1983, die erneute Destabilisierung der UGTT und die Verhaftung ihres Vorsitzenden Habib Achour trugen zum Sturz des Präsidenten und zum Aufkommen des Islamismus bei.

## Regierung Ben Ali (1987 bis 2011)
Am 7. November 1987 setzte Ministerpräsident Zine el-Abidine Ben Ali den Präsidenten mit der Begründung ab, er sei senil. Im Dezember entließ Ben Ali sechs der neun Politbüromitglieder der regierenden Parti Socialiste Destourien (PSD) und ersetzte sie durch Vertraute. Ende 1987 wurden 2500 Gefangene, darunter auch 600 islamische Fundamentalisten, freigelassen. Außenpolitisch setzte Ben Ali auf eine engere Zusammenarbeit mit den Maghreb-Staaten und nahm auch die 1985 abgebrochenen diplomatischen Beziehungen zu Libyen wieder auf.
Ben Ali wurde am 2. April 1989 mit 99,27 % der Stimmen gewählt. Er bekämpfte den radikalen Islamismus; die Ennahda-Partei wurde politisch kaltgestellt, Zehntausende Islamisten verhaftet und zu Gefängnisstrafen verurteilt. Das Regime schränkte Bürgerrechte ein und weitete dieses Instrument über den Kreis der radikalen Islamisten aus. Laizistische Oppositionelle gründeten 1988 mit dem Pacte national eine Plattform mit dem Ziel, das Regime zu demokratisieren.
In der Präsidentschaftswahl von 1994 wurde Ben Ali mit 99,91 % der Stimmen wiedergewählt, und auch die Wahl vom 24. Oktober 1999 gewann er. Die Verfassungsänderung des Jahres 2002 steigerte noch den Machtumfang des Präsidenten. Am 21. April 2002 fand ein schwerer Anschlag auf die El-Ghriba-Synagoge statt, bei dem 21 Touristen starben, 14 davon aus Deutschland. Etwa 30 weitere Menschen wurden zum Teil schwer verletzt.
1995 unterzeichnete Ben Ali ein Freihandelsabkommen mit der Europäischen Union. Seit 2008 ist Tunesien mit ihr assoziiert.
Während der Regierungszeit Ben Alis stieg die Bevölkerungszahl, die sich zwischen 1956 und 2010 auf über 10 Millionen verdreifachte, zunächst weiter, wenn auch stark verlangsamt an, so dass der langfristige Trend der Umwandlung von Wald- in Landwirtschaftsgebiete sich erheblich beschleunigte. Wurden 1922 nur etwa 12.000 km² des Staatsgebiets landwirtschaftlich genutzt, so waren es um das Jahr 2000 bereits 50.000 km². Zwischen 1940 und 2000 verlor Tunesien infolgedessen 60 % seiner Waldfläche, was wiederum dazu führte, dass die Wildbestände dezimiert wurden. Das jährliche Bevölkerungswachstum reduzierte sich bis 2007/11 auf 1,0 %.

## Sturz Ben Alis und politischer Übergang

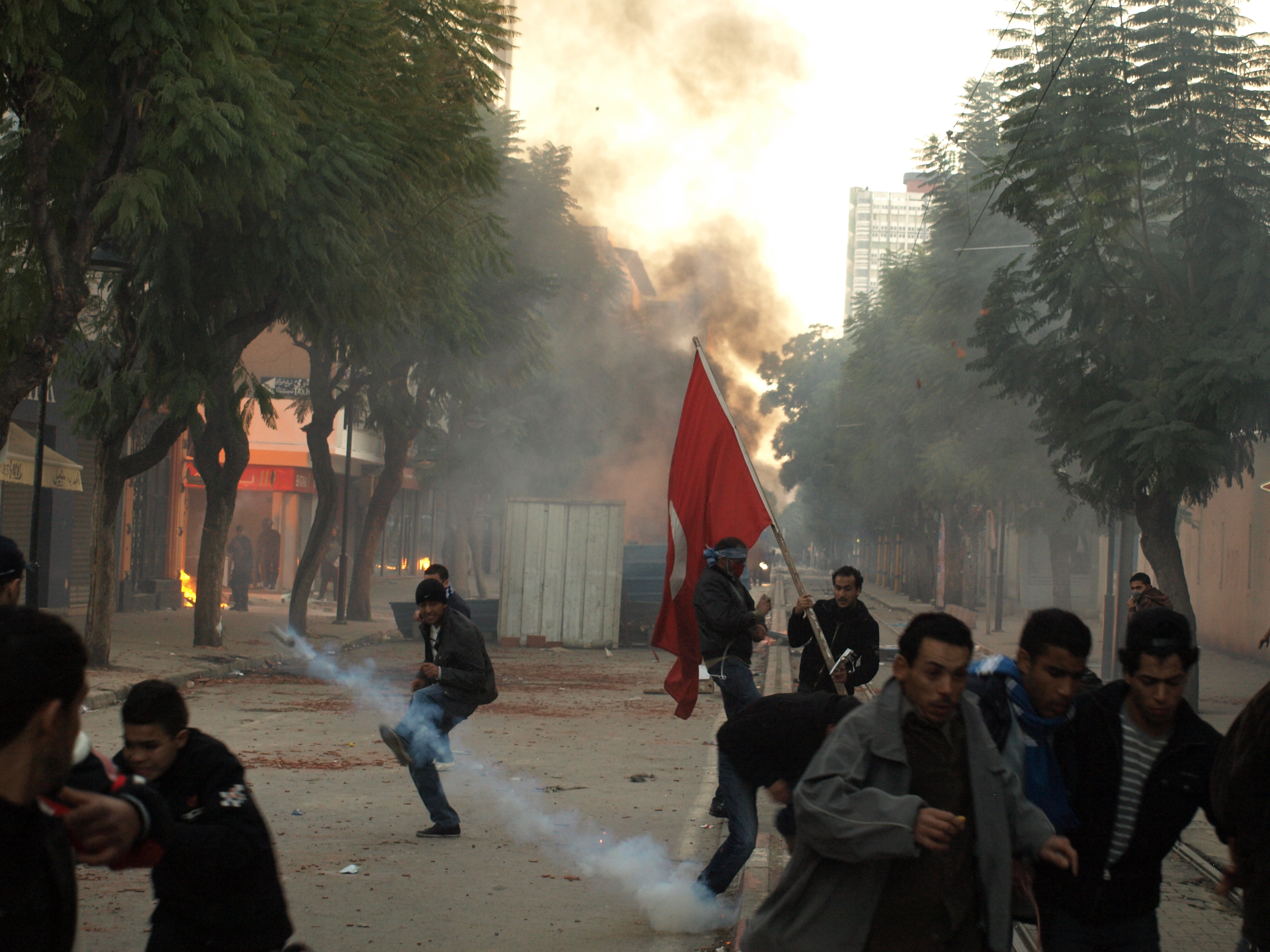
Beschuss von Demonstranten mit Tränengasgranaten, Januar 2011

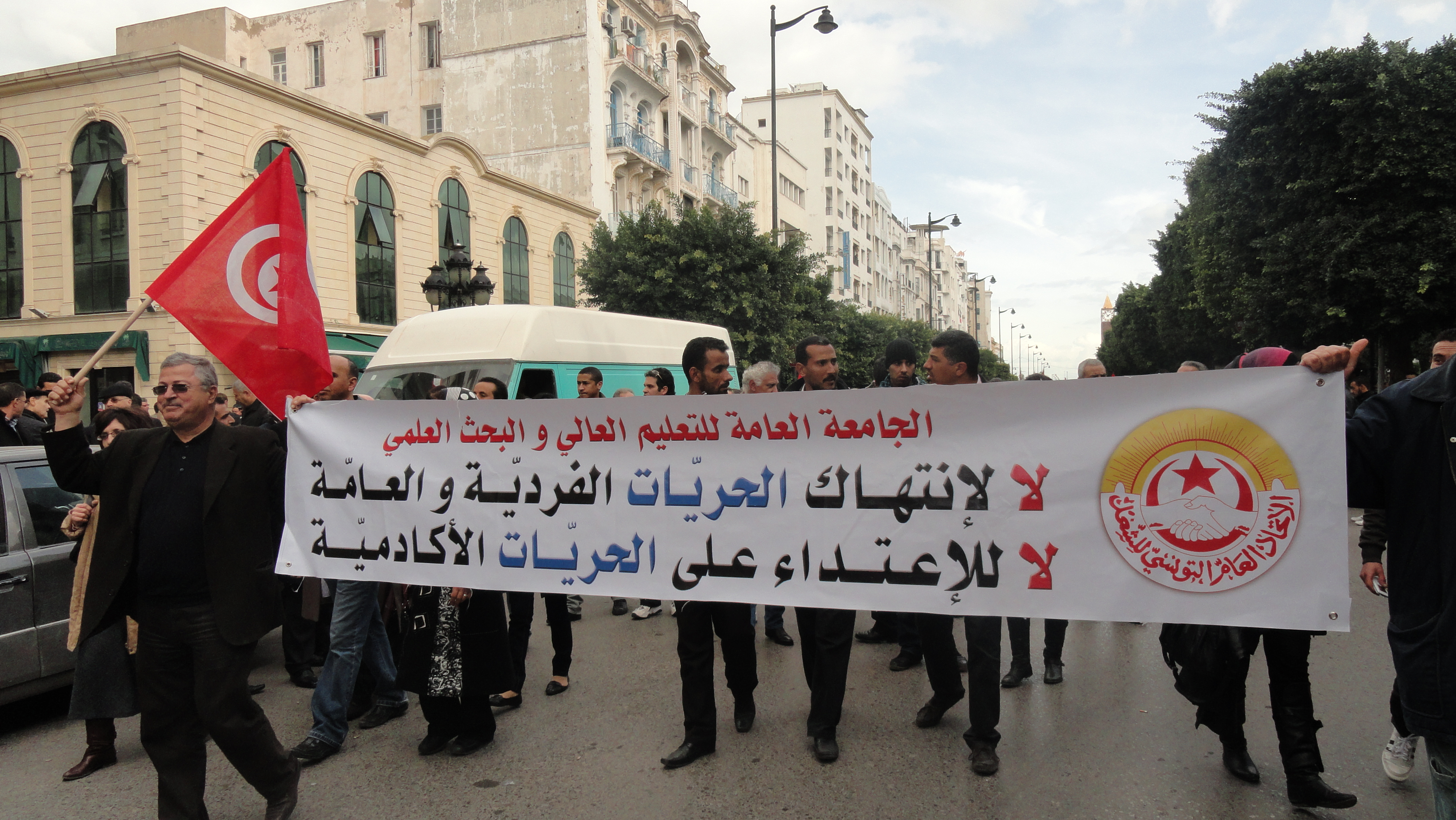
Gewerkschafter auf der Avenue Habib Bourguiba in Tunis, 2012

Am 4. Januar 2011 starb der 26-jährige Mohamed Bouazizi, ein Gemüsehändler, an den Folgen einer Selbstverbrennung, die er sich am 17. Dezember 2010 aus Protest dagegen zugefügt hatte, dass Behörden ihn willkürlich misshandelt hatten. Protestkundgebungen trugen bald Forderungen nach Presse- und Meinungsfreiheit vor, mischten sich mit Kritik an Korruption und Zensur, an der Kleptokratie in der Umgebung Ben Alis.
Im Januar 2011 verhängte die Regierung eine Ausgangssperre über die Hauptstadt und einige Vororte. Präsident Ben Ali reagierte auf die Jasminrevolution, benannt nach einem Ort südlich von Hammamet, mit der Ausrufung des Ausnahmezustands. Er kündigte zwar Neuwahlen an, floh jedoch am 14. Januar 2011 aus dem Land.
Die Amtsgeschäfte wurden vom Verfassungsrat interimistisch auf den Parlamentspräsidenten Fouad Mebazaa übertragen, nachdem kurzzeitig Premierminister Mohamed Ghannouchi sie geführt hatte. Die unter Ghannouchi gebildete Übergangsregierung kündigte Pressefreiheit und die Freilassung aller politischen Gefangenen an. Am 3. Februar kündigte Interimspräsident Mebazaâ die Wahl einer verfassunggebenden Versammlung an, die, wie es hieß, den endgültigen Bruch mit dem Ben-Ali-System einleiten sollte.
Die Wahlen zur Verfassunggebenden Versammlung fanden am 23. Oktober 2011 statt und stellten die ersten freien Wahlen in Tunesien dar. Die meisten Stimmen erhielt dabei die als gemäßigt islamistisch geltende Partei Ennahda. Die Aufgabe der für ein Jahr gewählten Versammlung ist es, Präsidentschafts- und Parlamentswahlen zu organisieren. Bis dahin wurde Moncef Marzouki zum neuen Übergangspräsidenten ernannt. Bis zur Ausarbeitung einer endgültigen Verfassung wurde eine Übergangsverfassung abgestimmt, um deren eher laizistische, religiös neutrale, gemäßigt islamistische oder salafistische Ausrichtung sich die Auseinandersetzungen Anfang 2012 zuspitzten.
Die Regierung der Ennahda-Partei wurde heftig kritisiert und für Morde an zwei Oppositionspolitikern verantwortlich gemacht. Die instabile Situation brachte unter Vermittlung der Gewerkschaften einen Kompromiss zwischen Regierung und Opposition hervor: Eine Übergangsregierung wurde gebildet und 2014 wurden Neuwahlen durchgeführt. die Präsidentschaftswahl im November/Dezember 2014 gewann Beji Caid Essebsi, der 2019 im Amt starb, bei der Parlamentswahl im Oktober 2014 gewann die säkular ausgerichtete Partei Nidaa Tounes, zu der Essebsi gehörte.

### Überblickswerke
- Hsain Ilahiane: Historical Dictionary of the Berbers (Imazighen), 2. Auflage, Rowman & Littlefield, 2017.
- Sophie Bessis: Histoire de la Tunisie. De Carthage à nos jours, Tallandier, Paris 2019.
- Amy McKenna (Hrsg.): The History of Northern Africa, The Rosen Publishing Group, New York 2010. ISBN 978-1-61530-397-7
- Paul Sebag: Tunis. Histoire d’une ville, L’Harmattan, Paris 2000. ISBN 2-7384-6610-9
- Paul Sebag: Histoire des Juifs de Tunisie. Des origines à nos jours, L’Harmattan, Paris 1991. ISBN 978-2-7384-1027-6
- Harry H. Johnston: A History of the Colonization of Africa by Alien Races, Cambridge University Press, Cambridge 2011. ISBN 978-0-521-23128-2

### Ur- und Frühgeschichte
- Clémentine Gutron: L’archéologie en Tunisie (XIXe–XXe siècles). Jeux généalogiques sur l’Antiquité, Paris/Tunis 2010. ISBN 978-2-8111-0396-5
- Katherine E. Hoffman, Susan Gilson Miller: Berbers and Others. Beyond Tribe and Nation in the Maghrib, Indiana University Press, 2010. ISBN 978-0-253-22200-8
- Heinz Günter Horn, Christoph B. Rüger: Die Numider. Reiter und Könige nördlich der Sahara, Ausstellungskatalog Rheinisches Landesmuseum Bonn (=Kunst und Altertum am Rhein, 96 ), Rheinland, Köln 1979. ISBN 3-7927-0498-6
- Dexter Hoyos: A Companion to the Punic Wars, John Wiley & Sons, Oxford u. a. 2011. ISBN 978-1-4051-7600-2
- Werner Huß: Geschichte der Karthager, C.H. Beck, München 1985.
- Gerald Schuster: Die Beduinen in der Vorgeschichte Tunesiens. Die „Invasion“ der Banu Hilal und ihre Folgen, Schwarz, Berlin 2006. ISBN 978-3-87997-330-9

### Rom, Vandalen, Byzanz
- Helmut Castritius: Die Vandalen. Etappen einer Spurensuche, Kohlhammer-Urban, Stuttgart 2007 (ab S. 76). ISBN 978-3-17-018870-9
- François Baratte: Die Römer in Tunesien und Libyen. Nordafrika in römischer Zeit, Zaberns Bildbände zur Archäologie, Darmstadt/Mainz 2012. ISBN 978-3-8053-4459-3
- Leslie Dossey: Peasant and Empire in Christian North Africa, University of California Press, Berkeley–Los Angeles–London 2010. ISBN 978-0-520-25439-8
- Abdelmajid Ennabli (Hrsg.): Pour sauver Carthage: exploration et conservation de la cité punique, romaine et byzantine, Paris/Tunis 1992, ISBN 92-3-202782-8
- Charles-André Julien: Histoire de l’Afrique du Nord: Tunisie, Algérie, Maroc des origines à la conquête arabe (647 ap. J.-C.) Payot, Paris 1961.
- Walter Emil Kaegi: Muslim Expansion and Byzantine Collapse in North Africa, Cambridge University Press, Cambridge u. a. 2010. ISBN 978-0-521-19677-2
- Dennis P. Kehoe: The Economics of Agriculture on Roman Imperial Estates in North Africa, Habil., Vandenhoeck & Ruprecht, Göttingen 1988. ISBN 978-3-525-25188-1
- Anna Leone: Changing Townscapes in North Africa from late Antiquity to the Arab Conquest, Edipuglia, Bari 2007. ISBN 978-88-7228-498-8
- Claude Lepelley: Afrika. In: Ders.: Rom und das Reich in der Hohen Kaiserzeit 44 v. – 260 n. Chr. Die Regionen des Reiches, de Gruyter, Berlin/New York 2001, S. 79–120. ISBN 978-3-598-77449-2
- E. Lennox Manton: Roman North Africa, Trafalgar Square, London 1988. ISBN 978-1-85264-007-1
- Georges Tirologos (Hrsg.): L’Afrique du Nord antique. Cultures et paysages, Colloque de Nantes – mai 1996, Presses Univ. Franche-Comté, 1999. ISBN 978-2-913322-47-9
- Christian Witschel: Zur Situation im römischen Africa während des 3. Jahrhunderts, in: Klaus-Peter Johne, Thomas Gerhardt, Udo Hartmann (Hrsg.): Deleto paene imperio Romano. Transformationsprozesse des Römischen Reiches im 3. Jahrhundert und ihre Rezeption in der Neuzeit, Steiner, Stuttgart 2006, S. 145–221. ISBN 978-3-515-08941-8

### Muslimische Dynastien und Minderheiten, Osmanen
- Mohamed Talbi: L’Émirat aghlabide. 184–296 / 800–909. Histoire politique, Paris 1966.
- Emily Benichou Gottreich, Daniel J. Schroeter (Hrsg.): Jewish Culture and Society in North Africa, Indiana University Press, Bloomington 2011. ISBN 978-0-253-22225-1
- Ramzi Rouighi: The Making of a Mediterranean Emirate. Ifrīqiyā and its Andalusis, 1200–1400, University of Pennsylvania Press, Philadelphia 2011. ISBN 978-0-8122-4310-9
- Pierre Grandchamp: Étude d’histoire tunisienne XVIIe–XXe siècle, Paris 1966.
- Néji Djelloul: Les fortifications cotières ottomans de la Régence de Tunis, Fondation Temimi pour la Recherche Scientifique et l’Information, Zaghouan 1995.
- Daniel Panzac: Barbary Corsairs. The End of a Legend 1800–1820, Brill, Leiden 2005. ISBN 978-90-04-12594-0
- Bice Salama: L’insurrection de 1864 en Tunisie, Tunis 1967.
- Salvatore Speziale: Oltre la peste. Sanità, popolazione e società in Tunisia e nel Maghreb (XVIII–XX secolo), Pellegrini Editore, Cosenza 1997. ISBN 978-88-8101-040-0
- Robert Brunschvig: La Berbérie orientale sous les Hafsides des origines à la fin du XVe siècle, 2 Bde., Paris 1940, 1947.

### Jüngste Geschichte
- Laurent Fourchard, Marie-Emmanuelle Pommerolle: Politique Africaine. La Tunisie en révolution ?, Paris 2011, S. 23–67. ISBN 978-2-8111-3353-5

## Belege
1. ↑  Zur Vorgeschichte Algeriens vgl. Ginette Aumassip: L’Algérie des premiers hommes, Paris 2001.
2. ↑  Ginette Aumassip: L’Algérie des premiers hommes, Paris 2001, S. 122.
3. ↑  Mohamed Sahnouni und Jean de Heinzelin: The Site of Aïn Hanech Revisitid: New Investigations at this Lower Pleistocene Site in Northern Algeria. In: Journal of Archaeological Science. Band 25, 1998 S. 1083–1101.
4. ↑  John J. Shea, John G. Fleagle, Andrea L. Baden: Out of Africa I: The First Hominin Colonization of Eurasia, 2010, S. 193.
5. ↑  Die Stätte wurde 1947 entdeckt. Vgl. Camille Arambourg: Du Nouveau a l’Ain Hanech, in: Bulletin de la Société d’Histoire Naturelle de l’Afrique du Nord 43 (1952) 152-169. Das hohe Alter der Stätten wurde inzwischen bezweifelt: Denis Geraads, Jean-Paul Raynal, Vera Eisenmann: The earliest human occupation of North Africa: a reply to Sahnouni et al. (2002), in: Journal of Human Evolution 46 (2004) 751–761. Hingegen Merouane Rabhi: Étude de l’Industrie Lithique du Niveau „A“ de Ain Hanech: Approche Expérimentale, in: Athar, Revue Scientifique d’Archéologie et du Patrimoine, Institut d’Archéologie, Université d’Alger, 8 (2009) 13–37.
6. ↑  F. C. Howell, G. Petter: Machairodus africanus Arambourg, 1970 (Carnivora, Mammalia) du Villafranchien d’Ain Brimba, Tunisie, in: Bulletin du Musée d’Histoire Naturelle 9 (1987) 97–119.
7. ↑  John J. Shea, John G. Fleagle, Andrea L. Baden: Out of Africa I: The First Hominin Colonization of Eurasia, 2010, S. 36.
8. ↑  E. G. Gobert: Le gisement paléolithique de Sidi Zin, in: Karthago, Bd. 1, Tunis 1950.
9. ↑  Eric Delson, Ian Tattersall, John A. Van Couvering, Alison S. Brooks: Encyclopedia of Human Evolution and Prehistory, New York 2000, S. 473.
10. ↑  Es handelt sich um drei Unterkiefer, ein Scheitelbein sowie einige Zähne. Die Gruppe wurde zunächst einem Atlanthropus mauritanicus zugewiesen, später dem Homo erectus. Die Werkzeuge gehören dem Acheuléen an.
11. ↑  Nick A. Drakea, Roger M. Blenchb, Simon J. Armitagec, Charlie S. Bristowd, Kevin H. White: Ancient watercourses and biogeography of the Sahara explain the peopling of the desert, in: Proceedings of the National Academy of Sciences of the United States of America 108,2 (2011) 458-462, hier: S. 461.
12. ↑  N. Aouadi-Abdeljaouad, L. Belhouchet: Recent Prehistoric Field Research in Central Tunisia: Prehistoric Occupations in the Meknassy Basin, in: African Archaeological Review 25,1-2 (2008) 75-85.
13. ↑  John Donnelly Fage, Roland Anthony Oliver (Hrsg.): The Cambridge History of Africa, Cambridge University Press 1982, S. 266.
14. ↑  J. D. Fage, Roland Anthony Oliver (Hrsg.): The Cambridge History of Africa, Cambridge University Press 1982, S. 262.
15. ↑  Ahmed Moro, Bernard Kalaora: Le désert. De l’écologie du divin au développement durable, Paris 2006, ISBN 2-7475-9677-X, S. 110.
16. ↑  Ghaki Mansour: Le nouveau monument mégalithique de Makthar : Rapport préliminaire, in: REPPAL X (1997) 63-72.
17. ↑  Zu diesem Krieg vgl. B. Dexter Hoyos: Truceless War. Carthage’s Fight for Survival, 241 to 237 BC, Leiden 2007.
18. ↑  Amy McKenna (Hrsg.): The History of Northern Africa, The Rosen Publishing Group, New York 2010, S. 13.
19. ↑  Bruce Maddy-Weitzman: The Berber Identity Movement and the Challenge to North African States, University of Texas Press 2011, S. 17f.
20. ↑  Das punische Mausoleum von Dougga (franz.)
21. ↑  Wolfgang Kuhoff: Sufetula: Der Wandel eines städtischen Zentrums im spätrömischen Afrika, in: Detlev Kreikenbom, Karl-Uwe Mahler, Patrick Schollmeyer, Thomas M. Weber (Hrsg.): Krise und Kult. Vorderer Orient und Nordafrika von Aurelian bis Justinian, de Gruyter, Berlin 2010, S. 279–315.
22. ↑  Joseph von Kolb: Sabinianus. Ein vergessener römischer Kaiser, Wien 1878.
23. ↑  Karlheinz Dietz: Senatus contra principem, Beck, München 1980, S. 337.
24. ↑  Hsain Ilahiane: Historical dictionary of the Berbers (Imazighen), Scarecrow Press, 2006, S. XVIII.
25. ↑  Dominique Borne, Benoît Falaize: Religions et colonisation. Afrique-Asie-Océanie-Amériques XVIe-XXe siècle, Editions de l’Atelier, Paris 2009, S. 129.
26. ↑  David E. Wilhite: Tertullian the African, Berlin 2007 deutet ihn viel stärker ethnisch und sozialgeschichtlich.
27. ↑  Zu den Auseinandersetzungen zwischen den afrikanischen Kirchen vgl. Brent D. Shaw: Sacred Violence. African Christians and Sectarian Hatred in the Age of Augustine, Cambridge University Press 2011.
28. ↑  Nach Victor von Vita. Vgl. Jakob Haury: Über die Stärke der Vandalen in Afrika, in: Byzantinische Zeitschrift 14 (1905) 527f.
29. ↑  Helmut Castritius: Die Vandalen. Etappen einer Spurensuche, Kohlhammer, Stuttgart 2007, S. 79.
30. ↑  Helmut Castritius: Die Vandalen. Etappen einer Spurensuche, Kohlhammer, Stuttgart 2007, S. 96.
31. ↑  Helmut Castritius: Die Vandalen. Etappen einer Spurensuche, Kohlhammer, Stuttgart 2007, S. 100–102.
32. ↑  Helmut Castritius: Die Vandalen. Etappen einer Spurensuche, Kohlhammer, Stuttgart 2007, S. 107.
33. ↑  Helmut Castritius: Die Vandalen. Etappen einer Spurensuche, Kohlhammer, Stuttgart 2007, Karte auf S. 111.
34. ↑  Helmut Castritius: Die Vandalen. Etappen einer Spurensuche, Kohlhammer, Stuttgart 2007, S. 113f.
35. ↑  Helmut Castritius: Die Vandalen. Etappen einer Spurensuche, Kohlhammer, Stuttgart 2007, S. 126.
36. ↑  Helmut Castritius: Die Vandalen. Etappen einer Spurensuche, Kohlhammer, Stuttgart 2007, S. 128–130.
37. ↑  Helmut Castritius: Die Vandalen. Etappen einer Spurensuche, Kohlhammer, Stuttgart 2007, S. 131.
38. ↑  Helmut Castritius: Die Vandalen. Etappen einer Spurensuche, Kohlhammer, Stuttgart 2007, S. 132.
39. ↑  Helmut Castritius: Die Vandalen. Etappen einer Spurensuche, Kohlhammer, Stuttgart 2007, S. 135.
40. ↑  Alfred Louis Delattre: La Basilique de Damous El-Karita à Carthage, Constantine 1892, S. 10.
41. ↑  Wolfgang Kaiser: Authentizität und Geltung spätantiker Kaisergesetze, C.H.Beck, München 2007, S. 105–107.
42. ↑  Franz Dölger, Peter Wirth, Andreas E Muller (Hrsg.): Regesten der Kaiserurkunden des oströmischen Reiches: Regesten 565 – 867, C.H.Beck, München 2009, n. 65, S. 24f. vom 11. August 582. Der Bischof wird dort mit „antistes Carthagensium civitatis“ bezeichnet.
43. ↑  Wolfgang Kaiser: Authentizität und Geltung spätantiker Kaisergesetze, C. H: Beck, München 2007, S. 85.
44. ↑  Theologische Realenzyklopädie. Studienausgabe, de Gruyter, Berlin 1993, S. 687f.
45. ↑  G. Camps: Essai de cartographie culturelle: A propos de la frontière de Numidie et de Maurétanie, in: Claude Lepelley, Xavier Dupuis (Hrsg.): Frontières et limites géographiques de l’Afrique du Nord antique. Hommage à Pierre Salama, Paris 1999, S. 43–70, hier: S. 55.
46. ↑  François Decret: Les invasions hilaliennes en Ifrîqiya, Clio, septembre 2003
47. ↑  Alexandre Lézine: Mahdiya, Klincksieck, Paris 1965, S. 137.
48. ↑  Jonah Steinberg: Isma’ili Modern. Globalization and Identity in a Muslim Community, University of North Carolina Press 2011, S. 37.
49. ↑  Artikel Tunis, in: Lexikon des Mittelalters, Bd. VIII, Sp. 1093–1095, hier: Sp. 1095.
50. ↑  Peter C. Sutton, Marjorie E. Wieseman: The Age of Rubens, 1993, S. 235.
51. ↑  Hendrik Lodewijk Wesseling: Teile und herrsche: Die Aufteilung Afrikas 1880–1914, Stuttgart 1999, ISBN 3-515-07543-7, S. 23ff.
52. ↑  Philippe Conrad: Le Maghreb sous domination française (1830–1962), Januar 2003.
53. ↑  Richard H. Curtiss: Women’s Rights. An Affair of State for Tunisia, in: Suha Sabbagh: Arab Women. Between Defiance and Restraint, Northampton, Massachusetts: Olive Branch Press, 1996, S. 33–40, hier: S. 34.
54. ↑  Itzhag Avrahami: Le mémorial de la comunauté Israélite Portuguaise: Les Granas, 1710–1944, Lod 1997.
55. ↑  Raul Hilberg: Die Vernichtung der europäischen Juden, Band 2, Fischer Taschenbuch 1990, ISBN 3-596-24417-X, S. 6860
56. ↑  Klaus-Michael Mallmann, Martin Cüppers: Halbmond und Hakenkreuz. Das Dritte Reich, die Araber und Palästina, Darmstadt 2006.
57. ↑  – New Parline: the IPU’s Open Data Platform (beta). In: data.ipu.org. Abgerufen am 13. November 2018 (englisch).
58. ↑  Mart Martin: The Almanac of Women and Minorities in World Politics. Westview Press Boulder, Colorado, 2000, S. 385.
59. ↑  Le bombardement de Sakiet Sidi Youssef, in: Jeune Afrique, 5. Februar 2007.
60. ↑  Mohamed Lazhar Gharbi: Historiographie de la Tunisie contemporaine. Une colonisation et une décolonisation «en douceur» in: Les Cahiers de Tunisie LVI, n°189-190 (2004) 29-42.
61. ↑  Das CIA World Fact Book nennt für die Jahre 2007 bis 2010 zwischen 2,0 und 2,1 Geburten pro Frau.
62. ↑  David P. Mallon, Steven Charles Kingswood: Antelopes. North Africa, the Middle East, and Asia, International Union for Conservation of Nature and Natural Resources, Gland/Cambridge 2001, S. 30.
63. ↑  Schätzungen der Weltbank.
64. ↑  Erst ständig Bußen, dann eine Ohrfeige, in: Tages-Anzeiger vom 21. Januar 2011.
65. ↑  Pierre Tristan: Wikileaks Cable: Tunisian Corruption and President Zine el-Abidine Ben Ali (Memento des Originals vom 10. März 2016 im Internet Archive)  Info: Der Archivlink wurde automatisch eingesetzt und noch nicht geprüft. Bitte prüfe Original- und Archivlink gemäß Anleitung und entferne dann diesen Hinweis., Internet-Portal About.com, abgerufen am 13. Mai 2012.
66. ↑  Übergangs-Präsident ernannt – Militär greift ein
67. ↑  Regierung will Pressefreiheit und Amnestie RP ONLINE, 17. Januar 2011
68. ↑  Tunesien auf dem Weg zu neuer Verfassung (Memento vom 17. Januar 2012 im Internet Archive), in: Zeit online, 4. Februar 2011.
69. ↑  Tunesien geht zur ersten freien Wahl, in: Spiegel online, 23. Oktober 2011.
70. ↑  Islamisten gewinnen mit großem Vorsprung, in: Süddeutsche Zeitung, 28. Oktober 2011.
71. ↑  Übergangsverfassung in Tunesien verabschiedet in: Rheinische Post Online, 11. Dezember 2011.
72. ↑  14 Schüsse gegen die Demokratie, in: Die Zeit, 26. Juli 2013.
73. ↑  Tunesiens Regierung bereit zum Rücktritt, in: Die Zeit, 28. September 2013.